# Reinado de Alfonso XII de España

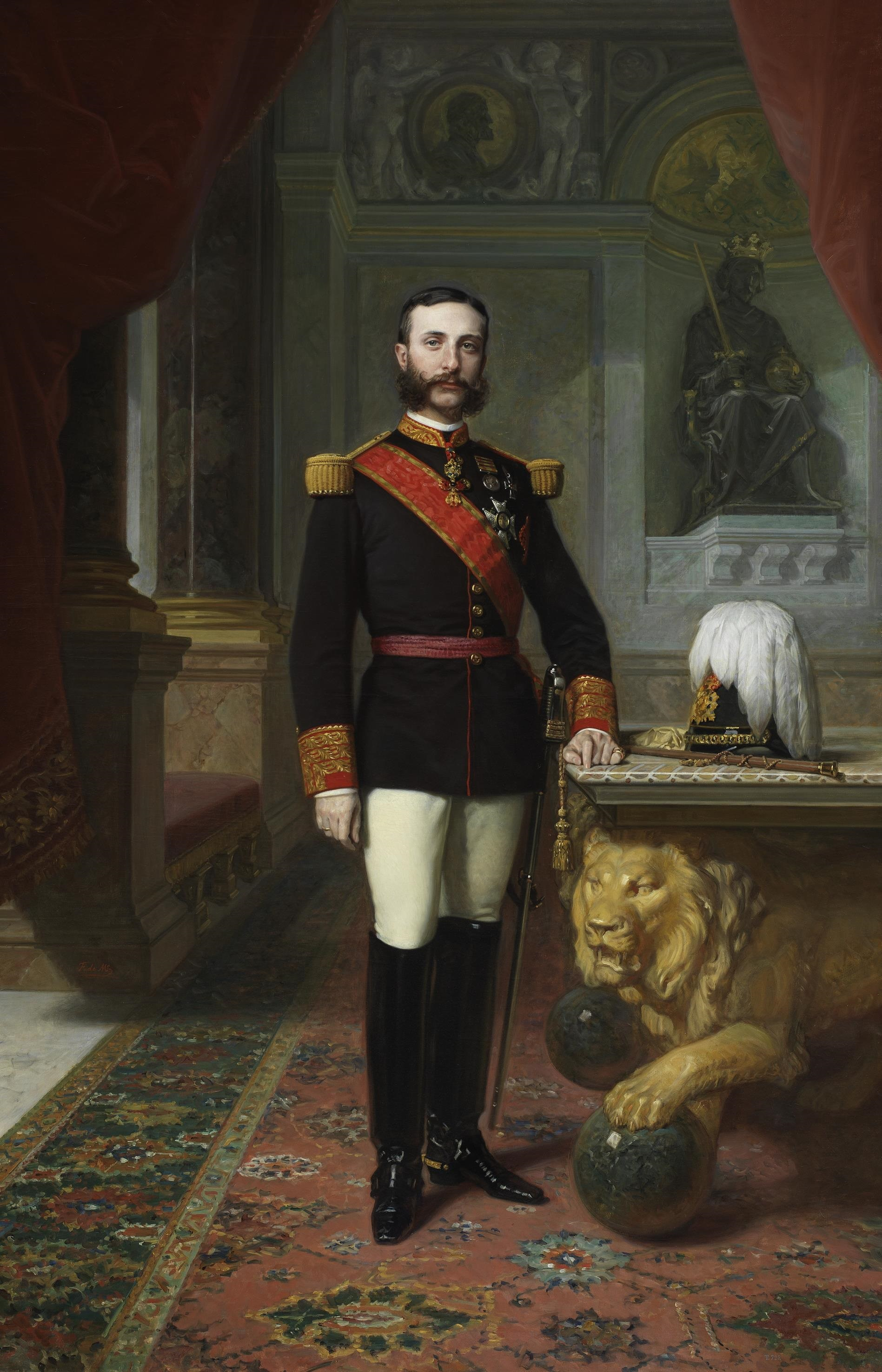
Retrato oficial de Alfonso XII realizado por Federico Madrazo poco antes de la muerte del rey en noviembre de 1885 (Museo del Prado, Madrid).

El reinado de Alfonso XII de España comenzó tras el triunfo del pronunciamiento de Sagunto del 29 de diciembre de 1874 que puso fin a la Primera República española y terminó con la muerte del rey Alfonso el 25 de noviembre de 1885, dando paso a la Regencia de su esposa, María Cristina de Habsburgo. Durante el reinado nació el régimen político de la Restauración que se basó en la Constitución española de 1876, vigente hasta 1923. Fue una monarquía constitucional, pero no democrática ni parlamentaria, «aunque alejada del exclusivismo de partido de la época isabelina». «Fue definida como liberal por sus partidarios y como oligárquica por sus críticos, singularmente los regeneracionistas. Sus fundamentos teóricos se encuentran en los principios del liberalismo doctrinario», ha señalado Ramón Villares.
Según Carlos Dardé, fue «un reinado breve ―poco menos de once años―, pero importante. A su término, la situación de España en todos los terrenos era mucho mejor que su inicio. Y, a pesar de la incertidumbre que ocasionó la desaparición del monarca ―sobre todo por la incógnita de la sucesión― la mejora continuó durante la regencia de María Cristina de Austria, durante la minoría de edad de su hijo póstumo, Alfonso XIII. Las bases establecidas demostraron ser lo suficientemente sólidas. Aquel reinado había sido un nuevo punto de partida del régimen liberal en España».
Los casi once años del reinado fueron de crecimiento económico cimentado en la continuación de la red ferroviaria, las inversiones extranjeras, el auge de la minería y el crecimiento de la exportaciones agrícolas, en especial la de vino, aprovechando la gran plaga de la filoxera que estaba arrasando los viñeros franceses. Los grandes beneficiados de este auge económico fueron la nobleza y la alta burguesía, cada vez más entrelazadas por vínculos matrimoniales, personales y económicos, constituyendo así el «bloque de poder» de la Restauración, íntimamente conectado con la elite política, plenamente identificada con sus intereses. En el extremo opuesto, en una sociedad que seguía siendo agraria (dos tercios de la población activa pertenecían al sector primario) y en la que las clases medias sólo constituían entre un 5 y un 10 % de la población, se situaban los millones de míseros jornaleros de la mitad sur del país.

## Antecedentes

### Exilio y abdicación de Isabel II en su hijo Alfonso (1868-1873)

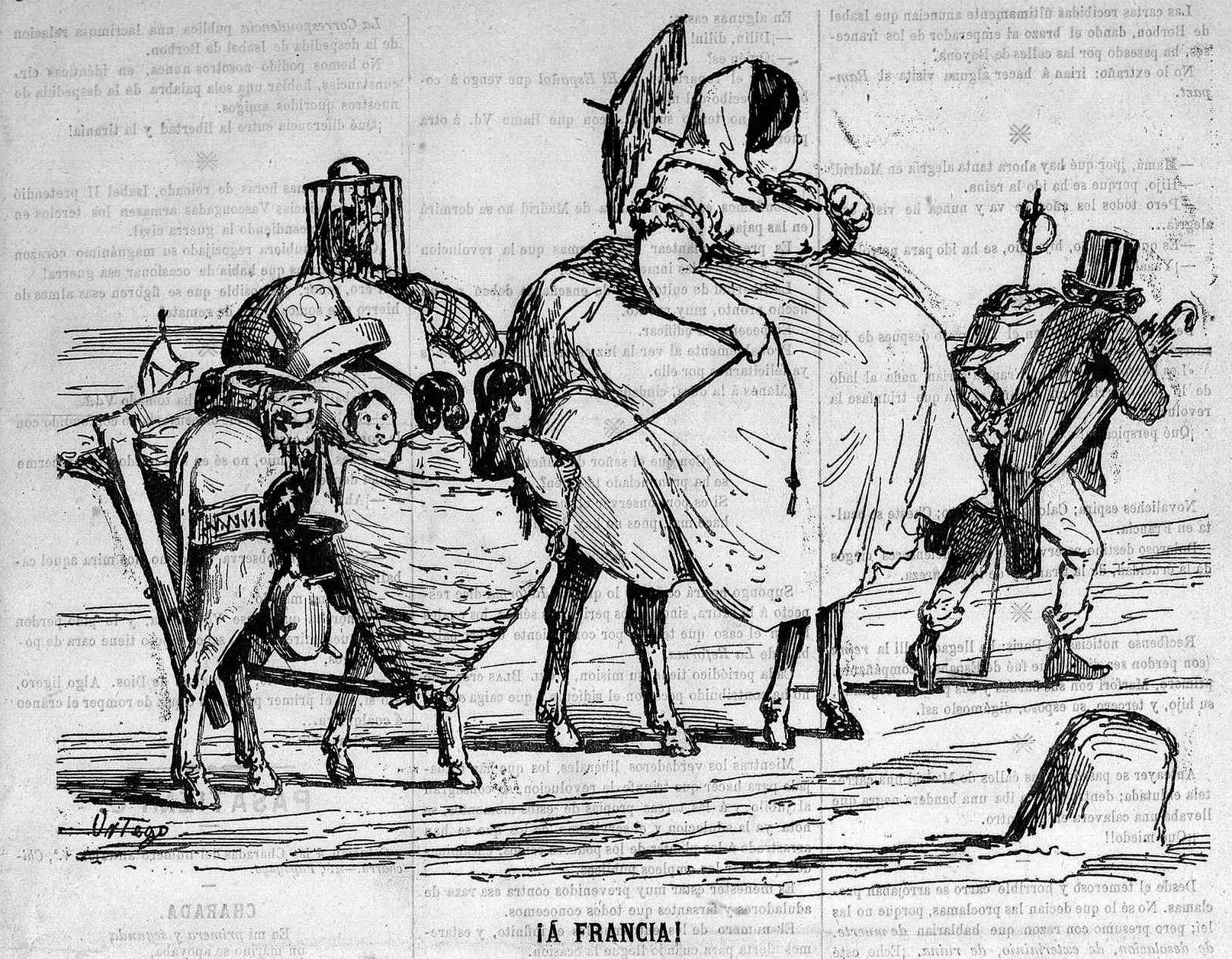
Caricatura publicada por la revista satírica Gil Blas el 4 de octubre de 1868, cuatro días después de que la reina Isabel II se viera obligada a marchar al exilio. Llevaba por título ¡A Francia!

La Revolución Gloriosa de septiembre de 1868 puso fin al reinado de Isabel II y dio inicio al Sexenio Democrático. La reina, que se encontraba en San Sebastián, tuvo que abandonar España y exiliarse en Francia, bajo la protección del emperador Napoleón III. Le acompañaron sus hijas y el príncipe de Asturias, Alfonso, que estaba a punto de cumplir los 11 años de edad. Establecieron su residencia en París en el «hermoso» Palacio Basilewsky que la exreina rebautizó con el castizo nombre de Palacio de Castilla. El príncipe Alfonso fue matriculado en el elitista y privado colegio Stanislas y su formación política corrió a cargo de su preceptor Guillermo Morphy.

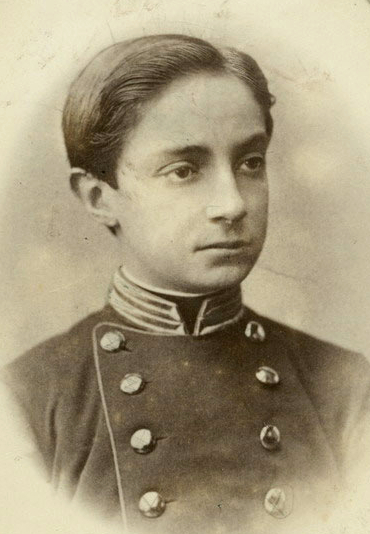
El príncipe Alfonso de Borbón, de doce años de edad, cuando era alumno del colegio Stanislas de París (1870).

A fines de febrero de 1870 el príncipe viajó a Roma para recibir la primera comunión de Pío IX, pero sin lograr, como pretendía la exreina, que el papa reconociese públicamente a la dinastía Borbón como la legítima depositaria de los derechos al trono español y que condenara el «régimen revolucionario» establecido en España. Lo que sí se consiguió fue que de los cuarenta y tres miembros del episcopado español que se hallaban en Roma con motivo de la celebración del Concilio Vaticano I, treinta y nueve visitaran al príncipe, y que uno de ellos, el prestigioso arzobispo de Valladolid, el cardenal Juan Ignacio Moreno y Maisonave, le preparara para recibir la eucaristía.

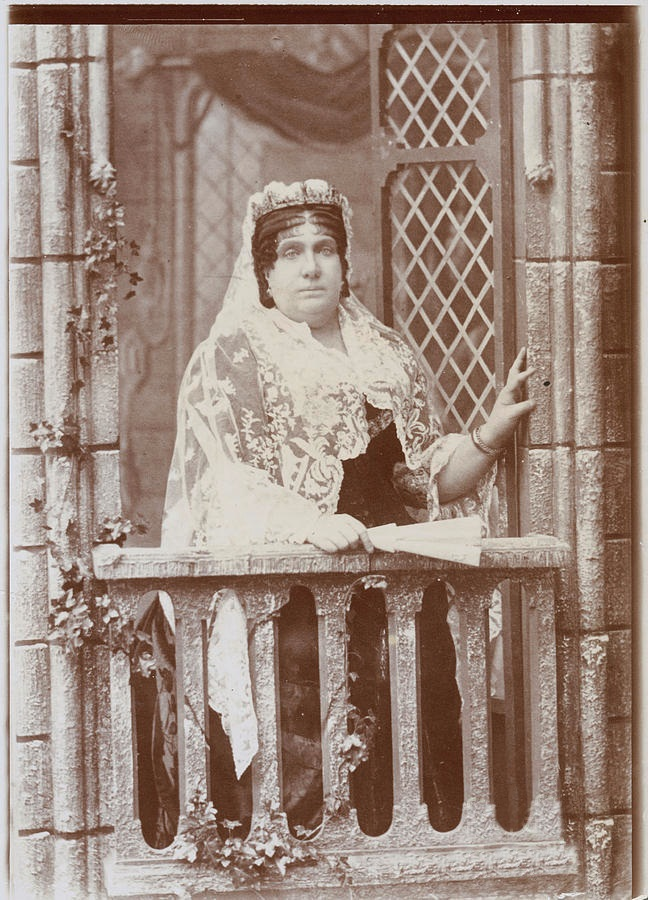
La exreina Isabel II hacia 1870, en su exilio en París.

Mientras tanto en Madrid se había establecido un Gobierno Provisional presidido por el general Serrano que convocó elecciones a Cortes Constituyentes que fueron las que elaboraron y aprobaron en junio de 1869 la nueva Constitución que establecía una Monarquía «democrática». La Regencia la asumió el general Serrano mientras que el general Prim ocupaba la presidencia del gobierno y quedaba encargado de recorrer las cortes europeas para encontrar un candidato para la Corona española.
Para dirigir la causa isabelina en el interior de España y trabajar para su restauración en el trono, que no creía muy lejana, la exreina nombró al moderado tradicionalista Juan de la Pezuela, conde de Cheste, pero este tuvo que dimitir poco tiempo después al sentirse desautorizado por la carta que en abril de 1869 enviaron a la exreina los miembros de la dirección del Partido Moderado ―el partido que había ostentado el poder de forma casi exclusiva durante su reinado― en la que le reprochaban que seguía rodeada de las mismas personas que eran las responsables de haberle hecho perder la Corona. Por otro lado, entre los partidarios de los Borbones se iba extendiendo la idea de que la restauración de la dinastía sólo sería posible si Isabel II abdicaba en el príncipe de Asturias Alfonso. La reina inició una serie de consultas sobre la cuestión, y excepto el estrecho grupo de allegados encabezados por Carlos Marfori y los sectores neocatólicos ―que consideraban que podía peligrar la unidad católica―, todos los demás, una parte de los moderados y todos los unionistas que no se habían sumado a la «revolución», se mostraron partidarios de la abdicación. El marqués de Molins le expresó su deseo de que el príncipe que viniese trajera «más esperanzas, que recuerdos». Entre los partidarios de la abdicación también se encontraba un pequeño grupo de diputados de las Cortes Constituyentes autodefinido como «oposición liberal-conservadora» liderado por el antiguo unionista Antonio Cánovas del Castillo ―que sería el núcleo en torno al cual se formaría el Partido Conservador de la Restauración―. Cánovas le indicó en una carta a la exreina lo conveniente que sería para su dinastía «hallarse representada por un príncipe nuevo, bien educado y de todo punto ajeno a los complicados sucesos contemporáneos».
Isabel II tardó un año en decidirse y durante ese tiempo no cedió a las presiones que recibió. Abdicó la Corona en su hijo Alfonso, de doce años de edad, el 20 de junio de 1870 en un acto «precipitado e improvisado», según Isabel Burdiel, o «con solemnidad extraordinaria», según Carlos Seco Serrano, celebrado en el Palacio de Castilla. El que lo hiciera entonces se debió a que el príncipe prusiano Leopoldo de Hohenzollern-Sigmaringen había mostrado su disposición a aceptar la propuesta que le había hecho el presidente del gobierno español, el general Prim, para que ocupara el trono de España. Pero la causa inmediata fue la amenaza de Napoleón III de que si no abdicaba tendría que abandonar París. El emperador francés era contrario a la candidatura del duque de Montpensier por tratarse de un miembro de la Casa de Orleans y sobre todo se oponía a la candidatura del príncipe prusiano, lo que acabaría provocando la guerra franco-prusiana y, tras la derrota francesa en septiembre de 1870, la caída del Segundo Imperio. Al proclamarse la República en Francia, Isabel II, el príncipe Alfonso y las infantas abandonaron París y se fueron a vivir a Ginebra, donde residirían hasta agosto de 1871, cuando volvieron a la capital francesa. De la educación del príncipe se hizo cargo el militar Tomás O'Ryan. En diciembre de 1871 sería sustituido por Morphy como preceptor del príncipe.

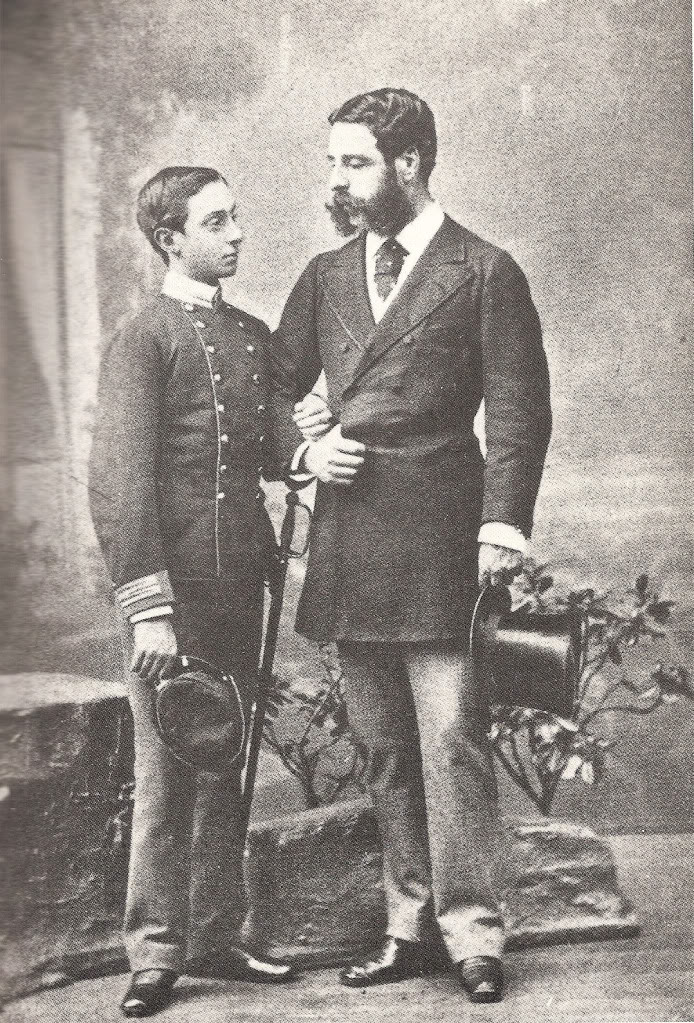
El príncipe Alfonso junto con su preceptor el duque de Sesto cuando era alumno del Theresianum de Viena.

Descartada la opción del príncipe Hohenzollern, las Cortes votaron el 16 de noviembre de 1870 como rey de España al nuevo candidato propuesto por el general Prim: el segundo hijo del rey de Italia Víctor Manuel II, el príncipe Amadeo de Saboya, que reinaría con el título de Amadeo I. Sobre la nueva monarquía, mientras que el Partido Moderado, siguió defendiendo a ultranza la vuelta a la situación anterior a 1868, el pequeño grupo de Cánovas mantuvo una posición «expectante», pero cuando aquella fracasó y, sobre todo, cuando en febrero de 1873 se proclamó la República el grupo canovista se sumó decididamente a la defensa de la causa del príncipe Alfonso, al que Cánovas conocía desde niño y con el que simpatizaba. A partir de esa fecha se convirtió en el portavoz más destacado del «alfonsismo».
La exreina Isabel II había abdicado en junio de 1870 sin haber nombrado a nadie para que asumiera la tutela del príncipe Alfonso (con lo que era ella quien la seguía ostentando) y que asimismo dirigiera el proceso de su restauración. Un año y medio después, en enero de 1872, ese puesto lo ocupó su cuñado el duque de Montpensier, tras haber negociado las condiciones en Cannes, donde residía en aquel momento, con la exreina madre María Cristina, en quien Isabel II había delegado en septiembre «la dirección de los asuntos de la familia». La estrategia de Montpensier se redujo casi exclusivamente a buscar el apoyo los altos mandos del Ejército, en especial el del general Serrano, y al no lograrlo dimitió en enero de 1873, con lo que Isabel II recuperó la tutela sobre el príncipe Alfonso. Este, como parte del «convenio de Cannes» firmado por Montpensier y María Cristina, había sido enviado en febrero de 1872 a estudiar a la reputada Real e Imperial Academia Teresiana de Viena o Theresianum. En una visita que hizo junto a su madre al castillo que los Montpensier tenían en Randan durante las Navidades de 1872 conoció a la hija de éstos, María de las Mercedes, de doce años ―él tenía quince―, con la que se casaría por amor en 1878.

### Cánovas al frente de la causa alfonsina (1873-1874)

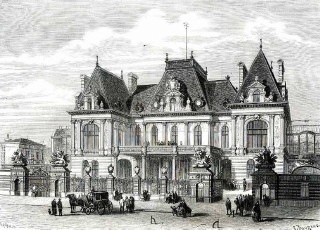
Palacio de Castilla, residencia de la exreina Isabel II en París. Lo compró con el dinero que había enviado al exterior durante su reinado en previsión de que pudiera perder la Corona. Allí realizó su abdicación en favor de su hijo el príncipe Alfonso y allí se decidió encomendar la dirección del alfonsismo a Antonio Cánovas del Castillo.

El que iba a constituir un paso decisivo en la restauración alfonsina se produjo el 22 de agosto de 1873 ―en plena rebelión cantonal tras la proclamación de la República Federal y solo un mes después de que el pretendiente Carlos VII hubiera vuelto a España dando con ello un gran impulso a la tercera guerra carlista― cuando Isabel II dio su pleno apoyo a Cánovas, a pesar de la antipatía que le tenía, y le encargó dirigir la causa dinástica borbónica. Como ha destacado Carlos Dardé, «la carta en que se comunicó a Cánovas su designación ―firmada por Isabel y por Alfonso, de acuerdo con la condición impuesta por el político malagueño―… suponía la aprobación explícita de la conducta seguida por Cánovas en el periodo revolucionario». Cánovas se opuso a toda política revanchista y se mostró «resuelto a no excluir». «No preguntaré al que venga [a nuestro lado] lo que ha sido; me bastará saber lo que se propone ser. Si logramos colocar alguna vez al príncipe Alfonso en el trono, utilizaremos cuanto hay de utilizable en el movimiento que derribó a la reina Isabel. Empeñarse en restablecer lo que pasó sería grave falta y sus consecuencias funestas las tocaríamos primero que nadie la Monarquía y nosotros», escribió Cánovas. «Para Cánovas la conciliación era la victoria; el revanchismo, su derrota política y personal», ha apostillado José Varela Ortega.
La reina también le concedió plenos poderes para que se ocupara de la educación del príncipe, y Cánovas decidió que era el momento de que comenzara su formación militar, y «dejara de ser colegial», con el objetivo de convertirlo en un «Rey-soldado» porque como le dijo en una carta a la exreina Isabel «hay que darles a todos los militares honrados la esperanza de que en adelante y tan pronto como don Alfonso esté en España, tendrá en él un verdadero jefe y que bajo él servirá a la Patria…». Aunque tardó un año en conseguir su objetivo a causa de la oposición que encontró en el preceptor del príncipe Guillermo Morphy que quería que estuviera un curso más en el Theresianum de Viena para que acabara de formarse «moral y físicamente», en octubre de 1874 Cánovas envió al príncipe, con el acuerdo de éste ―aunque Alfonso hubiera preferido ir a una universidad para tener un mejor conocimiento de los asuntos de gobierno como futuro rey constitucional― y de su madre, a la británica Real Academia Militar de Sandhurst porque, como explicó en una carta, «ha estado ya D. Alfonso demasiado tiempo en Austria para que no convenga cuanto antes… trasladarlo a un país… donde haya más tradiciones constitucionales». Por otro lado, la exreina pareció asumir el proyecto canovista de que la restauración sólo sería posible contando con todos los grupos liberales, sin exclusiones, a diferencia de lo que había sucedido durante su reinado. Así se lo aseguró en una carta: «Tu idea es mi idea y sin esa unión de todos los partidos a la sombra de la bandera de mi hijo, que es la única salvadora de la patria, conservando cada cual sus aspiraciones políticas, no hay porvenir posible y la ruina de España es inevitable». De hecho, como ha señalado Isabel Burdiel, «su intervención fue decisiva para lograr que los moderados aceptasen el liderazgo canovista».

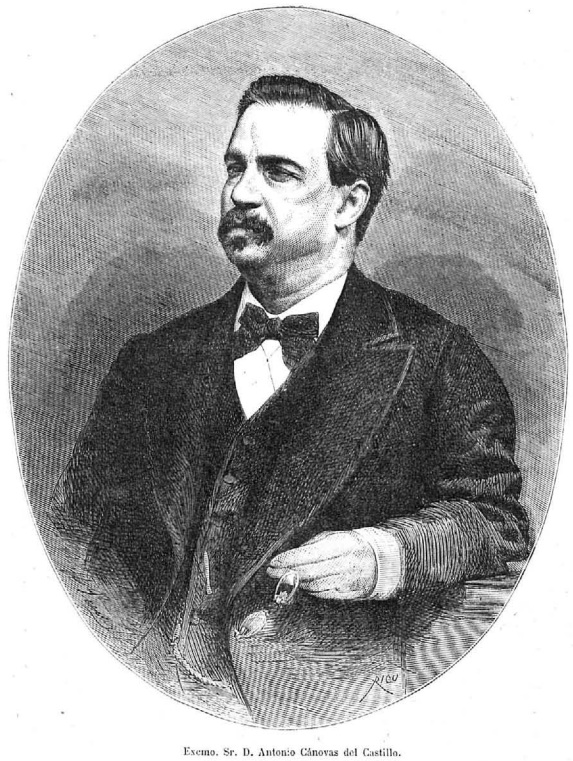
Antonio Cánovas del Castillo en 1872. Desde agosto de 1873 encabezó la causa «alfonsina».

Al grupo originario canovista se fueron sumando antiguos unionistas e incluso antiguos «revolucionarios» de 1868 «arrepentidos», como Francisco Romero Robledo. Todos ellos recibieron el apoyo de las elites sociales y económicas ―especialmente del mundo de los negocios catalán y madrileño, singularmente el relacionado con las colonias― que resultó decisivo en la consolidación de los «alfonsinos». Manuel Suárez Cortina ha destacado que «la identificación entre revolución y democracia, el temor irradiado por la Comuna parisina y el hecho decisivo de que el Sexenio no había alterado sustancialmente los fundamentos del poder habían estimulado la reorganización de los sectores más proclives a liquidar la experiencia democrática. Así, Ejército, Iglesia y las clases medias y altas vieron en la figura de Alfonso XII y la Restauración de la monarquía un nuevo orden, más adecuado a la nueva realidad internacional y las expectativas de las clases conservadoras».
Cánovas no quería que la restauración borbónica se produjera mediante el clásico recurso al pronunciamiento —«no quisiera que la Restauración de la Monarquía constitucional legítima sea debida a un golpe de fuerza», le escribió a un amigo—, aunque no dejó de lado en absoluto los contactos con los mandos militares, sino que fuera el resultado de un amplio movimiento de opinión. Como ha señalado Suárez Cortina, «Cánovas entendía que la monarquía no podía sobrevenir únicamente por la acción militar, sino que debía madurar por la acción política, y sólo subsidiariamente debía intervenir el Ejército, cuando los trabajos políticos estuvieran ya desarrollados».

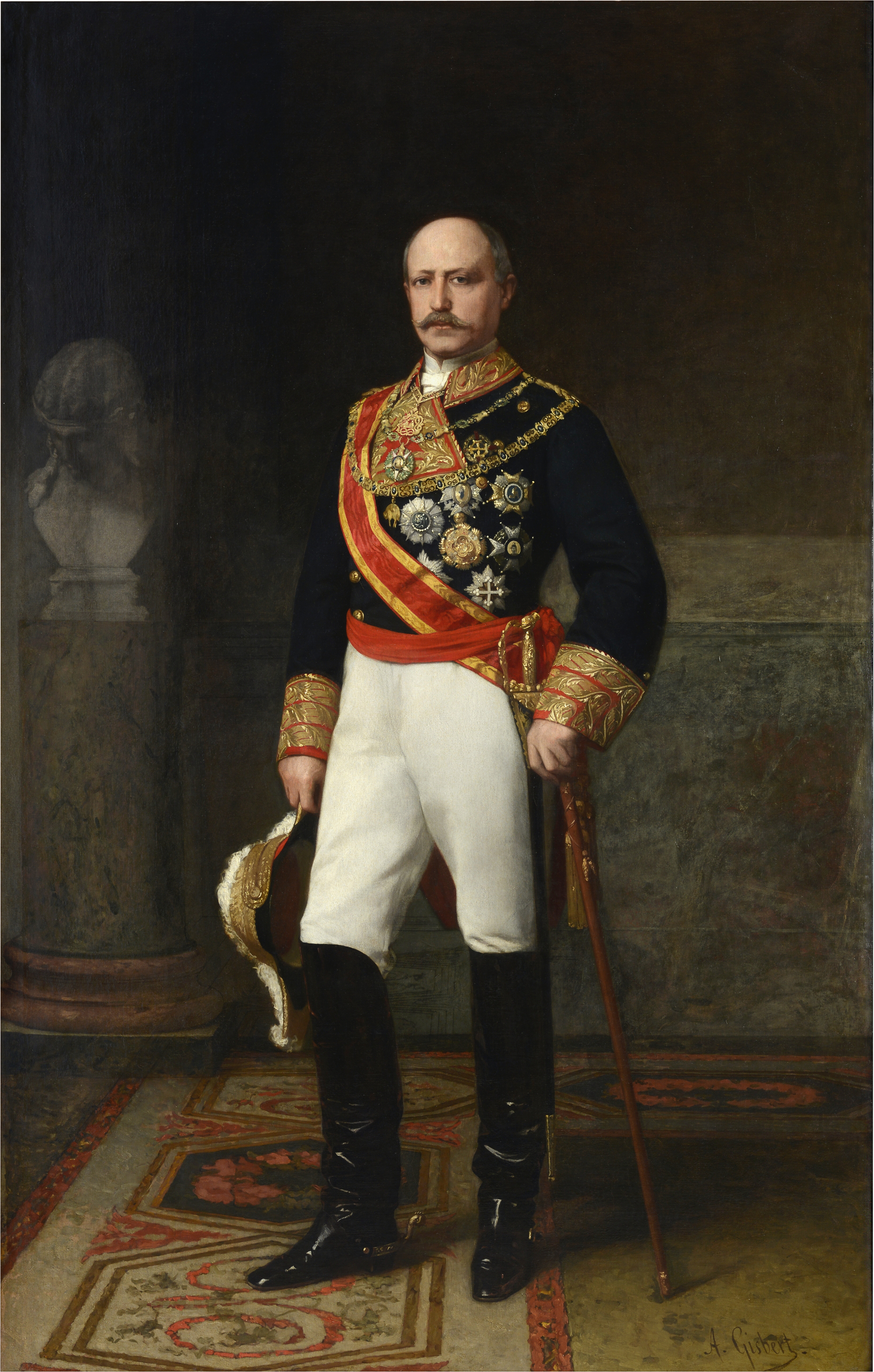
El general Serrano, presidente del Poder Ejecutivo de la República tras el triunfo del golpe de Pavía del 2 de enero de 1874.

Así se lo explicó el propio Cánovas a la exreina Isabel y al príncipe Alfonso en sendas cartas de enero de 1874, escritas tras el triunfo del golpe de Estado de Pavía que algunos generales vinculados al Partido Moderado habían querido aprovechar para «pronunciarse» a favor del príncipe Alfonso y a los que el propio Cánovas consiguió disuadir, en las que les decía que había que crear «mucha opinión en favor de Alfonso» con «calma, serenidad, paciencia, tanto como perseverancia y energía». En abril volvió a insistir en otra carta enviada a la exreina en que «lo que hay que hacer es preparar la opinión ampliamente y luego aguardar con paciencia y previsión una sorpresa, un estallido de la opinión misma, un golpe quizá impensado, que habrá que aprovechar prontamente para que no se malogre».
Para ir ganando a la «opinión» Cánovas fomentó la creación de círculos alfonsinos, que se fueron extendiendo por todo el país, y de una prensa afín —poco a poco fueron comprando periódicos tanto en la capital, donde destacó La Época, como en «provincias»—. Como ha indicado Manuel Suárez Cortina, «pronto estuvo de moda ser alfonsino: el clero, las mujeres de la alta sociedad y la burguesía, y amplios sectores del Ejército difundieron el ideal restaurador de un modo especialmente efectivo. Como había señalado el embajador inglés, The Ladies Revolution, la presencia de las mujeres de clase media y alta, y el trabajo de las tertulias y salones fueron fundamentales en la difusión y el triunfo del movimiento alfonsino». Entre los apoyos que encontró el proyecto canovista destacó ―algunos historiadores, como Manuel Espadas Burgos, lo consideran decisivo― el grupo de presión hispano-cubano, el lobby esclavista encabezado por el marqués de Manzanedo y del que formaba parte la reina madre María Cristina de Borbón ―propietaria de un ingenio azucarero en la isla―, muy preocupado por el proyecto de abolición de la esclavitud y que disponía de una amplia red de Círculos Hispano-Ultramarinos en España y de casinos españoles en Cuba y que sobre todo contaba con importantes vínculos en el Ejército (de hecho este grupo, con el conde de Valmaseda, antiguo capitán general de Cuba al frente, estará detrás de la conspiración que condujo al pronunciamiento de Sagunto que posibilitó la restauración alfonsina).

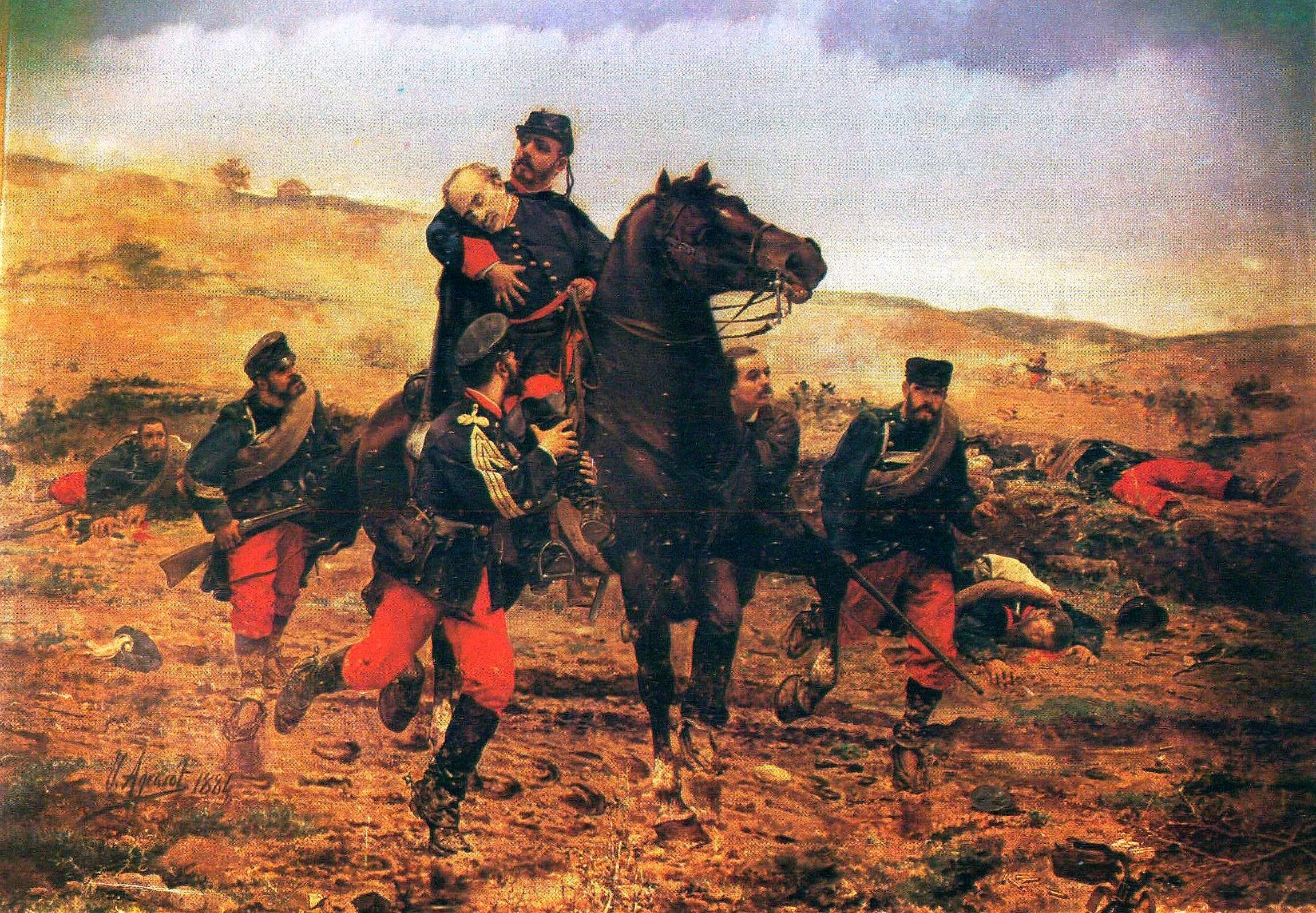
Muerte del Marqués del Duero (1884) del pintor Joaquín Agrassot. La muerte del general De la Concha, marqués del Duero, en el sitio de Estella en junio de 1874 desbarató los planes de Cánovas para proclamar al príncipe Alfonso como rey de España tras la victoria sobre los carlistas (que no tendría lugar hasta febrero de 1876).

Con la instauración de la República unitaria presidida por el general Serrano ―tras el triunfo del golpe de Estado de Pavía del 2 de enero de 1874― las iniciativas conspirativas a favor de la restauración borbónica se aceleraron y se multiplicaron. Como ha señalado Feliciano Montero, «el problema para Cánovas no era tanto impedir la intervención militar como controlarla y someterla a su amplio proyecto restaurador, conciliador, no revanchista». Para ello contó con el general Manuel Gutiérrez de la Concha e Irigoyen, un militar no vinculado al Partido Moderado, y que estaba al mando del Ejército del Norte desplegado en el País Vasco y Navarra, los bastiones del carlismo. El proyecto de Cánovas y de Concha era aprovechar el fin de la guerra que hubiera supuesto la toma de Estella, la capital del Estado carlista ―el primer paso ya se había dado con la toma de Bilbao en mayo de 1874―, para proclamar al príncipe Alfonso como rey de España, pero el general Cocha murió en el sitio de Estella, que no cayó, frustrándose con ello todo el plan. En cambio Cánovas no confiaba en el general Martínez Campos, que sería el que finalmente encabezaría el pronunciamiento de Sagunto, por su vinculación con el Partido Moderado, cuyo proyecto no era el mismo que el canovista como se demostraría en los inicios de la Restauración. Por otro lado, cuando Cánovas fue a ver a la exreina en París el 8 y el 14 de agosto le reiteró su idea de que la restauración del príncipe Alfonso debía venir como resultado de un amplio movimiento de opinión.

#### El Manifiesto de Sandhurst

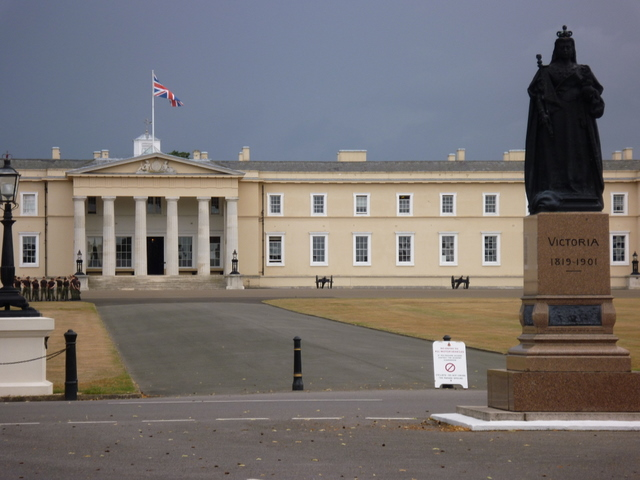
Vista de la Real Academia Militar de Sandhurst con la estatua de la reina Victoria en primer plano. Allí estaba cursando estudios militares el príncipe Alfonso desde octubre de 1874.

El 1 de diciembre de 1874, tres días después de que el príncipe Alfonso hubiera cumplido los diecisiete años, Cánovas del Castillo tomó la iniciativa con la publicación del que sería conocido como el Manifiesto de Sandhurst, redactado cuidadosamente por él y firmado por el príncipe. Formalmente era una carta remitida desde la británica Real Academia Militar de Sandhurst, donde el príncipe Alfonso había ingresado a principios de octubre por iniciativa de Cánovas con la finalidad de potenciar su imagen constitucional, en respuesta a las numerosas felicitaciones que había recibido desde España con motivo de su 17 cumpleaños.
La carta-manifiesto, aunque obra de Cánovas, pasó por diversas manos, incluida la exreina Isabel II, quien, según Cánovas, lo discutió «detenidamente». Fue enviada a varios periódicos europeos, pero a ningún soberano. El objetivo de Cánovas era «que se comprenda ya que España tiene un rey, capaz de empuñar el cetro tan pronto como se le llame», según le escribió a la exreina Isabel II.
En el Manifiesto el príncipe Alfonso ofrecía la restauración de la «monarquía hereditaria y representativa» en su persona («único representante yo del derecho monárquico en España») como «lo único que inspira ya confianza en España» al estar «huérfana la nación ahora de todo derecho público e indefinidamente privada de sus libertades». El Manifiesto concluía: «Sea lo que quiera mi propia suerte, ni dejaré de ser buen español, ni, como todos mis antepasados, buen católico, ni, como hombre del siglo, verdaderamente liberal». Existe un amplio consenso historiográfico en considerar que el Manifiesto es una síntesis de los principios en que se iba a basar el régimen político de la Restauración.
Según Ramón Villares, «su contenido debe entenderse como la expresión del pacto político a que llegaron las distintas facciones internas del alfonsismo a finales de 1874 para legitimar la alternativa borbónica y lanzar un programa de acción para el joven príncipe… Su objetivo era presentar tanto en España como en el extranjero las grandes líneas de la operación política que se estaba gestando».

## La caída de la República y la proclamación del príncipe Alfonso como rey

### El pronunciamiento de Sagunto

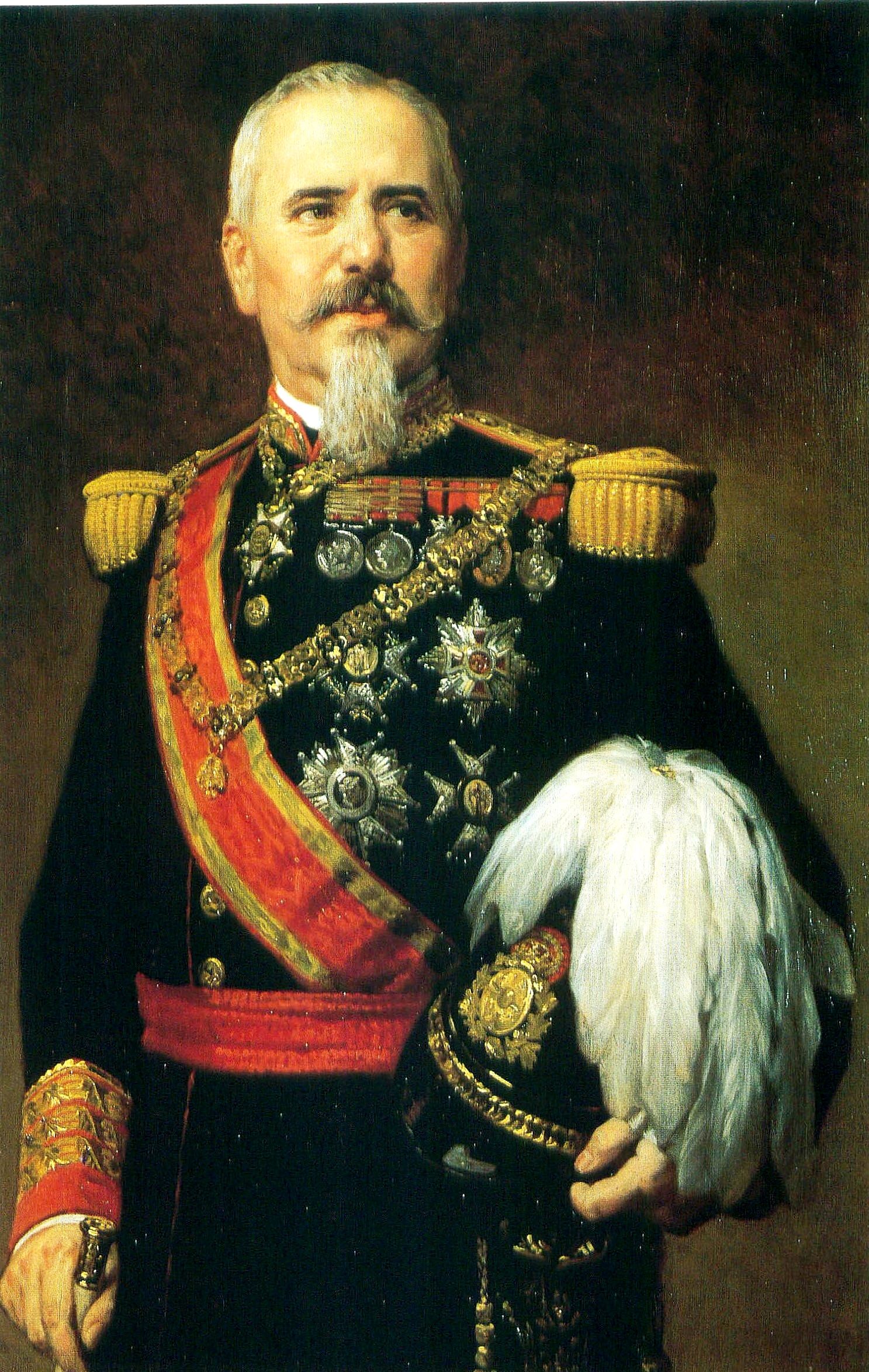
El general Arsenio Martínez Campos.

Aunque Cánovas no deseaba que fuera obra de un pronunciamiento militar, a primeras horas de la mañana del 29 de diciembre de 1874, el general Arsenio Martínez Campos se pronunció en Sagunto a favor de la restauración de la monarquía borbónica en la persona de don Alfonso de Borbón. Allí mismo lo proclamó como nuevo rey de España. «Fue el “suceso” que se esperaba en los cuartos de banderas y en los salones aristocráticos adornados con la flor de lis», ha comentado Ramón Villares.
Detrás del pronunciamiento se encontraban los generales vinculados al Partido Moderado, encabezados por el conde de Valmaseda, a quienes no había gustado el Manifiesto de Sandhurst porque Cánovas había puesto en boca del príncipe su propio pensamiento con lo que su publicación aceleró los preparativos del golpe militar. Valmaseda, que había sido capitán general de Cuba y que durante su mandato Martínez Campos había sido su jefe de Estado Mayor, contó con el apoyo del grupo de presión hispano-cubano, interesado en mantener el statu quo de la colonia ―es decir, el sistema esclavista― y preocupado porque la guerra de Cuba no derivara en «un segundo Haití, del que aparta la vista la humanidad horrorizada», como se decía en un manifiesto de la nobleza española.

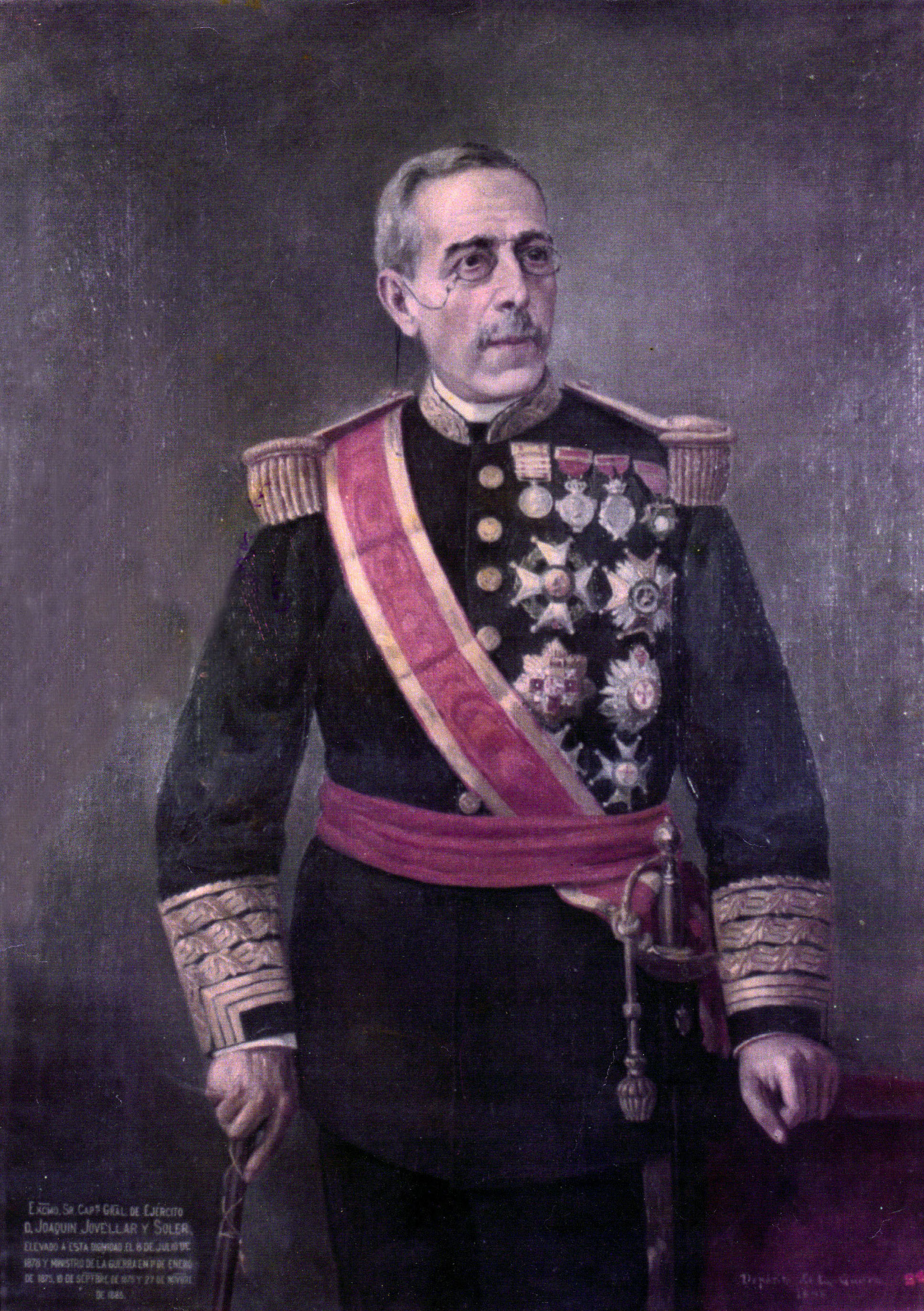
Retrato del general Joaquín Jovellar, cuyo apoyo al pronunciamiento de Martínez Campos en Sagunto fue decisivo para que triunfase.

Dada la escasez de los efectivos que había reunido Martínez Campos (unos 1800 hombres), «pues ninguna otra fuerza estaba formalmente comprometida», el éxito del pronunciamiento se debió al apoyo que le dio el general «septembrino» Joaquín Jovellar, comandante en jefe del Ejército del Centro desplegado para combatir a los carlistas. Jovellar le envió al ministro de la Guerra un telegrama en el que le decía «que un sentimiento de levantado patriotismo, que se inspiraba en el bien público y en la necesidad de conservar unido al Ejército para hacer frente a la guerra civil e impedir la reproducción de la anarquía, le impulsaba a aceptar el movimiento y ponerse a su cabeza». Martínez Campos también telegrafió al ministro de la Guerra y al presidente del gobierno pidiéndoles que aceptaran la nueva situación única capaz de «librar al país de la anarquía y la guerra civil».
El gobierno presidido por el constitucionalista Práxedes Mateo Sagasta se mostró dispuesto a hacer frente a los «rebeldes» y en la noche del día 30 se puso en contacto telegráfico con el presidente del Poder Ejecutivo de la República, el general Serrano, que se encontraba en Tudela —o en Miranda de Ebro—, encabezando el Ejército del Norte que iba a lanzar una gran ofensiva contra los carlistas. Pero Serrano le comunicó que contaba con muy pocas fuerzas leales dispuestas a ir a Madrid, una vez que se había conocido la decisión del general Jovellar de apoyar el pronunciamiento. En el último telegrama ―el intercambio de mensajes había durado hora y media― el general Serrano le dijo: «El patriotismo me veda que se hagan tres gobiernos en España [el suyo, el alfonsino y el carlista]». A continuación cruzó la frontera hispano-francesa.
Casi al mismo tiempo el capitán general de Madrid, Fernando Primo de Rivera, otro general «septembrino» que inicialmente se había mostrado leal al gobierno, le comunicó a Sagasta que «me veo en la sensible necesidad de manifestar a usted que la guarnición de Madrid se asocia al movimiento del Ejército del Centro, y que va a constituirse un nuevo gobierno» —en aquel momento las tropas ya habían ocupado los puntos estratégicos de la capital y rodeaban la sede del Ministerio de la Guerra donde se encontraba reunido el gabinete—. La respuesta del presidente del gobierno fue entregarle el poder. Eran las 11 de la noche del 30 de diciembre de 1874. El pronunciamiento iniciado en Sagunto había triunfado.

### La formación del Ministerio-Regencia y la llegada de AlfonsoXII a España

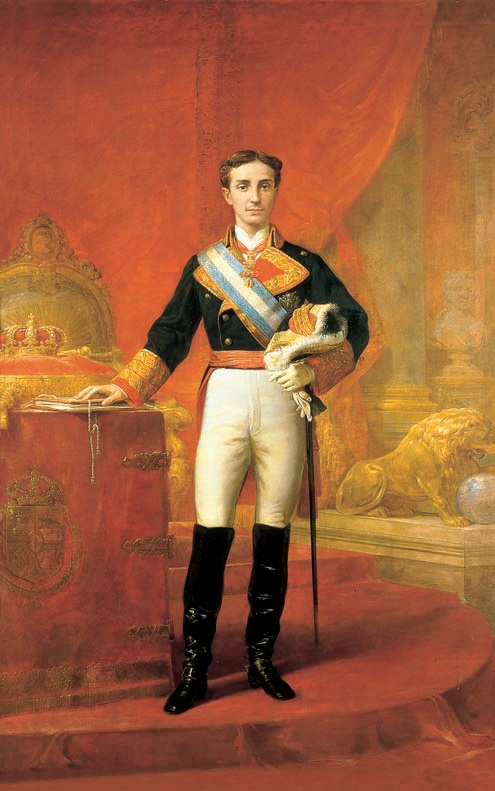
Retrato de Alfonso XII realizado por Carlos Luis de Ribera y Fieve, nada más ser proclamado rey de España.

El 31 de diciembre se formó un Ministerio-Regencia, presidido por Cánovas del Castillo, que durante el pronunciamiento había permanecido «detenido» en el gobierno civil de Madrid junto con otros destacados alfonsinos y donde había recibido la visita del general Primo de Rivera poniéndose «incondicionalmente a sus órdenes». «Yo he deseado la Restauración de otra manera, pero ante la actitud del Ejército y la opinión unánime del país, acepto y recojo el procedimiento; no puedo oponerme a él; es mi deber; la Restauración es un hecho», declaró Cánovas. Inmediatamente enviaron un telegrama a la exreina Isabel II para que comunicara a «su augusto hijo» que había sido proclamado rey de España «sin lucha ni derramamiento de sangre»:

Los Ejércitos del Centro, del Norte, guarniciones de Madrid y provincias han proclamado a don Alfonso XII Rey de España. Madrid y todas las provincias responden a esta aclamación con entusiasmo. Rogamos a V. M. que lo ponga en conocimiento de su augusto hijo, cuyo paradero se ignora en estos momentos, y de todo corazón felicitamos a V. M. por este triunfo alcanzado sin lucha ni derramamiento de sangre.

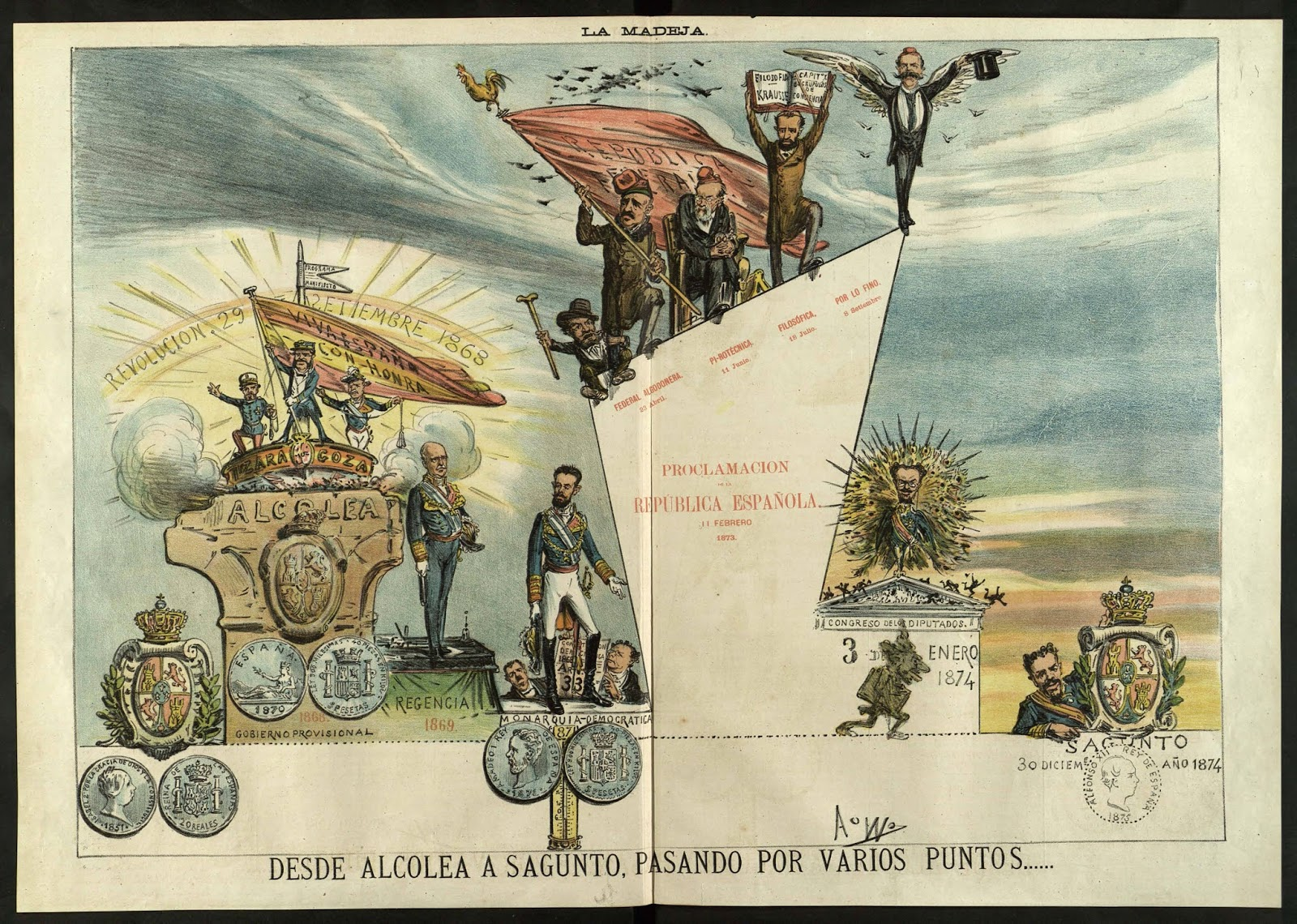
Caricatura de Tomás Padró publicada en La Flaca en 1874 titulada "De Alcolea a Sagunto. Pasando por diversos puntos...". Muestra las diversas etapas que se vivieron en España desde la Revolución de 1868 ("Alcolea") hasta el pronunciamiento de Martínez Campos ("Sagunto"), para volver finalmente al principio: la restauración en diciembre de 1874 de la monarquía de los Borbones destronada en septiembre de 1868. Aparecen de izquierda a derecha: los tres militares que encabezaron la "Revolución Gloriosa" (los generales Prim y Serrano y el almirante Topete, este ondeando la bandera de España con el lema "Viva España con honra"); el regente Serrano; el rey Amadeo I (a sus pies asoman sus cabezas Manuel Ruiz Zorrilla y Cristino Martos); los cuatro presidentes del Poder Ejecutivo de la Primera República Española (Estanislao Figueras, Francisco Pi y Margall, Nicolás Salmerón y Emilio Castelar); el general Manuel Pavía cuyo golpe de Estado dio paso a la República unitaria de 1874 (aparece la silueta de Sagasta); y finalmente, asomando su cabeza tras el escudo monárquico, el general Martínez Campos.

El Ministerio-Regencia asumió el poder en nombre del rey hasta que este llegara a España desde París, donde se encontraba pasando el Año Nuevo junto a su madre y sus hermanas ―había llegado desde Londres el 30 de diciembre por la tarde― y sin tener ningún conocimiento de lo que se estaba preparando, ya que en una carta le había asegurado a Isabel II que regresaría a Sandhurst «pasada la Epifanía contigo». La exreina le entregó el telegrama de Cánovas (y de Primo de Rivera) que había recibido a primera hora de la mañana del día 31 ―aunque el príncipe ya conocía lo sucedido por una nota anónima escrita en francés que había recibido la noche anterior cuando asistía a la representación de una opereta en el Théâtre de la Gaîté―, pero el príncipe Alfonso tardó cinco días en contestar ―según Seco Serrano, porque «prefirió aguardar a que se confirmase la nueva situación»―. El telegrama, cuyo contenido sería publicado en la Gaceta de Madrid el 6 de enero, decía lo siguiente —la alusión a que su reinado sería de «verdadera libertad», no agradó en absoluto al Partido Moderado—:

Excmo. Sr. D. Antonio Cánovas del Castillo: V. E., a quien conferí mis poderes el 22 de agosto de 1873, me comunica que por el valeroso Ejército y heroico pueblo español he sido aclamado unánimemente para ocupar el trono de mis mayores. Nadie como V. E., a quien tanto debo y agradezco por sus relevantes servicios, así como al Ministerio Regencia que ha nombrado, usando de las facultades que le conferí y hoy confirmo, puede interpretar mis sentimientos de gratitud y amor a la nación, ratificando las opiniones consignadas en el manifiesto de 1.º de diciembre último y afirmando mi lealtad para cumplirlas y mis vivísimos deseos de que el solemne acto de mi entrada en querida patria sea prenda de paz, de unión y de olvido de las pasadas discordias, y, como consecuencia de todo ello, la inauguración de una verdadera libertad y que sumando nuestros esfuerzos y con la protección del cielo, podamos alcanzar para España nuevos días de prosperidad y grandeza. – Alfonso.

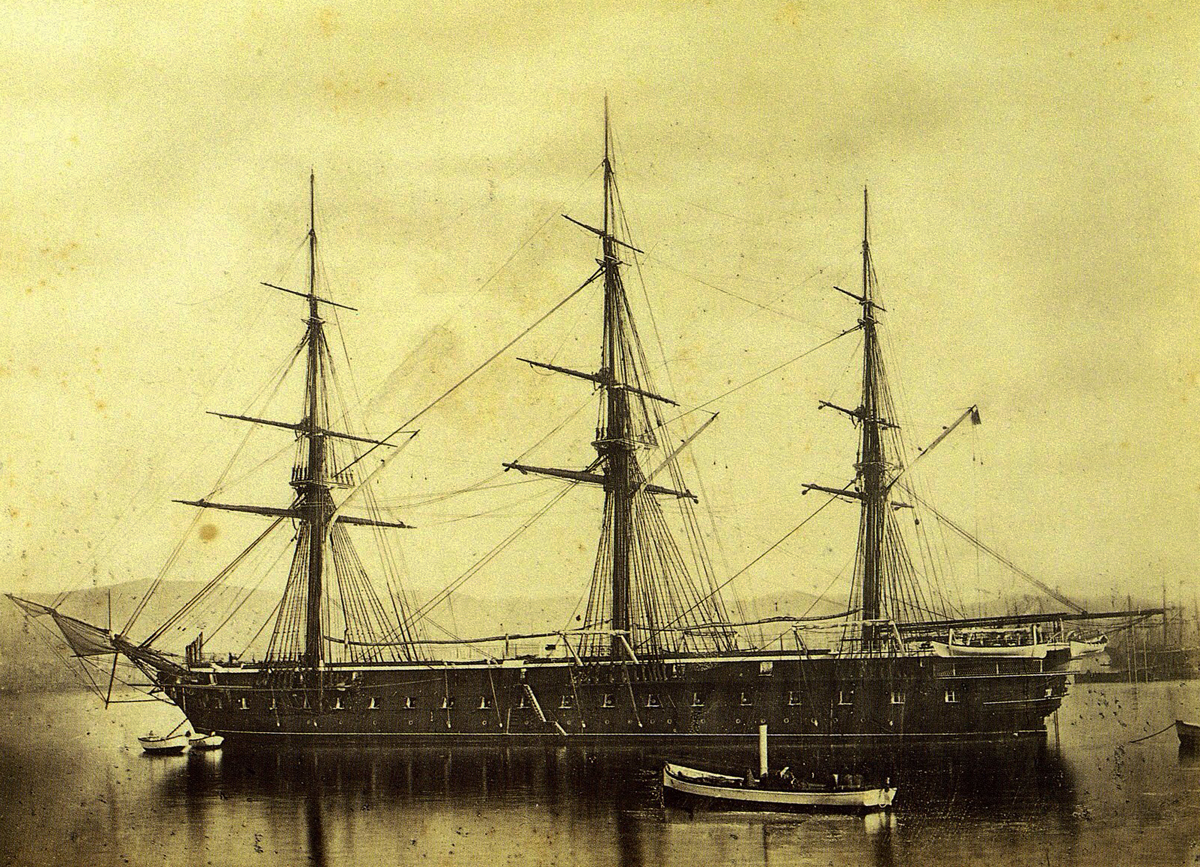
Fragata Navas de Tolosa, que fue el buque de la Armada española que llevó al príncipe-rey Alfonso desde Marsella a Barcelona.

Cánovas le escribió al rey que volviese a España solo, en referencia a que no le acompañara su madre (ni tampoco el duque de Montpensier) En una carta posterior Cánovas le explicó a la exreina, «con una dureza que Isabel II no había escuchado probablemente de nadie», porqué debía seguir en París: «V.M. no es una persona, es un reinado, es una época histórica, y lo que el país necesita es otro reinado y otra época diferente de las anteriores». El nuevo rey Alfonso XII llegó a Barcelona el sábado 9 de enero de 1875 procedente de Marsella, a donde había viajado desde París el día 6 ―antes de partir había reunido al personal de la embajada española asegurándoles que su intención era «ser rey de todos los españoles»―. El general Martínez Campos ―el militar que había encabezado el pronunciamiento de Sagunto y que acababa de ser nombrado capitán general de Cataluña―, subió a bordo de la fragata Navas de Tolosa que lo había traído desde Marsella para saludarle y a continuación recorrió las calles de Barcelona, siendo aclamado por la multitud. En respuesta al discurso de bienvenida del alcalde de la ciudad, el marqués de Sentmenat y de Ciutadilla, el nuevo rey dijo que consideraba «como una de mis mejores glorias el título de conde de Barcelona: de este noble y laborioso país al que tanto amo desde que aprendí su historia». A continuación se celebró un solemne Te Deum en la catedral y por la noche una función de gala en el Gran Teatro del Liceo. El rey telegrafió a su madre: «Madre mía: el recibimiento que me ha hecho Barcelona excede mis esperanzas, excedería tus deseos…». A última hora del domingo 10 de enero partió para Valencia en la misma fragata Navas de Tolosa que lo había traído desde Marsella, y desde allí, tras una breve estancia en la que de nuevo «se reprodujo el entusiasmo popular», se dirigió en tren hacia Madrid a donde llegó el día 14. Su entrada en la capital fue «apoteósica», según las crónicas de la época. Sin embargo, Carlos Dardé ha puntualizado que «la Restauración, no obstante, estaba lejos de despertar grandes entusiasmos. Lo que más destacaron diversos observadores imparciales fue precisamente lo contrario, la indiferencia con que la mayoría de los españoles acogió tanto la caída de las anteriores instituciones como la instauración del nuevo régimen».

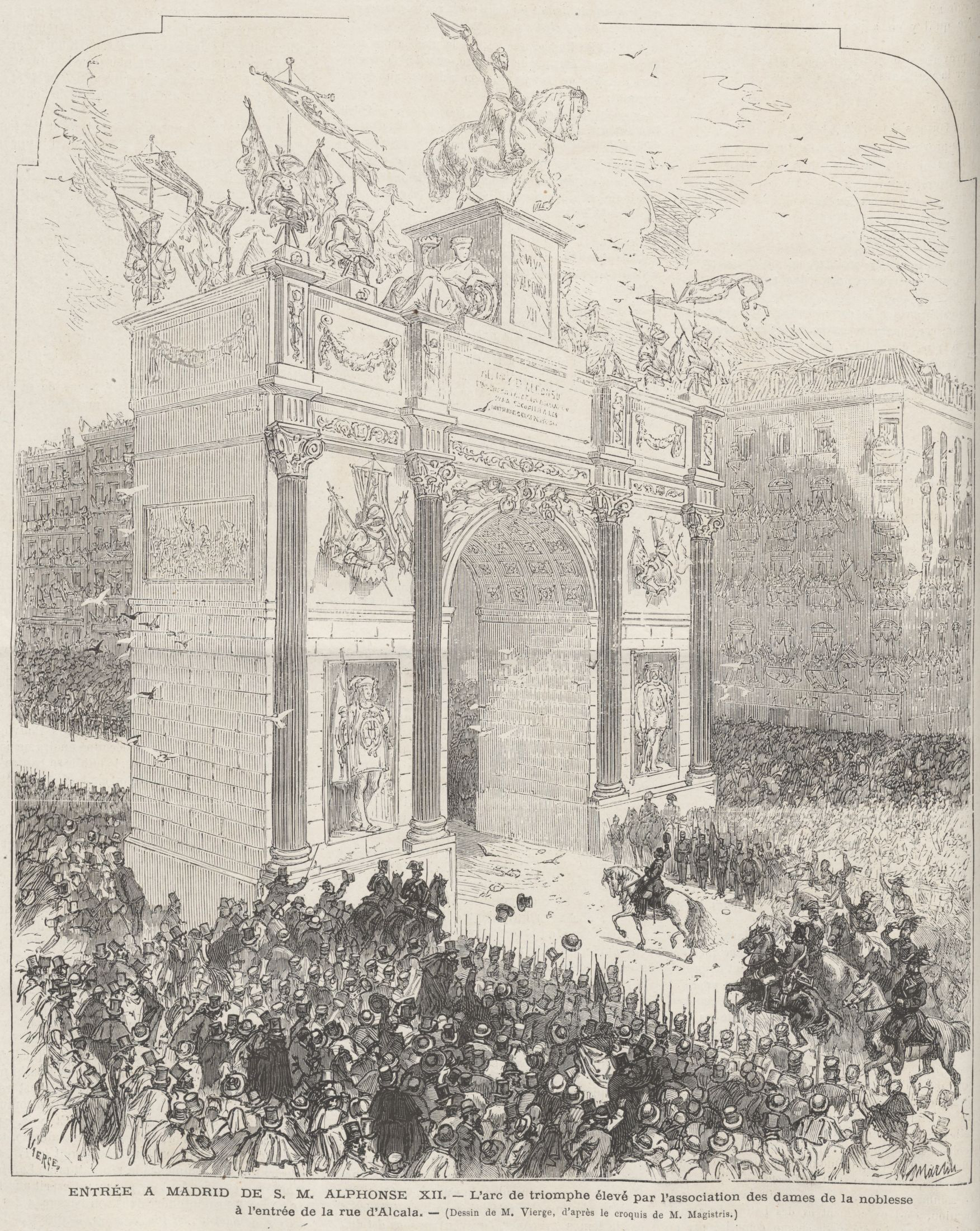
Grabado que muestra la entrada del rey Alfonso XII en Madrid a su paso bajo un arco de triunfo levantado en la calle de Alcalá por la asociación de damas de la nobleza.

Nada más llegar a Madrid Alfonso XII confirmó el gobierno que en su nombre había formado Cánovas el 31 de diciembre. Este había tenido cuidado de integrar en el mismo no sólo a sus partidarios, como Pedro Salaverría en Hacienda o el marqués de Molins en Marina, sino también a dos políticos significativos del Sexenio, Francisco Romero Robledo, ministro de la Gobernación, y Adelardo López de Ayala, ministro de Ultramar, así como a un militar que representara a los generales pronunciados, el «septembrista» general Jovellar, que ocupó la cartera de Guerra. Su objetivo era hacer «política liberal, pero conservadora» y evitar ceder ante los «principios democráticos», pero no ser dominado por la «reacción», que ya estaba representada por los carlistas, todavía en guerra. También incluyó un miembro del Partido Moderado, el marqués de Orovio, que estuvo al frente del Ministerio de Fomento. Cánovas no le ofreció ningún ministerio al general Martínez Campos, ni tampoco a su principal apoyo, el conde de Valmaseda, ambos vinculados al Partido Moderado. Al primero lo nombró capitán general de Cataluña y al segundo capitán general de Cuba, alejándolos así de Madrid. Muchos moderados rechazaron la oferta de integrarse en su gobierno cuando conocieron que iban a formar parte de él conocidos «septembrinos» y cuando Cánovas les confirmó que no pensaba restablecer la Constitución de 1845. Uno los moderados más destacados, Claudio Moyano, le dijo que consideraba imposible la colaboración «dado el camino que presumo piensa usted seguir».

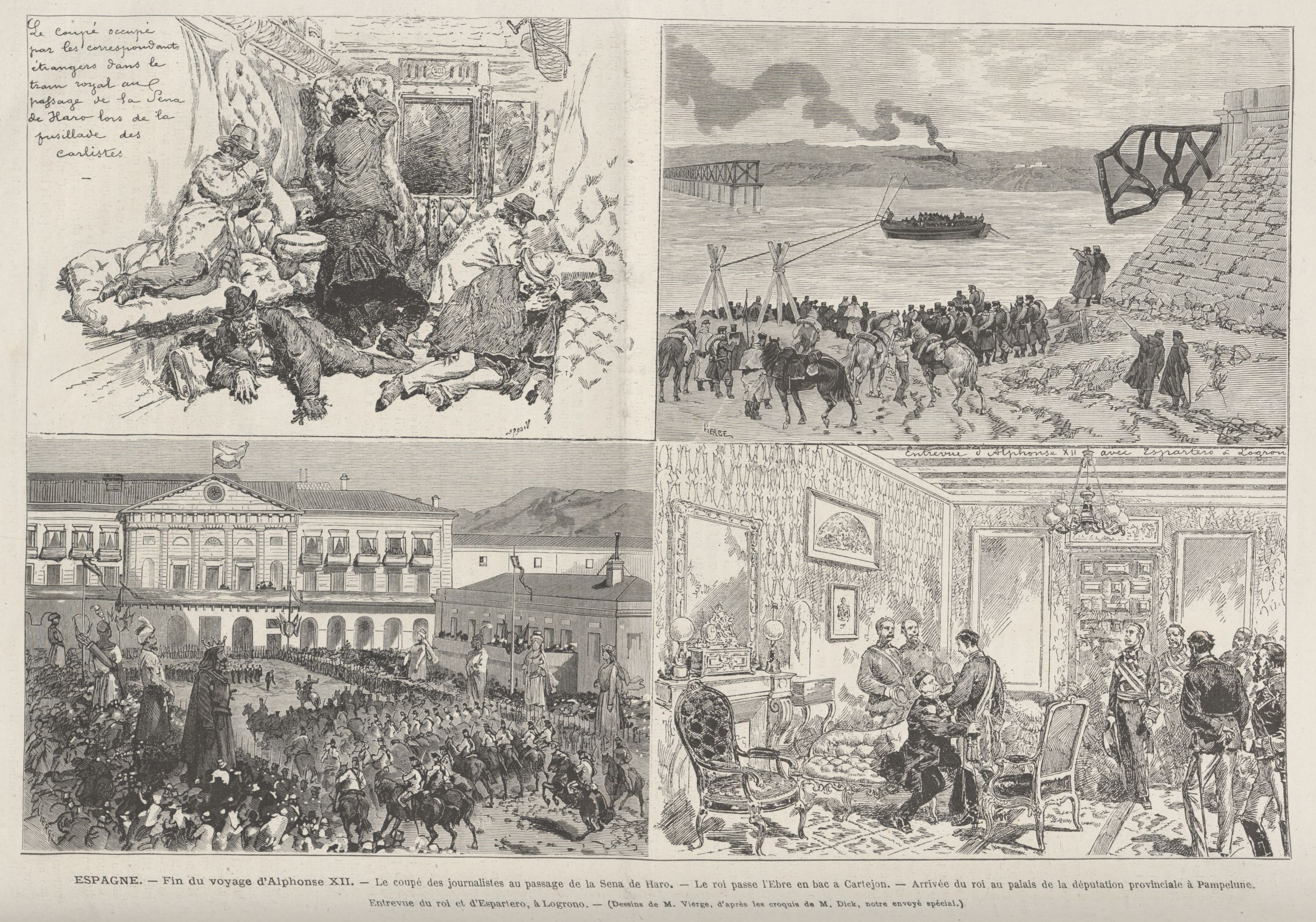
Cuatro imágenes del viaje que hizo al frente norte Alfonso XII. En la de abajo a la derecha: la visita que hizo al general Baldomero Espartero a su vuelta.

A los pocos días de su entrada en Madrid, Alfonso XII marchó al frente norte, asumiendo el papel de «rey-soldado» que Cánovas le había asignado. En Peralta (Navarra) hizo un llamamiento a los carlistas a favor de la paz («Antes de desplegar en las batallas mi bandera, quiero presentarme ante vosotros con un ramo de olivo en la mano»), pero también les aseguró que no iba a «tolerar siquiera una guerra inútil cual la que sostenéis vosotros contra el resto de la nación» y «que no tenían motivos para proseguirla» («si acudisteis a las armas movidos por la fe monárquica ved ya en mí al representante legítimo de una dinastía que fue con vosotros lealísima hasta su pasajera caída. Si ha sido la fe religiosa la que ha puesto las armas en vuestras manos, en mí tenéis ya al rey católico como sus antepasados. Soy a la verdad también, y seré, un rey constitucional, pero vosotros, que tan grande amor tenéis a vuestras libertades veneradas ¿podéis abrigar el mal deseo de privar de sus legítimas y ya acostumbradas libertades a los demás españoles?»). Pero la «proclama de Peralta» no tuvo ningún eco entre las filas carlistas ―la guerra aún duraría un año más― y antes de regresar a la capital pasó por Logroño donde saludó al general progresista Baldomero Espartero, todo un símbolo de la apertura a todas las familias liberales de la nueva monarquía. El rey ya lo había manifestado cuando nada más llegar a España respondió con tono firme a la alocución del arzobispo de Valencia que le había advertido que subía «al trono augusto de los Recaredos y los Fernandos»: «Mi deseo es dar la paz, la justicia, la verdadera libertad a todos, absolutamente todos los españoles, porque no vengo a ser rey de un partido sino de España entera». Precisamente sobre su papel como monarca constitucional Cánovas comentó en privado:

Estoy entusiasmado con el Rey. Nos hemos entendido: es franco, noble y leal, y lleva, a pesar de su juventud, en el alma la amarga experiencia que proporciona la emigración. Los que fuimos ministros con su madre, podemos apreciar la diferencia. En este reinado no habrá camarillas ni favoritismos, y si el país sabe elegir un Parlamento digno, ejercerá su soberanía sin estorbo.

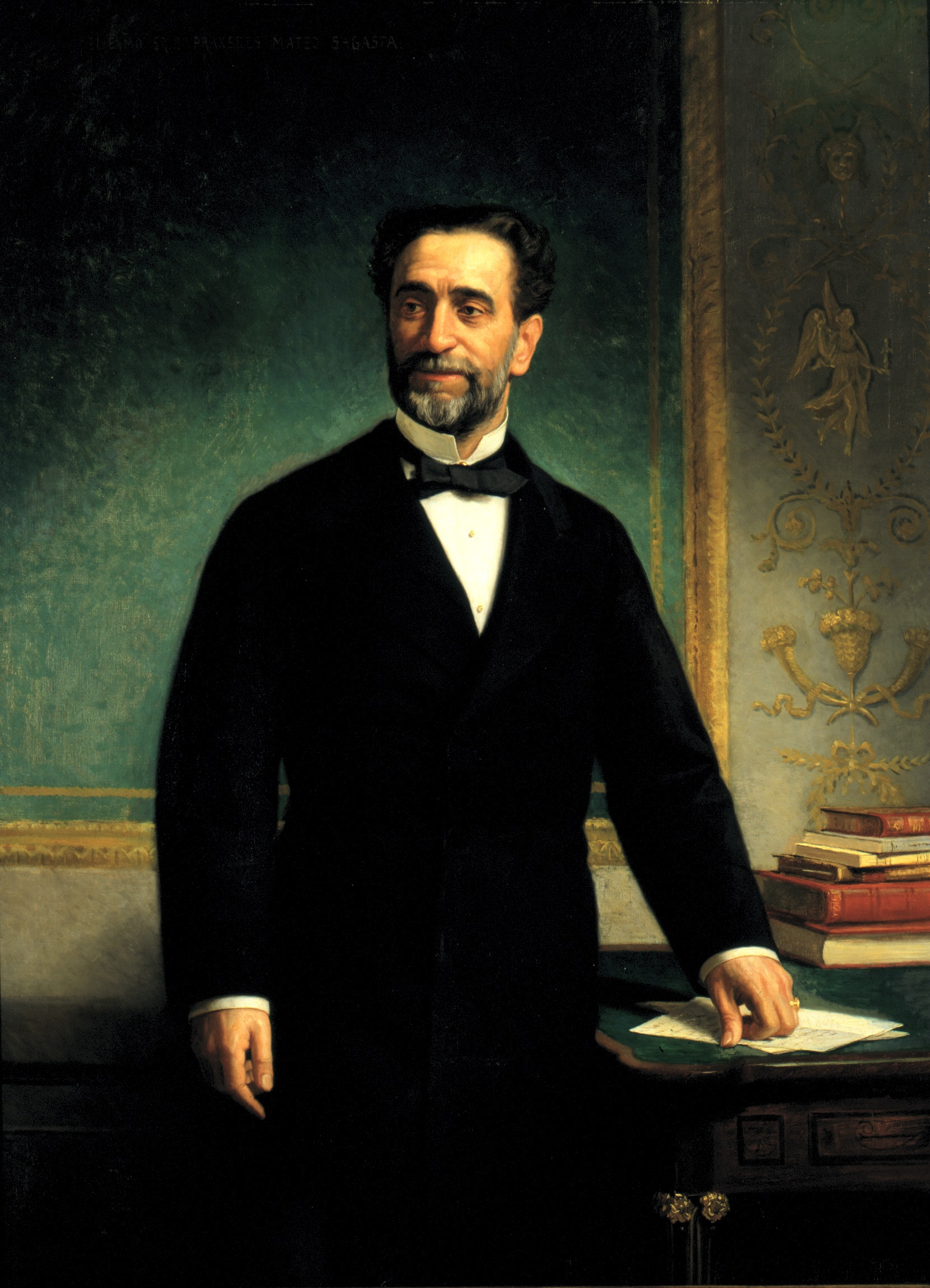
Retrato del líder del Partido Constitucional Práxedes Mateo Sagasta por Ignacio Suárez Llanos (1877). Aunque fue el último presidente del Gobierno de la República, se mostró dispuesto a colaborar con la nueva monarquía, sobre todo para vencer al carlismo y acabar con la insurrección cubana. Fue invitado a Palacio por Alfonso XII.

El rey estuvo en el frente dos semanas, corriendo en una ocasión grave peligro su vida, y a su vuelta a Madrid, donde hizo su entrada el 13 de febrero, tuvo algunos gestos con los «revolucionarios de septiembre», como la condecoración que impuso al doctor Pedro González de Velasco ―un conocido hombre de izquierdas―, la entrevista que mantuvo con el general Serrano, último Jefe del Estado de la República, o el banquete que dio en Palacio al que invitó a los dirigentes del Partido Constitucional, incluido su líder Práxedes Mateo Sagasta, último presidente del gobierno durante la República. Tanto Serrano como Sagasta se mostraron favorables a colaborar especialmente para «vencer al enemigo de la libertad», el carlismo. De hecho el 5 de enero, sólo unos pocos días después del triunfo del pronunciamiento de Martínez Campos, un editorial de La Iberia, el periódico de los constitucionalistas, había dicho que el Partido Constitucional, «la más genuina representación de la Revolución de Septiembre», «mantiene la defensa de la Constitución española de 1869, pero se muestra dispuesto a colaborar con el nuevo régimen para vencer al carlismo y acabar con la insurrección cubana». En un discurso pronunciado un año después ante las Cortes, Alfonso XII reconocerá la labor realizada por los constitucionalistas «antes de mi advenimiento al trono para reorganizar el país, dándole los medios con que dominar la guerra civil carlista, el filibusterismo cubano y anarquía interior».
Sin embargo, el líder del Partido Republicano Radical Manuel Ruiz Zorrilla mantuvo su rechazo al nuevo régimen y ese mismo mes de febrero fue expulsado de España acusado de mantener contactos con militares con fines conspirativos. También fue desterrado el periodista Ángel Fernández de los Ríos, a pesar de haber sido amigo de Cánovas.

## El primer gobierno de Cánovas del Castillo (1875-1881): la creación del régimen político de la Restauración
El Partido Liberal-Conservador gobernó entre 1875 y 1881 con Antonio Cánovas del Castillo como presidente del ejecutivo excepto en dos breves periodos en que el político malagueño renunció por motivos tácticos. El primero fue entre septiembre y diciembre de 1875 cuando Cánovas cedió la presidencia del gobierno al general Jovellar para que la responsabilidad de la convocatoria de las elecciones generales por sufragio universal recayese en otra persona, ya que él era contrario a este procedimiento. El otro breve periodo fue de marzo a diciembre de 1879 cuando el general Martínez Campos sustituyó a Cánovas al frente del ejecutivo porque este no quería presidir por dos veces consecutivas un proceso electoral ―y también porque no quiso hacerse cargo de la difícil aplicación de la paz de Zanjón que había pactado Martínez Campos con los insurgentes cubanos―. Cánovas volvió al poder cuando Martínez Campos dimitió debido a los obstáculos puestos por las Cortes salidas de las elecciones generales de España de 1879 a las reformas coloniales y militares que quería poner en marcha.
Para la oposición liberal, encabezada por Práxedes Mateo Sagasta, el gobierno conservador se había alargado demasiado, y lo denunció como «un autoritarismo rayano en la dictadura». Lo cierto fue que entre enero de 1875 y enero de 1877 Cánovas del Castillo gobernó en un régimen de excepción, con las libertades públicas muy limitadas, por lo que este periodo también es conocido como la «dictadura de Cánovas». Este régimen de excepción se prolongó más allá de la promulgación de la Constitución en junio de 1876, pues solo se le puso fin con la aprobación de la Ley de enero de 1877 que regulaba, aunque de forma restrictiva, las libertades, además de justificar el periodo de excepción.

### El proyecto político de Cánovas y la pugna con el Partido Moderado

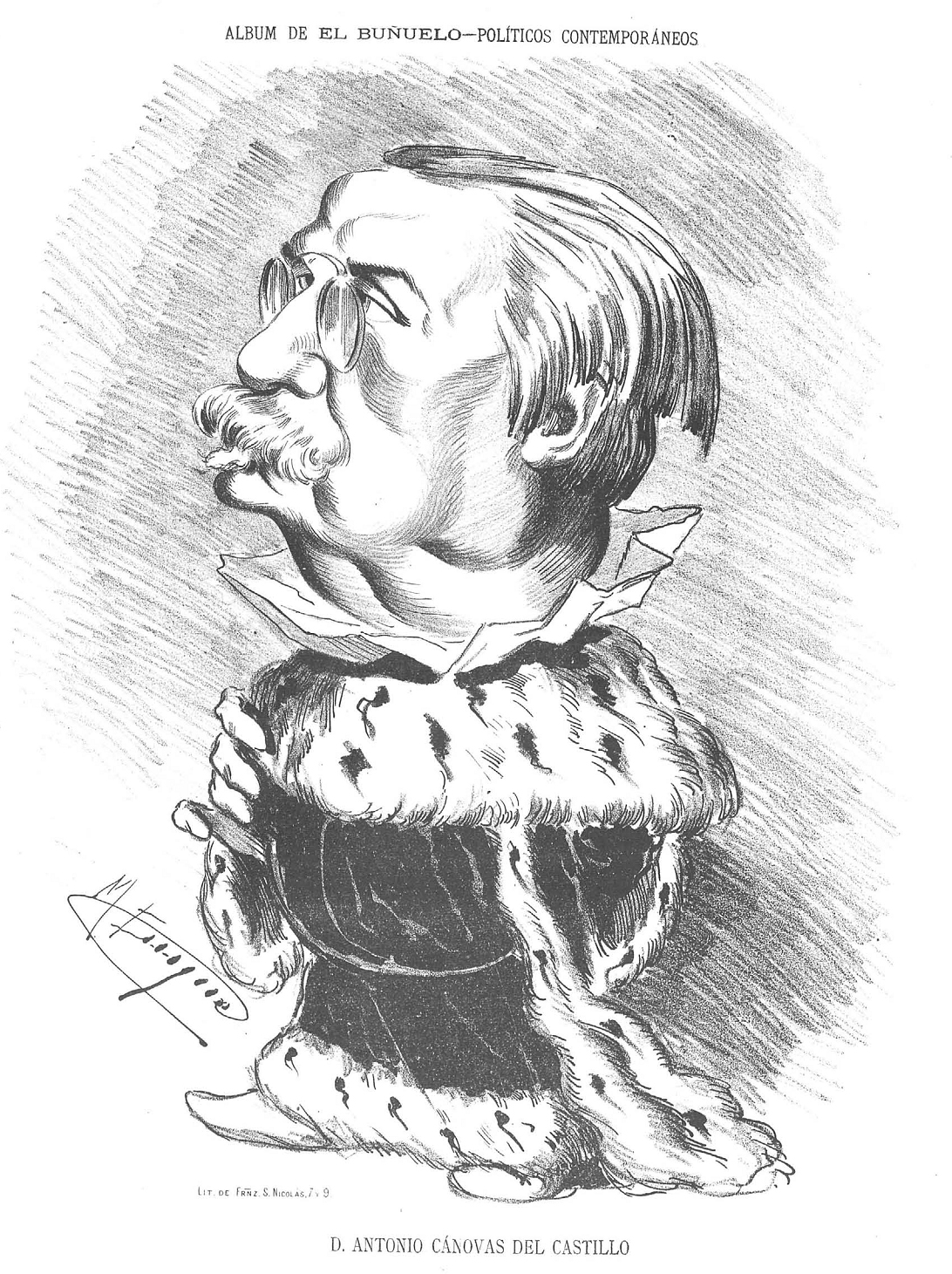
Caricatura del presidente del Gobierno y líder del Partido Conservador, Antonio Cánovas del Castillo, revestido del armiño real, una acusación frecuente entre sus detractores: «el señor Cánovas reina y gobierna a la vez, por más que muestre más afición a lo primero que a lo segundo», afirmó un destacado dirigente liberal. Revista satírica El Buñuelo, 10 de febrero de 1881.

El objetivo fundamental del proyecto político de Antonio Cánovas del Castillo ―que se preciaba de «rendir el debido tributo a la prudencia, al espíritu de transacción, a la ley de la realidad»― era alcanzar, por fin, la consolidación y la estabilidad del Estado liberal, sobre la base de la Monarquía Constitucional definida en el Manifiesto de Sandhurst. Y para ello, pensaba Cánovas, era imprescindible no repetir el error que condujo al fracaso de la Monarquía de Isabel II: la vinculación exclusiva de la Corona con una de las corrientes del liberalismo (el moderantismo), lo que obligó a la otra (el progresismo) a recurrir a la fuerza (al pronunciamiento y al juntismo) para poder acceder al poder. Así pues, tenía que ser posible, pensaba Cánovas, que las diversas facciones liberales pudieran alternarse en el ejercicio del poder sin poner en peligro el propio sistema. Además, si el «juego político» se basaba en el «turno» pacífico en el acceso al poder de las dos grandes corrientes del liberalismo, se relegaría a los militares a su esfera específica y recobraría el protagonismo la sociedad civil. Había, pues, que desmilitarizar (civilizar) la vida política y despolitizar al Ejército.
Para aplicar su proyecto político Cánovas contó con la confianza absoluta del rey Alfonso XII, quien en una conversación con el embajador británico Austen Henry Layard le había manifestado su deseo de «introducir en España el sistema constitucional al que Inglaterra debía sus libertades y su grandeza». Por eso Cánovas se mostró complacido con el rey al que consideró «franco, noble y leal».
El principal obstáculo que encontró Cánovas del Castillo no provino de la izquierda, sino del Partido Moderado ―«la sección reaccionaria del partido alfonsino», lo llamó el embajador inglés Layard― que quería volver a la situación anterior a la Revolución Gloriosa de 1868, como si nada hubiera pasado desde entonces. Aunque el fin último que perseguía Cánovas era dividirlos y atraérselos a su proyecto, al principio hizo concesiones a los moderados y las primeras medidas que acordó el nuevo gobierno supusieron una revisión de lo realizado durante el Sexenio, además de construir una imagen muy negativa del periodo y especialmente del primer año de la Primera República española, calificado por el tradicionalista Marcelino Menéndez y Pelayo como «tiempos de desolación apocalíptica».

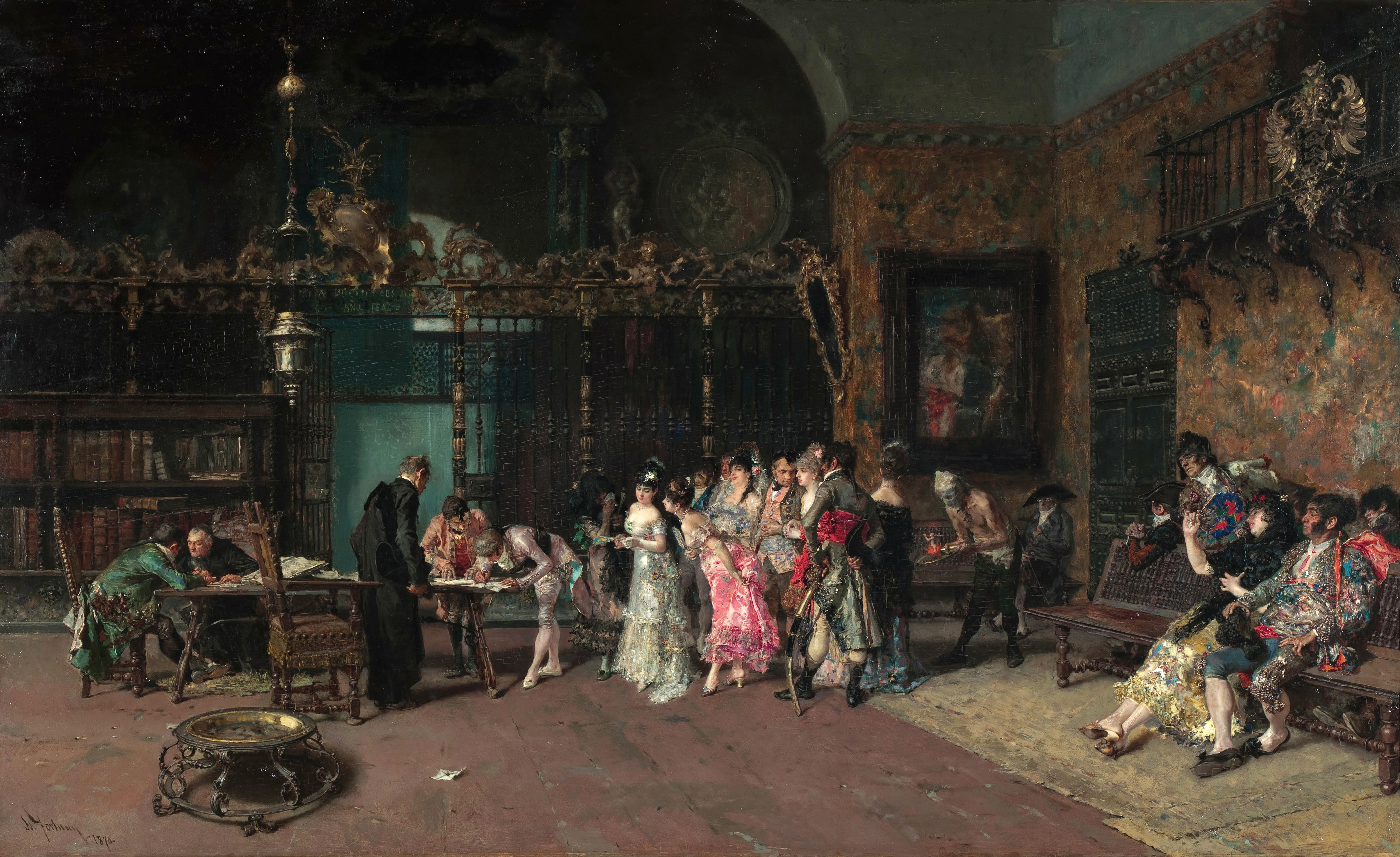
La Vicaría de Mariano Fortuny (1870). El gobierno de Cánovas derogó la Ley Provisional de Matrimonio Civil de 1870 y restableció la obligatoriedad del matrimonio canónico.

La sintonía de Cánovas con los moderados fue especialmente evidente en tres ámbitos: las relaciones con la Iglesia Católica, los derechos fundamentales y la libertad de cátedra. En el primero, el gobierno acordó el restablecimiento del Concordato de 1851 ―lo que suponía la restitución del presupuesto de Culto y Clero para sufragar los gastos de la Iglesia― y la derogación de las leyes del Sexenio más combatidas por los católicos entre las que destacaba la del matrimonio civil, instaurado por primera vez en España por la Ley Provisional de Matrimonio Civil de 1870 —de esta forma se reimplantó como obligatorio el matrimonio canónico—. Además el gobierno ordenó el cierre de algunos templos, periódicos y escuelas protestantes, y toleró la publicación de artículos insultantes contra las creencias no católicas. También se iniciaron los contactos para restablecer las relaciones con la Santa Sede y se devolvieron a la Iglesia archivos, bibliotecas y objetos artísticos. En el decreto de regulación de la prensa del 29 de enero de 1875 se incluyó el delito de injurias a la Iglesia.
En el segundo ámbito, el de los derechos fundamentales, su ejercicio se vio muy limitado, como las libertades de expresión, reunión y asociación ―de ahí el término utilizado de «dictadura de Cánovas» para referirse a sus dos primeros años de gobierno, ya que durante ese tiempo gobernó bajo un régimen de excepción―. Algunos periódicos de la oposición fueron cerrados ―los republicanos casi desaparecieron― y el resto fueron sometidos al régimen de censura previa. Un decreto promulgado nada más formarse el gobierno estableció lo que la prensa podía o no publicar, prohibiéndose expresamente «atacar directamente o indirectamente, ni por medio alegorías, metáforas o dibujos al sistema monárquico-constitucional» (aunque se admitieron las críticas al gobierno y a sus políticas). Asimismo se dejó en suspenso la ley del jurado. Cuatro años después, en 1879, se promulgaría una ley de imprenta muy restrictiva por iniciativa del ministro de la Gobernación Romero Robledo en la que se consideraba delito «proclamar máximas contrarias al sistema monárquico constitucional» o «poner en duda la legitimidad de unas elecciones generales». En junio de 1880 una ley sobre el derecho de reunión, también muy restrictiva ―diferenciaba entre partidos legales e ilegales―, confirmó «el componente autoritario, casi dictatorial, que movió gran parte de la legislación y la acción política del canovismo en esta primera etapa». Por otro lado, la ley de 16 de diciembre de 1876 estableció que los alcaldes de las poblaciones de más de 30 000 habitantes serían nombrados por el rey, es decir, por el gobierno, y que los presupuestos municipales debían contar con la aprobación del gobernador civil de cada provincia, designado por el gobierno.

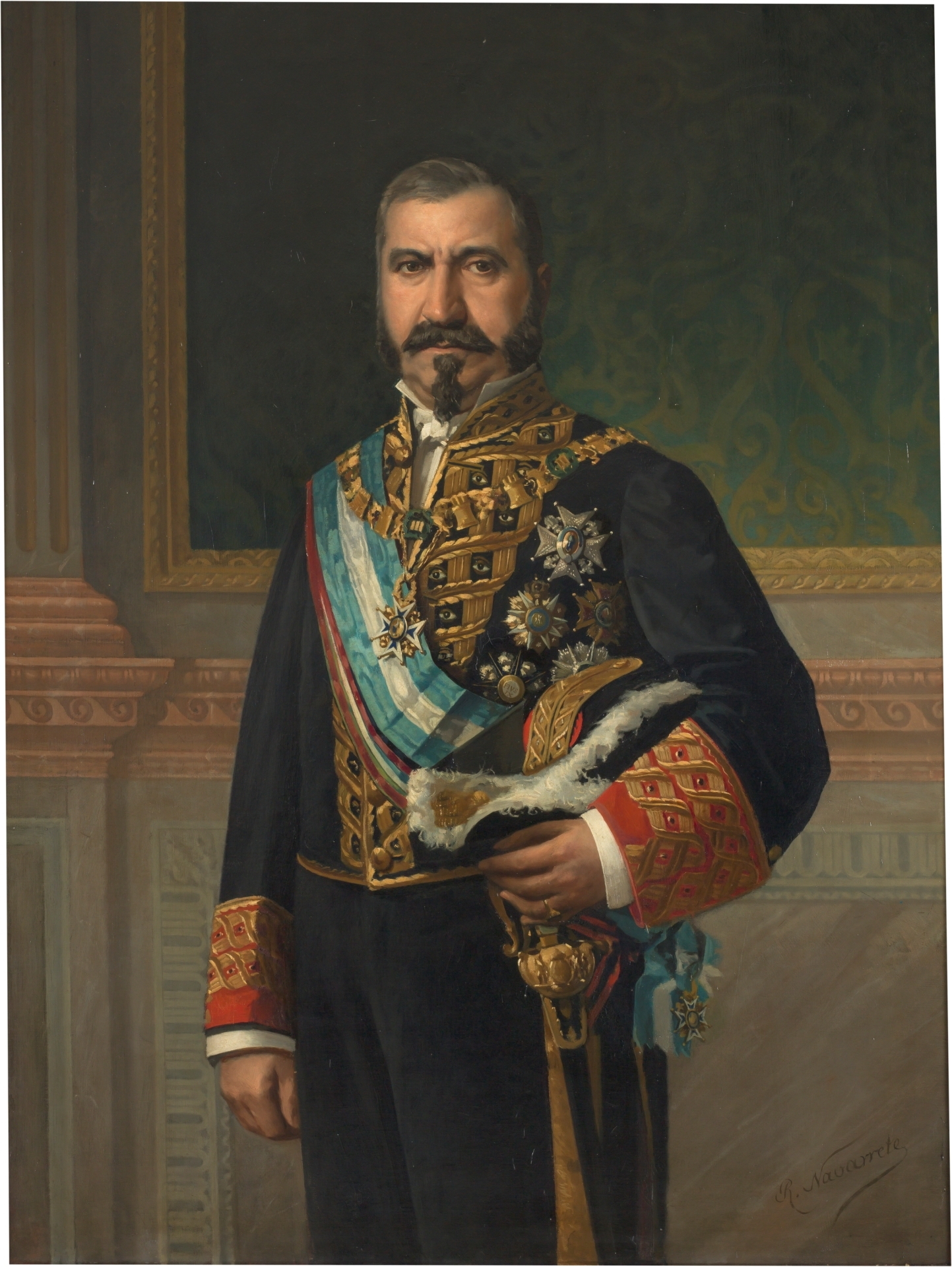
Manuel Orovio Echagüe, marqués de Orovio, ministro de Fomento, autor del decreto que lleva su nombre que limitaba la libertad de cátedra.

En el tercer ámbito, el de la libertad de cátedra, el Decreto Orovio, firmado por el reaccionario ministro de Fomento Manuel Orovio Echagüe y promulgado en febrero de 1875, prohibía a los profesores universitarios enseñar ideas contrarias a la ortodoxia católica y a la monarquía constitucional, lo que dio origen a la segunda cuestión universitaria. En la circular que acompañaba el decreto dirigida a los rectores de las Universidades y firmada por el ministro Orovio se invitaba a estos a «no consentir que en las cátedras sostenidas por el Estado se explicara contra el dogma católico que e[ra] la verdad social en nuestra patria» y también se advertía que sería sancionado todo profesor que «no reconociera el régimen establecido o explicara contra él». El primer conflicto que provocó la circular de Orovio se produjo en la Universidad de Santiago de Compostela, donde los profesores Laureano Calderón (Farmacia) y Augusto González de Linares (Medicina), ambos discípulos del krausista Francisco Giner de los Ríos, fueron apartados de sus cátedras y encarcelados en una prisión militar por explicar las doctrinas darwinistas. Calderón declaró: «no he sido nombrado profesor para formar catecúmenos de ninguna religión ni partidarios de sistema político alguno, sino para enseñar ciencia». Inmediatamente se desató una ola de solidaridad por parte de cerca de cuarenta catedráticos de universidad y de segunda enseñanza, encabezados por Francisco Giner de los Ríos, Gumersindo de Azcárate y Nicolás Salmerón, este último antiguo presidente del poder ejecutivo de la República, a los que se unieron destacados políticos y académicos liberales y republicanos, entre los que se encontraba Emilio Castelar, que ya fue protagonista de la primera cuestión universitaria de 1866. Todos ellos fueron separados de sus cátedras o renunciaron a ellas. Muchos de estos profesores expulsados de la Universidad fundaron al año siguiente la Institución Libre de Enseñanza, un organismo educativo ―una «contra-universidad»― que ejercería una enorme influencia en la vida cultural y científica española, especialmente durante el primer tercio del siglo XX.

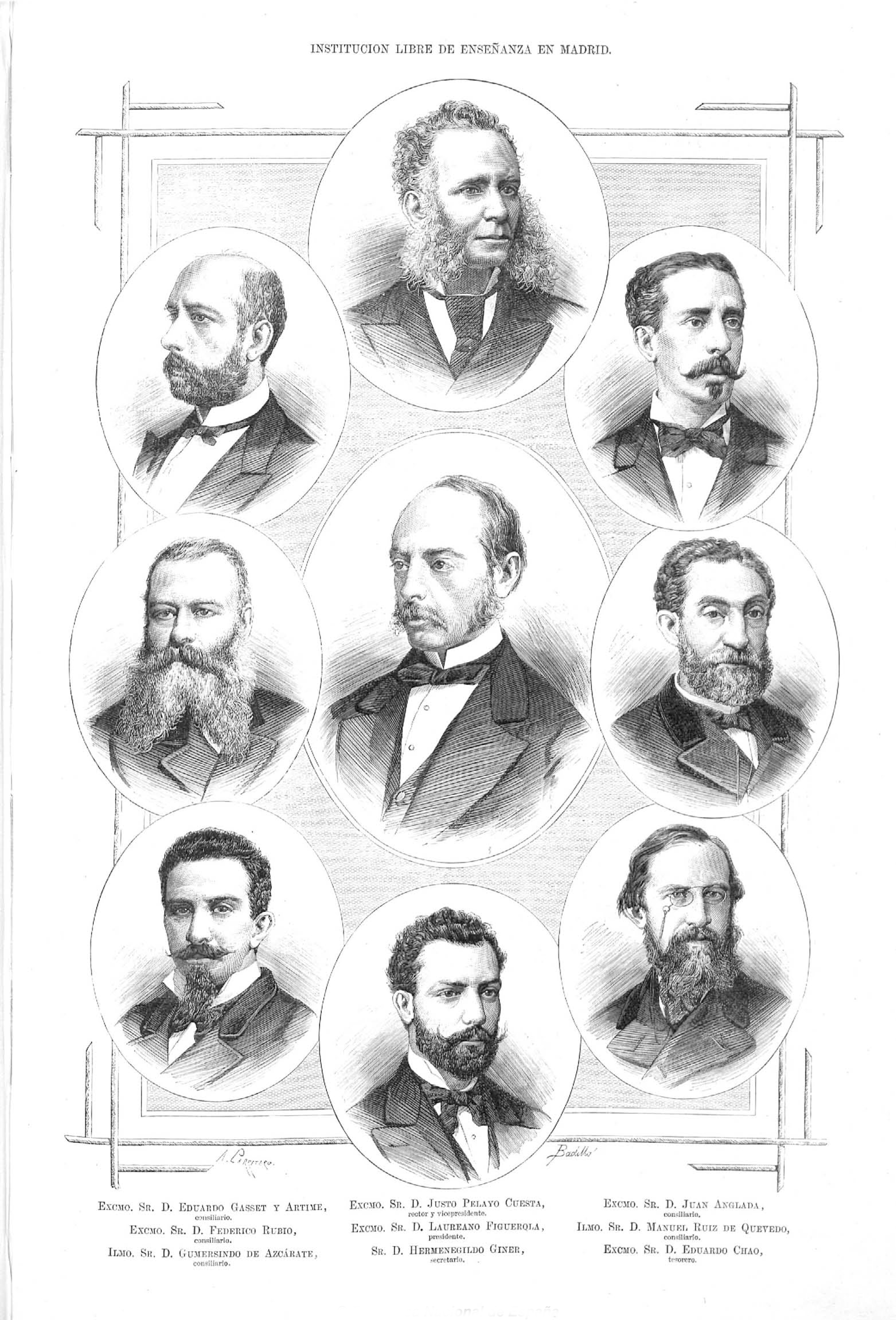
Junta directiva de la Institución Libre de Enseñanza: en el centro Laureano Figuerola, presidente; encima Justo Pelayo de la Cuesta Núñez, rector y vicepresidente; debajo, Hermenegildo Giner, secretario; en la columna de la derecha y de arriba abajo: Eduardo Gasset y Artime, Federico Rubio y Gumersindo de Azcárate; en la columna de la izquierda y de arriba abajo: Juan Anglada, Manuel Ruiz de Quevedo y Eduardo Chao.

Según José Varela Ortega, «lo ocurrido reflejaba, en realidad, las fricciones entres las dos facciones del canovismo, entre los políticos de procedencia Moderada y aquellos de origen septembrino; y, en última instancia, era un episodio más dentro de la ofensiva del Partido Moderado contra el canovismo». Feliciano Montero ha suscrito la interpretación del episodio que hace Varela Ortega en cuanto que formaría parte efectivamente de «la pugna moderados-canovistas por la definición del nuevo régimen. El decreto Orovio... sería una maniobra de los moderados para torpedear la presunta apertura del canovismo hacia los unionistas y los constitucionales, además de afirmar sus posiciones intransigentes en defensa de la unidad católica. Cánovas, a pesar de sus esfuerzos para llegar a un acuerdo de facto con los krausistas para no hacer efectivo el castigo, se habría visto obligado a encajar de momento esta situación tan contraria a sus proyectos». En efecto, Cánovas consideró el decreto Orovio «una barbaridad» —también el rey— e intentó mediar, sin éxito, con los profesores universitarios que se negaron a acatarlo y abandonaron la Universidad. A la primera oportunidad Cánovas cesó a Orovio y su sustituto, el «septembrino» Cristóbal Martín de Herrera, inmediatamente derogó las medidas de Osorio (aunque los profesores no recuperarían sus cátedras hasta la llegada de los liberales al poder en febrero de 1881). Además los krausistas no encontraron ningún obstáculo para poner en marcha la Institución Libre de Enseñanza y desarrollar sus actividades. Pero, «el episodio agrió las relaciones entre el Gobierno y los políticos Radicales y Constitucionales».
Manuel Suárez Cortina, por su parte, considera que Cánovas permitió el «decreto Orovio» para facilitar el ingreso de los moderados en el nuevo orden ―y en el nuevo partido liberal-conservador que quería encabezar―. Con la misma finalidad ―«dar confianza a los sectores moderados y neutralizar cualquier intento de acabar con el régimen»― también «buscó el restablecimiento de relaciones con el Vaticano, repuso el presupuesto de culto y clero [la dotación económica que el Estado entregaba a la Iglesia Católica] e implantó de nuevo la obligatoriedad del matrimonio canónico». Según Carlos Seco Serrano, la presencia de Orovio en el gobierno ―y su polémico decreto― obedecía a que «el hecho de que la guerra civil aún no hubiese sido vencida, reclamaba, en todo caso, la adopción de medidas políticas que pudieran suponer un “gesto” más o menos homologable con el concepto monárquico y religioso que animaba al campo carlista ―a fin de desarmarlo ideológicamente―». Once años más tarde, en los inicios de la Regencia de María Cristina de Habsburgo, Cánovas defendería en el parlamento esta política frente a los ataques que le lanzó el republicano Nicolás Salmerón, una de las víctimas del «decreto Orovio», y que lo calificó de Torquemada. En aquella ocasión Cánovas replicó:

¿Qué quería el señor Salmerón? ¿Quería que cuando el país estaba empeñado en guerra civil… no hubiera yo de usar también de esa dictadura para reprimir aquellos hechos que me pareciera que podían comprometer la unidad de fuerza y mando y el vigor que el Gobierno necesitaba delante del enemigo común de todos, que era la causa carlista? ¿Quién ignora que una de las causas de la guerra carlista, causa reconocida por todo el mundo, eran los ataques más o menos exagerados, muchos de ellos ciertísimos, que en todos los lugares públicos se dirigían a la religión que profesa la inmensa mayoría de los españoles?

Pero Cánovas no transigió con las tres exigencias de los moderados, en lo que contó con el total respaldo del rey Alfonso XII: el restablecimiento de la Constitución española de 1845 ―que había regido la Monarquía de Isabel II―, la restitución de la «unidad católica» ―con la consiguiente prohibición de todo culto no católico y el monopolio de la Iglesia en las actividades sociales primordiales (nacimiento, matrimonio, enterramiento) y en la enseñanza― y la vuelta inmediata de la reina Isabel II de su exilio en París ―aunque Cánovas sí que consideró «imprescindible» que volviera a España, sola, la hermana mayor del rey Isabel de Borbón y Borbón, conocida popularmente como La Chata, pues era la siguiente en la línea de sucesión al trono, mientras Alfonso XII no tuviera descendencia, por lo que ostentaba el título Princesa de Asturias; y también autorizó la vuelta del general Serrano, el último presidente del Poder Ejecutivo de la República―. El propio general Martínez Campos amenazó con un segundo pronunciamiento si no se reconocía la unidad católica y no se restablecía la Constitución de 1845. Solo la intervención personal del rey y la promesa de enviarlo a Cuba consiguieron disuadirle, aunque otros generales, como el conde de Cheste y el conde de Valmaseda, siguieron presionando para que se permitiera la vuelta de la exreina Isabel II a España.

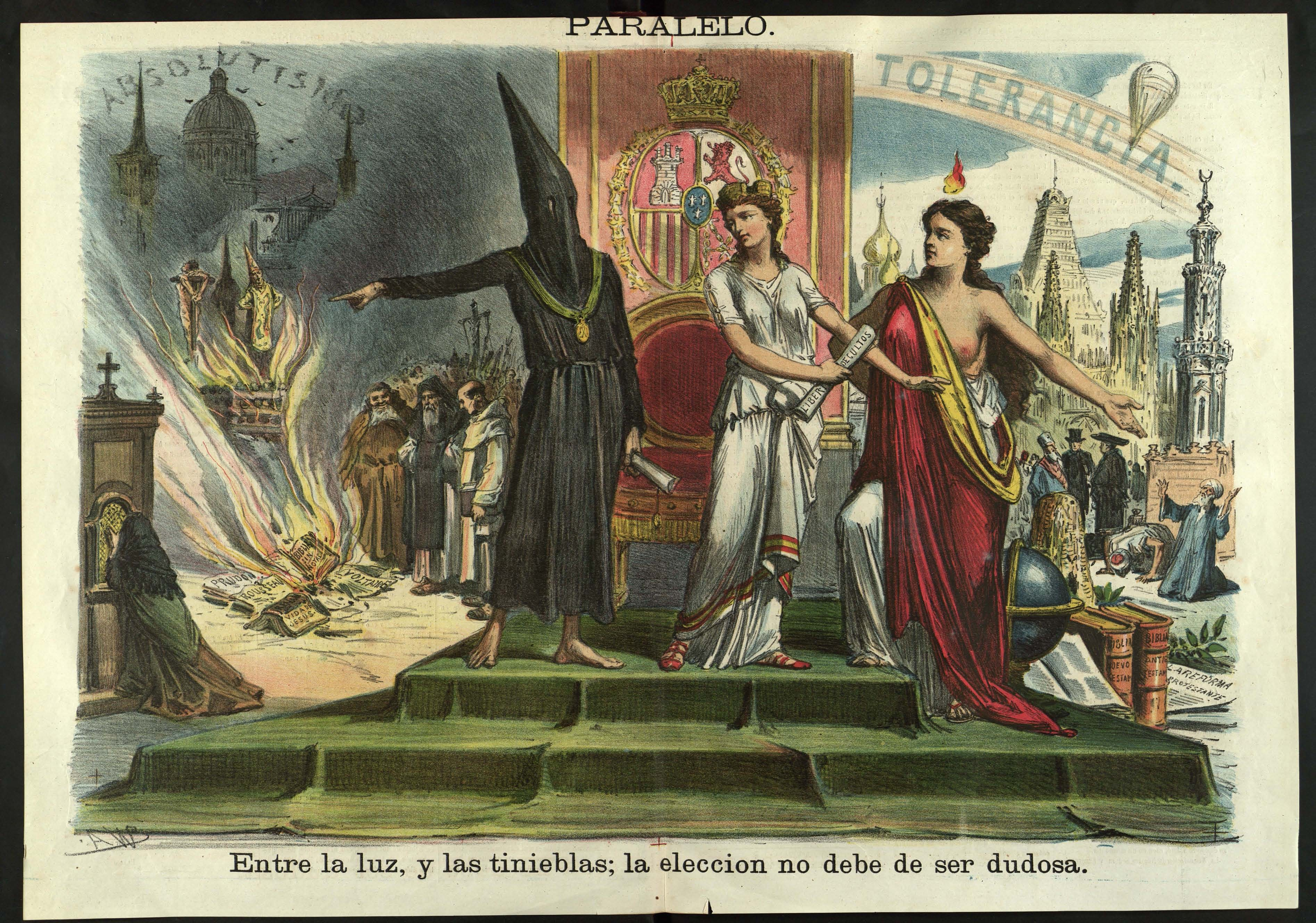
Caricatura publicada en La Madeja en enero de 1875. El pie de imagen dice: «Entre la luz y las tinieblas; la elección no debe ser dudosa». España representada por una joven escoge la luz (la tolerancia y la libertad de cultos) y rechaza las tinieblas (el absolutismo y la unidad católica que prohíbe cualquier otro culto).

Los moderados montaron una campaña de opinión impresionante exigiendo la vuelta a la prohibición del culto no católico. Se exigía devolver «a España su venturosa unidad católica [pues], poseyendo la única verdad en religión, e[ra] absurdo que un pueblo católico conced[iera] al error iguales respetos y derechos que a la verdad [católica], símbolo de la grandeza de otros tiempo, emblema de nuestras antiguas glorias y florón el más brillante y espléndido de la Corona de dos mundos». Se recogieron tal cantidad de firmas que los pliegos fueron llevados en carros a la sede del gobierno. La Santa Sede también presionó firmemente para que se restableciera la unidad católica, amenazando incluso con no enviar un nuevo nuncio. Contaba con el apoyo de los obispos españoles —uno de ellos proclamó: «la mayoría inmensa de la nación quiere la religión católica apostólica romana ¡sola! ¡sola!»— y de un amplio sector de la población, especialmente el vinculado a los moderados y a los carlistas, para los que esta cuestión era innegociable. Una dama de la alta sociedad madrileña amenazó con «hacer rey a don Carlos» si el rey y el gobierno toleraban «misioneros y propaganda protestante en España». Pero Cánovas se negó en redondo a restablecer la unidad católica porque consideraba que impediría que los «revolucionarios del 68» pudieran apoyar a la nueva monarquía, lo que la haría a la larga inviable, y porque además la aislaría a nivel internacional —la tolerancia religiosa era la «forma de convencer a Europa que la Restauración no significaba una reacción», afirmó Cánovas—. El rey lo apoyó sin fisuras, a pesar del «asedio sistemático» a que fue sometido «por políticos Moderados, gran parte de la nobleza y alto clero, y hasta por la princesa de Asturias, favorable de cuore, a juicio del representante pontificio, a la causa católica». Al obispo de Salamanca Alfonso XII le dijo en una recepción pública: «Soy un rey católico pero, no obstante, haré todo lo que esté a mi alcance para que en mis dominios se pueda practicar cualquier religión con libertad; además es inútil discutir esta cuestión porque Europa ya ha decidido sobre ella».

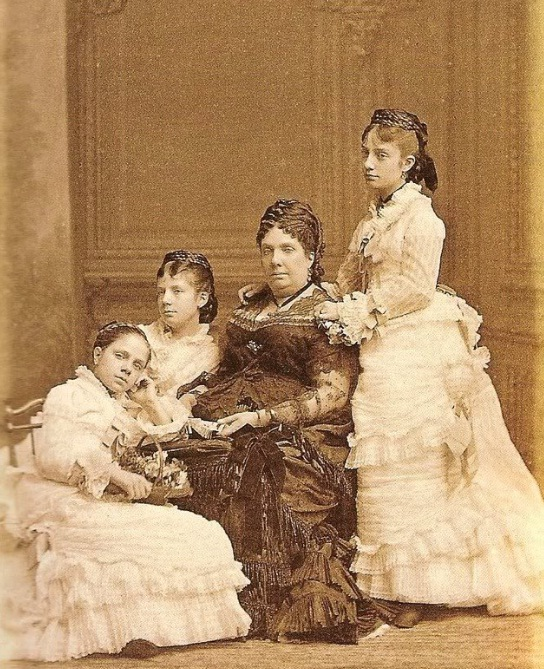
La exreina Isabel II con sus tres hijas más jóvenes en París (1875).

En cuanto a la exreina Isabel II, poco dispuesta «a desempeñar papeles decorativos», Cánovas le envió una carta a París en abril de 1875 explicándole por qué no debía venir a España:

Venga quien venga a Madrid la opinión permanecerá tranquila, a no ser V.M., que entonces una docena de ilusos, movidos por intereses particulares, pensarán ver en V.M. una bandera de desagravios y quizás de venganzas, que los satisfaga en sus malas pasiones; otros temerán que comience una reacción que aleje del poder a todos los que más o menos han figurado en los últimos seis años y, antes de que los echen, se alejarán voluntariamente, creando el vacío alrededor del Trono… Y todo porque V.M. no es una persona, es un reinado, es una época histórica, y lo que el país necesita hoy es otro reinado y otra época diferente de las anteriores.

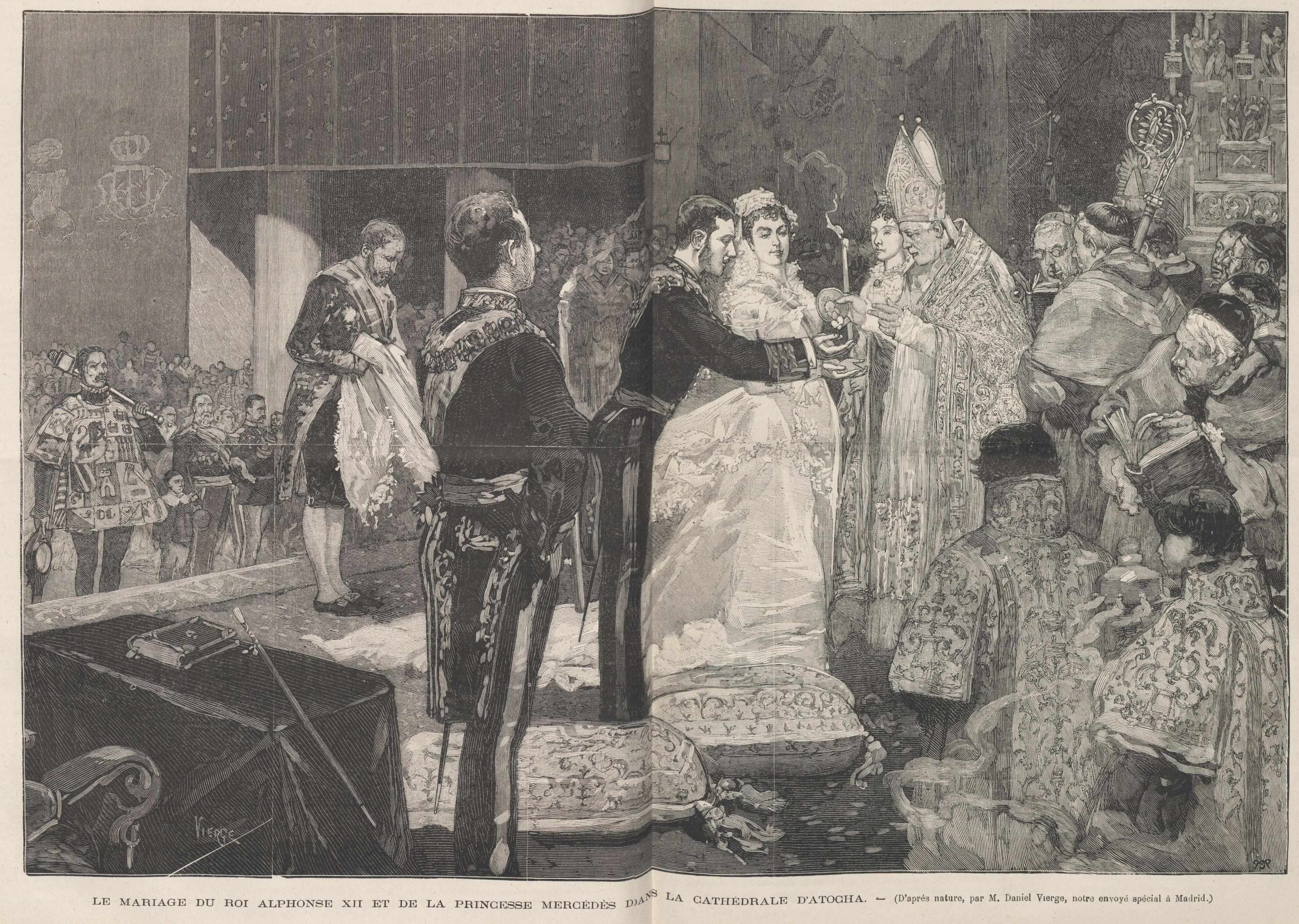
Boda de Alfonso XII con su prima María de las Mercedes de Orleans que se celebró en la basílica de Atocha el 23 de enero de 1878. La exreina Isabel II no aprobó el matrimonio y no asistió a la ceremonia.

No sólo Cánovas, también su propio hijo le conminó a que no viajara a España alegando que «nadie puede imponer su voluntad al Rey». A Isabel II sólo se le permitió venir a España después de la aprobación de la Constitución y no se le autorizó a que fijara su residencia definitiva en el país y tampoco a que viviera en Madrid. Como ha señalado Isabel Burdiel, «cuando regresó brevemente a España, lo hizo sintiéndose, como ella mismo dijo, una especie de vagabunda: residió algún tiempo en Sevilla, pasó temporadas en los balnearios del Norte o en los palacios reales de los alrededores de Madrid. Con el tiempo, se fueron tolerando sus estancias en la capital, pero siempre se procuró que sus visitas fuesen lo más cortas y discretas posible». Su mayor humillación fue que no se le informara de la decisión de su hijo de casarse con su sobrina, María de las Mercedes de Orleans, hija del duque de Montpensier y de su hermana María Luisa Fernanda de Borbón. De hecho intentó hacer pública su oposición al enlace, pero Cánovas se lo impidió. «No asistió a la boda [celebrada en Madrid el 23 de enero de 1878]. Su regreso a París se consideró definitivo. Allí vivió hasta su muerte [en 1904], aunque regresó a España en varias ocasiones», ha señalado Isabel Burdiel.
Ante la determinación de Cánovas de aprobar una nueva Constitución, que quedó clara en mayo de 1875 cuando se reunieron los parlamentarios de las dos monarquías anteriores, la isabelina y la amadeísta, y se formó la comisión de notables para redactarla, muchos moderados se pasaron al canovismo siendo recompensados por ello con cargos gubernamentales. Según Fidel Gómez Ochoa, «en aquel acto tomó su primera forma el Partido Liberal-Conservador». El golpe definitivo al Partido Moderado se lo propinó Francisco Romero Robledo, ministro de la Gobernación, cuando en las elecciones generales de España de 1876, celebradas en enero, sólo le permitió obtener un número muy limitado de escaños (12), frente a los 333 de los canovistas ―el Partido Moderado se disolvería siete años después―. Según Feliciano Montero la negativa de Cánovas a restablecer la unidad católica «se convirtió precisamente en la clave para disolución de los moderados como grupo, y la configuración definitiva de su partido político, el liberal-conservador». Lo mismo afirma Fidel Gómez Ochoa —la negación de la unidad católica fue «motivo de que los moderados consideraran amputada la Restauración y violentada la confianza»—, pero añade también la convocatoria por sufragio universal de las primeras elecciones que un destacado moderado rechazó en una carta dirigida al rey porque venía a «poner en duda el legítimo derecho de V. M. al trono».

### La Constitución de 1876

#### La elaboración y aprobación de la Constitución

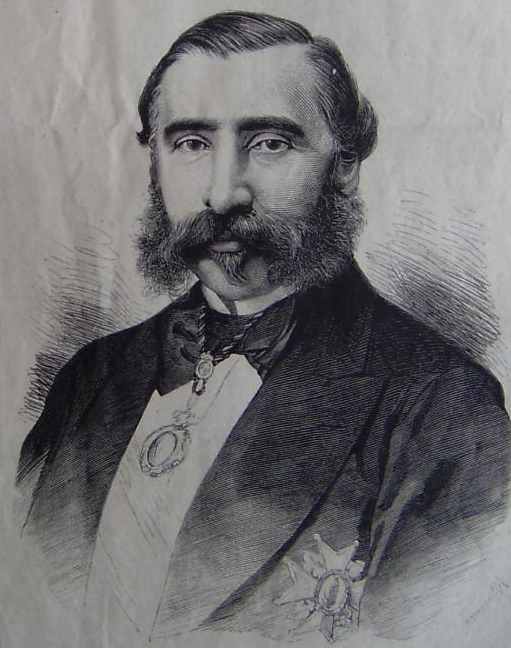
Manuel Alonso Martínez, líder del sector del Partido Constitucional, que se sumó al proyecto de Cánovas de aprobar una nueva Constitución, abandonando la reivindicación de la Constitución española de 1869. De acuerdo con Cánovas convocó la asamblea de notables reunida en mayo de 1875 y formó parte de la comisión de nueve miembros que redactó el proyecto de Constitución. Sus seguidores fueron llamados centralistas por el nombre del grupo que formaron: el Centro Parlamentario.

Frente a las pretensiones del Partido Moderado de restablecer la Constitución española de 1845, Cánovas impuso su criterio de elaborar y aprobar una nueva Constitución. Para ello atrajo al sector del Partido Constitucional encabezado por Manuel Alonso Martínez que formó un nuevo grupo político llamado Centro Parlamentario. El 20 de mayo de 1875, por iniciativa de los «centralistas» apoyada por el gobierno, se reunió una Asamblea de Notables integrada por 341 exdiputados y exsenadores monárquicos de la época isabelina y del Sexenio. Alonso Martínez estableció los límites de la reunión (no se podía cuestionar la Monarquía de Alfonso XII) y su finalidad (el establecimiento de unas bases constitucionales que afiancen el trono).
Como en la Asamblea de Notables los moderados tenían la mayoría Cánovas maniobró para que la elaboración de las bases constitucionales se encargara a una comisión de 39 de ellos en la que estarían representados de forma paritaria moderados, canovistas y centralistas, que a su vez delegó la redacción de las mismas en una subcomisión formada por nueve personas, entre ellas Alonso Martínez. El principal escollo de los trabajos de la comisión y de la subcomisión fue la cuestión de la unidad católica que finalmente no sería recogida en la base 11. Los moderados mostraron públicamente su desacuerdo en un manifiesto del 3 de agosto en el que hacían un llamamiento a la protesta de los católicos. Por otro lado, en torno al núcleo canovista, al que se sumaron antiguos moderados, surgiría el Partido Liberal-Conservador, que encabezaría el propio Cánovas y del que algunos historiadores sitúan su nacimiento precisamente en la Asamblea de Notables.
A continuación el gobierno convocó elecciones, abriéndose un debate en el consejo de ministros sobre si debería mantenerse el sufragio universal (masculino) de acuerdo con la Ley Electoral de 1869, una legislación de la «época revolucionaria». A propuesta del propio Cánovas se acordó que se convocarían por sufragio universal «por esta sola vez», una concesión a los constitucionales para que se integraran en la nueva monarquía y que indignó a los moderados. Seguidamente Cánovas presentó la dimisión para ser coherente con sus propias convicciones contrarias al sufragio universal y para en la misma operación sustituir a los tres ministros más derechistas, todos ellos de origen moderado, uno de ellos el marqués de Orovio. Le sustituyó el general Joaquín Jovellar que ocuparía la presidencia del Gobierno exclusivamente durante el periodo de confección de las listas electorales, aunque de hecho «el jefe era Cánovas y la política se hacía desde su domicilio particular», como comentó un embajador extranjero. La oposición de Cánovas al sufragio universal no cambiaría y cuando finalmente se aprobó en junio de 1890 a propuesta del gobierno liberal de Sagasta afirmó durante el debate de la ley que su aplicación «sincera», «si da un verdadero voto en la gobernación del país a la muchedumbre, no sólo indocta, que eso sería lo de menos, sino [a] la muchedumbre miserable y mendiga», «sería el triunfo del comunismo y la ruina del principio de propiedad».
En la víspera de la celebración de los comicios, que tuvieron lugar en los días 20-24 de enero de 1876, mientras que la jerarquía eclesiástica desplegó una campaña prohibiendo a los católicos votar a los propagadores de «esa libertad de perdición», en referencia a la tolerancia religiosa que propugnaban los canovistas y los centralistas, la Comisión de Notables publicó el Manifiesto de los Notables en el que justificaba las bases constitucionales que había redactado con miras al gran objetivo de «afianzar... las conquistas del espíritu moderno, asentando sobre sólidas bases el orden público y poniendo a cubierto de peligrosas contingencias los principios fundamentales de la monarquía española».

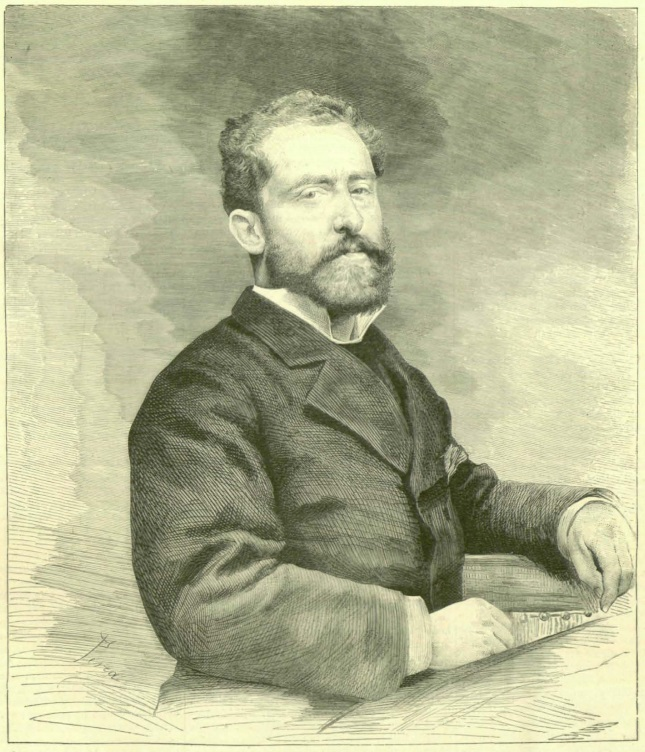
Francisco Romero Robledo, un «septembrista» «arrepentido» que se sumó al proyecto canovista. Como ministro de la Gobernación destacó por sus «maniobras» electorales para conseguir una mayoría aplastante para el Gobierno de Cánovas, inaugurando así una de las características definitorias del régimen político de la Restauración: el fraude electoral.

Gracias a las «maniobras» del ministro de la Gobernación Francisco Romero Robledo las elecciones, en las que hubo una abstención que, según las cifras oficiales, superó el 45 % —el 65 % en las grandes ciudades— depararon una mayoría abrumadora canovista en las Cortes (333 diputados sobre 391) y los moderados solo obtuvieron doce escaños —«fueron destrozados en las urnas»— por lo que muchos miembros del viejo partido de la época isabelina se unieron al partido de Cánovas. El golpe definitivo a los moderados se lo dio Cánovas cuando con motivo de la discusión del artículo 11 de la Constitución, en el que no se reconocía la unidad católica cuyo mantenimiento propugnaban los moderados, les obligó a estos a pronunciarse al plantear una cuestión de gabinete. La «agonía» del Partido Moderado, «sin embargo, se prolongó hasta 1882. Aun así la absorción total del moderantismo por el Partido Liberal-Conservador sólo fue culminada cuando en 1884, la Unión Católica, fundada por Pidal en 1881, ingresó en el partido».
Por el contrario a los constitucionales de Sagasta, previo pacto, Romero Robledo les «otorgó» veintisiete escaños ―uno de ellos para el propio Sagasta por Zamora que disfrutaría casi permanentemente― como recompensa por el reconocimiento que habían hecho en noviembre de 1875 de la nueva monarquía al declarar públicamente su pretensión de «ser hoy el partido del Gobierno más liberal dentro de la Monarquía constitucional de Alfonso XII».
Las Cortes salidas de las elecciones, bautizadas por algunos críticos como Las Cortes de los Milagros en referencia al masivo fraude electoral, fueron las que a partir del 15 de febrero de 1876, día en que el rey inauguró solemnemente la legislatura, discutieron el proyecto de Constitución en muy pocas sesiones ―los títulos relativos a la Corona y sus competencias no fueron debatidos a propuesta de Cánovas, a pesar de las protestas de los escasos diputados republicanos, como Emilio Castelar― y finalmente lo aprobaron el 24 de mayo en el Congreso ―por 276 votos contra 40― y el 22 de junio en el Senado ―por 130 contra 11―. «Las Cortes se encontraron con el hecho de que su labor no era propiamente constituyente. Se limitaron a aceptar el texto de la Comisión y a aprobar su contenido… El último día de junio la Constitución estaba lista para su promulgación».
La Constitución, un texto breve (89 artículos más uno adicional), fue una especie de síntesis de las Constituciones de 1845 ―moderada― y de 1869 ―democrática―, pero con un fuerte predominio de la primera, ya que recogió su principio doctrinal fundamental: la soberanía compartida de las Cortes con el rey, en detrimento del principio de la soberanía nacional en que se basaba la del 69. De esta última conservaba la amplia declaración de derechos individuales, pero los reconocía con restricciones al abrir la posibilidad de que las leyes ordinarias los limitaran, recortaran su ejercicio o incluso los suspendieran.
En cuanto a los temas conflictivos se optó por una redacción ambigua, a determinar por las leyes que la desarrollaran, con lo cual se hacía posible que cada partido, conservador o liberal, pudiera gobernar con sus propios principios, sin necesidad por ello de alterar la Constitución. Fue el caso del sufragio, pues se dejó que la ley electoral determinara si sería restringido ―como defendían los moderados y los canovistas― o universal ―como defendían los «revolucionarios» constitucionalistas de Sagasta―. Sin embargo, con una u otra ley —la de 1878 que determinó la vuelta al sufragio restringido con lo que sólo tuvieron derecho de voto unas 850 000 personas; o la de 1890 que implantó definitivamente el sufragio universal (masculino), con lo que pasaron a tener derecho al voto entre cuatro millones y medio y cinco millones de personas— el fraude fue lo que caracterizó a las elecciones de la Restauración. Los gobiernos se formaban antes de las elecciones y a continuación las convocaban y siempre conseguían una amplia mayoría en el Congreso.
En cuanto al tema más polémico, que fue sin duda la cuestión religiosa, se suprimió la libertad de cultos reconocida en la Constitución española de 1869, pero Cánovas tuvo que utilizar toda su autoridad para que no se reimplantase la unidad católica (como en la de 1845). La alternativa de Cánovas afirmaba el carácter confesional (católico) del Estado, pero al mismo tiempo establecía la tolerancia para las demás religiones a las que se permitía el culto privado. El conflictivo artículo 11 de la Constitución, redactado personalmente por el propio Cánovas, quedó finalmente así:

Art. 11. La Religión Católica, Apostólica, Romana es la del Estado. La Nación se obliga a mantener el culto y sus ministros. Nadie será molestado en el territorio español por sus opiniones religiosas ni por el ejercicio de su respectivo culto, salvo el respeto debido a la moral cristiana. No se permitirán, sin embargo, otras ceremonias ni manifestaciones públicas que las de la religión del Estado

La Iglesia Católica acabaría aceptando la nueva situación, pues confió en que las leyes orgánicas posteriores respetarían sus intereses, lo que efectivamente sucedió, como reconoció años después el cardenal primado español: «el artículo 11 de la Constitución ha protegido con mayor eficacia que una disposición prohibitiva los intereses católicos».

#### Los poderes del rey: «la regia prerrogativa»

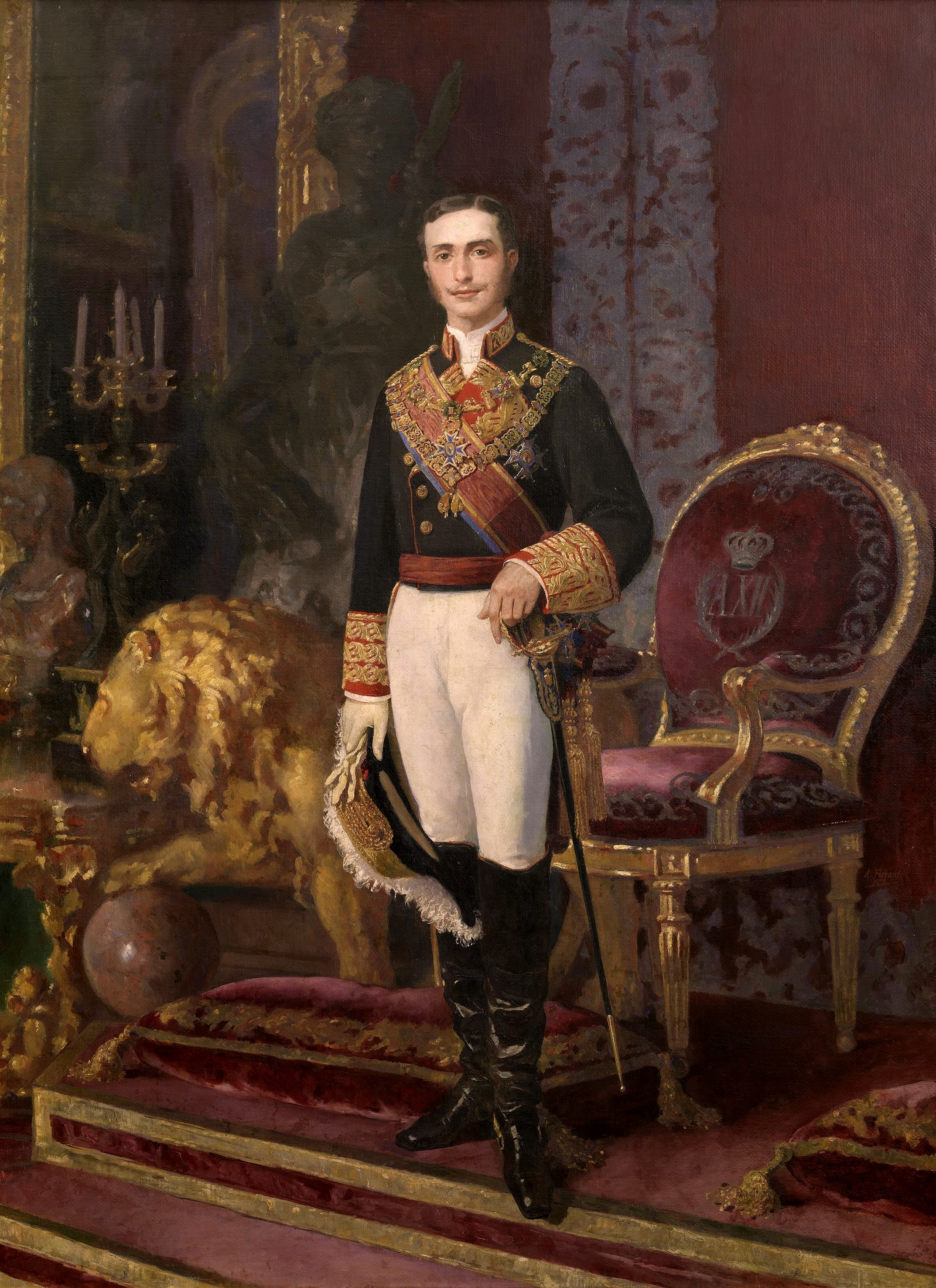
Retrato de Alfonso XII junto al trono y a uno de los dos leones del edificio de las Cortes por Alejandro Ferrant y Fischermans (circa 1875).

Para los redactores de la Constitución, con Cánovas del Castillo al frente, «la Monarquía no era en España una mera forma de gobierno, sino la médula misma del Estado español. Es por eso que Cánovas sugirió a la Comisión de Notables que en su dictamen propusiera la exclusión de los títulos y artículos referentes a la Monarquía del examen y debate de las Cortes. La Monarquía quedaba así por encima de las determinaciones legislativas, tanto de carácter ordinario como constitucional». «En el pensamiento de Cánovas, la Monarquía era la representación por excelencia de la soberanía, pero también el símbolo de la legalidad y de lo permanente, por encima de la lucha de los partidos», ha afirmado Manuel Suárez Cortina.
Para Cánovas del Castillo, lo sucedido durante la Monarquía de Isabel II y durante el Sexenio Democrático demostraba que la opinión de la sociedad civil no era la que determinaba qué opción política había de ocupar el poder, ya que eran los gobiernos los que se «hacían» las mayorías parlamentarias que necesitaban para gobernar en lugar de que fueran las elecciones las que «hicieran» a los gobiernos. La prueba era que los gobiernos siempre ganaban las elecciones, fueran del signo que fueran. «Si hay en algo en que nosotros tengamos una inferioridad evidente respecto de todas las demás naciones constitucionales, ese algo es la fuerza, la independencia, la iniciativa del cuerpo electoral», afirmó Cánovas. «Aquí el gobierno ha sido el gran corruptor. El cuerpo electoral, en gran parte,… no es sino una masa que se mueve al empuje y a gusto de la voluntad de los gobiernos», añadió. Una opinión que era compartida por otros políticos, como Manuel Alonso Martínez: «El cuerpo electoral falta por completo hoy en España. (…) No hay nada más desigual en España que la lucha del elector con el gobierno; el poder, que tiene en sus manos medios inmensos, es por lo general pródigo y dadivoso con el elector amigo, mientras que es injusto y hasta cruel con el elector adversario…». También por los constitucionalistas de Sagasta. Su periódico La Iberia publicó en marzo de 1877: «¿Puede negarse que nuestras costumbres son malas?... ¿Qué gobierno ha sido vencido en la lucha electoral?... Ninguno. Esto prueba que carecemos… de buenas prácticas y de la moderación, de la templanza y la imparcialidad de los gobernantes».
Así pues, habría que recurrir a algún otro instrumento para garantizar la alternancia de las dos grandes opciones políticas liberales, y para Cánovas del Castillo, ese «otro» instrumento era la Corona. Esta se convirtió así en el «poder moderador», garante de que los gobiernos no se perpetúen en el poder, aunque hayan perdido la confianza de la «opinión» ―de la opinión pública, de los electores― gracias a los mecanismos que poseen para manipular las elecciones. La Corona será, pues, quien determine los cambios de gobierno a partir de la interpretación que haga de los cambios que detecte en la «opinión». En definitiva, la Corona para Cánovas era la única garante posible de la «soberanía nacional» dada la falta de independencia política del conjunto de la «sociedad civil». «El rey no se atiene, para designar gobierno, a la opinión del cuerpo electoral manifestada en unas mayorías parlamentarias. Sino al revés: el rey designa a un jefe de gobierno que propone los ministros al rey, que recibe un decreto de disolución [de las Cortes], y que convoca nuevas elecciones, pactando sus resultados con las diversas fuerzas políticas ("encasillado") capaces de movilizar sus respectivas clientelas; de esa manera "se hacen" unas elecciones que, indefectiblemente, proporcionan holgadas mayorías al gobierno que las convoca», ha afirmado José María Jover.
En consecuencia, como ha señalado Carlos Dardé, «en el rey estaba depositado el ejercicio práctico de la soberanía ya que era él quien otorgaba el poder a un partido que después hacía las elecciones, en las que siempre obtenía la victoria. A esta atribución real ―el encargo de formar el gobierno, que llevaba aparejado el decreto de disolución de las Cortes existentes y el de la convocatoria de nuevas elecciones― se le denominó “la regia prerrogativa” por excelencia. Y en verdad lo era». «Dada la práctica gubernamental de utilizar todos los recursos del poder para conseguir la victoria en los comicios, el monarca quedó convertido en la piedra angular del sistema». El embajador británico en España Robert Morier así lo exponía en 1882 a su gobierno:

En este país, el último recurso, la decisión definitiva respecto a los destinos políticos de la nación, no descansa en los distritos electorales ni en el voto popular, sino en otro sitio no definido en la Constitución. De iure, y de acuerdo con la letra de la ley, así es, porque, aunque el rey puede llamar a quien quiera, la persona llamada no puede gobernar sin una mayoría parlamentaria. Pero esta mayoría no es resultado del voto popular sino de las manipulaciones dirigidas desde el Ministerio de la Gobernación, ya que la máquina electoral pertenece por completo a este departamento. […] Siendo esta peculiaridad constitucional de este país parlamentario el ‘’objetivo’’ de cada partido es necesariamente obtener la posesión del Ministerio de la Gobernación y de la máquina electoral, y como la Corona puede constitucionalmente, en cualquier momento, colocar esta máquina en las manos que quiera, el importantísimo ‘’rôle’’ asignado a la prerrogativa regia resulta inmediatamente evidente.

Sin embargo, como ha destacado Ramón Villares, el ejercicio del «poder moderador» por el rey estará «plagado de dificultades hasta el punto que la función del monarca se ha podido definir como la de un “piloto sin brújula”, esto es, una figura dotada de enormes competencias que carecía de los instrumentos necesarios para desempeñarlas adecuadamente». José María Jover, se ha planteado el mismo problema: «Falto del indicador de elecciones auténticas, ¿a qué indicador se atiene el rey para dar el poder a uno u otro jefe, a uno u otro partido político?» Jover se responde siguiendo a José Varela Ortega: a «su capacidad para mantener la "unidad del partido", su capacidad para aglutinar a su propio hemisferio político, dentro del bipartidismo impuesto por la práctica constitucional».
El principio de «soberanía compartida» rey/cortes sancionado en la Constitución ―en su artículo 18 se dice que «la potestad de hacer las leyes reside en las Cortes con el Rey»― era la cobertura legal de la función de la Corona de distribuir el poder a los partidos. Esto suponía, indudablemente, otorgar a la Corona un poder personal y extraordinario ―no absoluto, porque estaba limitado por la Constitución y las demás convenciones políticas―, pero estaba justificado, según Cánovas, por la falta de un electorado independiente de los gobiernos. «La Monarquía entre nosotros tiene que ser una fuerza real y efectiva, decisiva, moderadora y directora, porque no hay otra en el país», afirmaba Cánovas. «Es preciso que el poder Moderador [la Corona] supla algunas de las funciones que en un régimen representativo normal y perfecto debería desempeñar el cuerpo electoral», afirmó el político liberal Manuel Alonso Martínez, gran aliado de Cánovas en la elaboración de la Constitución de 1876. En síntesis, como ha destacado el historiador Ramón Villares, «el monarca tenía en sus manos todas las llaves del sistema político de la Restauración». Así, los gobiernos deben gozar de la «doble confianza» de las Cortes y del Rey para poder ejercer como tales. «De acuerdo con el artículo 49 ningún mandato del rey podía llevarse a cabo sin refrendo de un ministro. Cuando el rey discrepaba de sus ministros no cabía otra fórmula que despedir al Gobierno o transigir y someterse al criterio de éste».

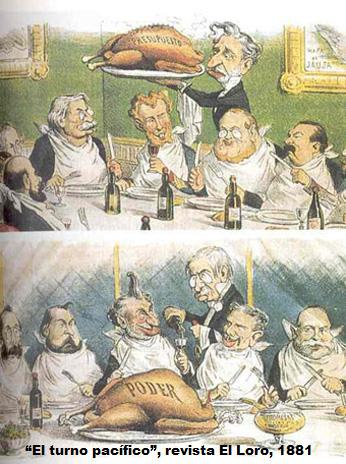
Caricatura de El Loro (1881) sobre «el turno pacífico» entre los dos grandes partidos de la Restauración: conservadores y liberales. En la imagen de arriba es el líder liberal Sagasta el que sirve la mesa del gobierno conservador presidido por Cánovas. En la imagen de abajo es Cánovas el que hace lo mismo con el gobierno liberal presidido por Sagasta.

Así pues, la figura del rey constituía el eje básico del régimen de la Restauración, ya que sobre él pivotaba la vida política. La llamada «regia prerrogativa» consistía precisamente en la capacidad de arbitraje de la Corona sobre la misma. Como ha señalado Manuel Suárez Cortina, «Cánovas logró un viejo propósito, que la Monarquía fuera real y efectiva, moderadora y directora de la vida política en tanto no hubiera un cuerpo electoral estable y maduro para determinar los cauces por donde debía ir la acción del Gobierno». Ahora bien, advierte Suárez Cortina, el precio fue «el fraude permanente con que se desarrollaron las elecciones en la España de la Restauración… La vida política representaba una ficción, donde los actores verdaderos, los electores, eran sustituidos por la regia voluntad, propiciando un turno político que daba estabilidad al sistema, pero que a su vez se hacía de espaldas a la voluntad nacional. Era el medio de que sirvieron las burguesías conservadoras, tras el marasmo político que había representado el Sexenio democrático».
Carlos Dardé coincide: «Acordar que fuera el rey quien alternativamente repartiera el poder, dejó sin sentido los pronunciamientos como medio de alcanzarlo, pero también desincentivó la lucha electoral… No anuló por completo la competencia entre los partidos ―porque el rey, en el ejercicio de su función, debía tener en cuenta el arraigo social de cada uno― pero tendió a debilitarla, y retrasar la movilización política. Peor todavía, la componente clientelar de los partidos quedó reforzada; es decir, el favor y el amiguismo como criterios básicos en el reparto de los beneficios inherentes al poder, más que principios generales, racionales y universales. Dado, por otra parte, que la justicia también se hallaba mediatizada por el poder político, “la corrupción y el cohecho no t[uvieron] más freno que la moralidad individual”, como ha señalado Joaquín Romero Maura. La falta de legitimidad moral del sistema terminó pasando una costosa factura». El propio rey confesó en privado que había fracasado completamente en su ambición de «moralizar la administración pública española» y que «lo peor era que todo esto se veía con la mayor tranquilidad».
Como ha destacado José María Jover, «todo análisis histórico de la Constitución de 1876 debe partir del hecho de que la dinámica política prevista en su articulado —papel decisivo del cuerpo electoral, de las mayorías parlamentarias que comparten teóricamente con el rey la función de mantener o derribar gobiernos— no sólo no va a desarrollarse en la práctica de acuerdo con tales previsiones formales, sino que sus mismos artífices cuentan de antemano con ese desajuste entre la letra y la realidad de su aplicación». Partiendo de esta dualidad «constitución formal y funcionamiento real de la vida política», «los partidos podían [desde el poder] desenvolver sus proyectos al mismo tiempo que disponer del presupuesto y de empleos en la administración con los que satisfacer a sus clientelas; es decir, otorgar favores a sus seguidores, que podían compartir ideas comunes, pero también buscaban beneficios materiales», ha afirmado Carlos Dardé.

### El fin de la guerra carlista: el «rey soldado»

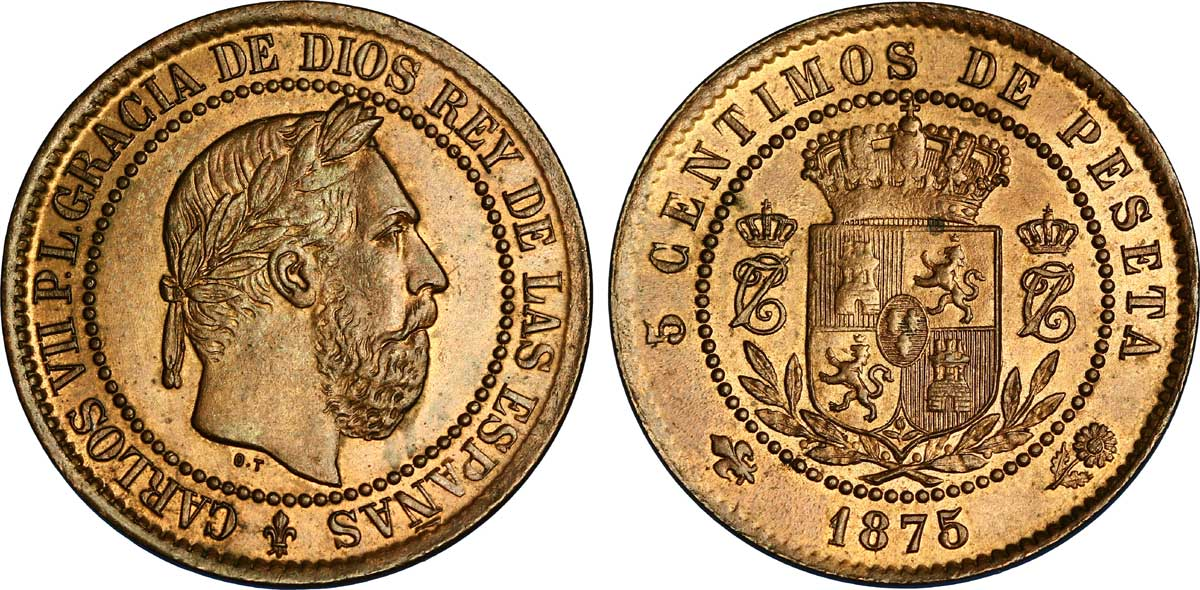
Moneda carlista de cinco céntimos de peseta con la efigie del pretendiente Carlos VII. Los carlistas habían constituido en el País Vasco y Navarra un embrión de Estado con capital en Estella.

Una de las prioridades del gobierno conservador de Cánovas fue acabar con las dos guerras que todavía continuaban cuando se produjo la restauración de la monarquía: la guerra de Cuba y la tercera guerra carlista. En cuanto a esta última, el objetivo del gobierno en el plano político fue intentar eliminar el apoyo que recibían los carlistas de los sectores católicos y de la jerarquía eclesiástica. La revisión de las medidas «antirreligiosas» adoptadas durante el Sexenio iban en esa dirección ―«el carlismo más que con las armas, se vencerá quitándole la bandera», le había dicho Manuel Duran y Bas a Cánovas en febrero de 1875―, así como la presentación en mayo de 1875 de una queja ante el Vaticano por su falta de cooperación para «la terminación de la guerra civil» y por su apoyo a un clero que «conspira y está en armas contra el Rey». Un logro político del gobierno fue conseguir que el viejo general carlista Ramón Cabrera, entonces residente en Londres, reconociera como rey a Alfonso XII y que además declarara estériles los combates entre católicos. La reacción del pretendiente carlista Carlos VII fue despojar a Cabrera de todos los honores y empleos que le había concedido. Según Carlos Seco Serrano, la «conversión» del viejo «caudillo» carlista se debió especialmente a la grata impresión que le causó el príncipe Alfonso cuando lo visitó en la Academia de Sandhurst. A cambio obtendría el reconocimiento como capitán general y de los títulos que usaba.

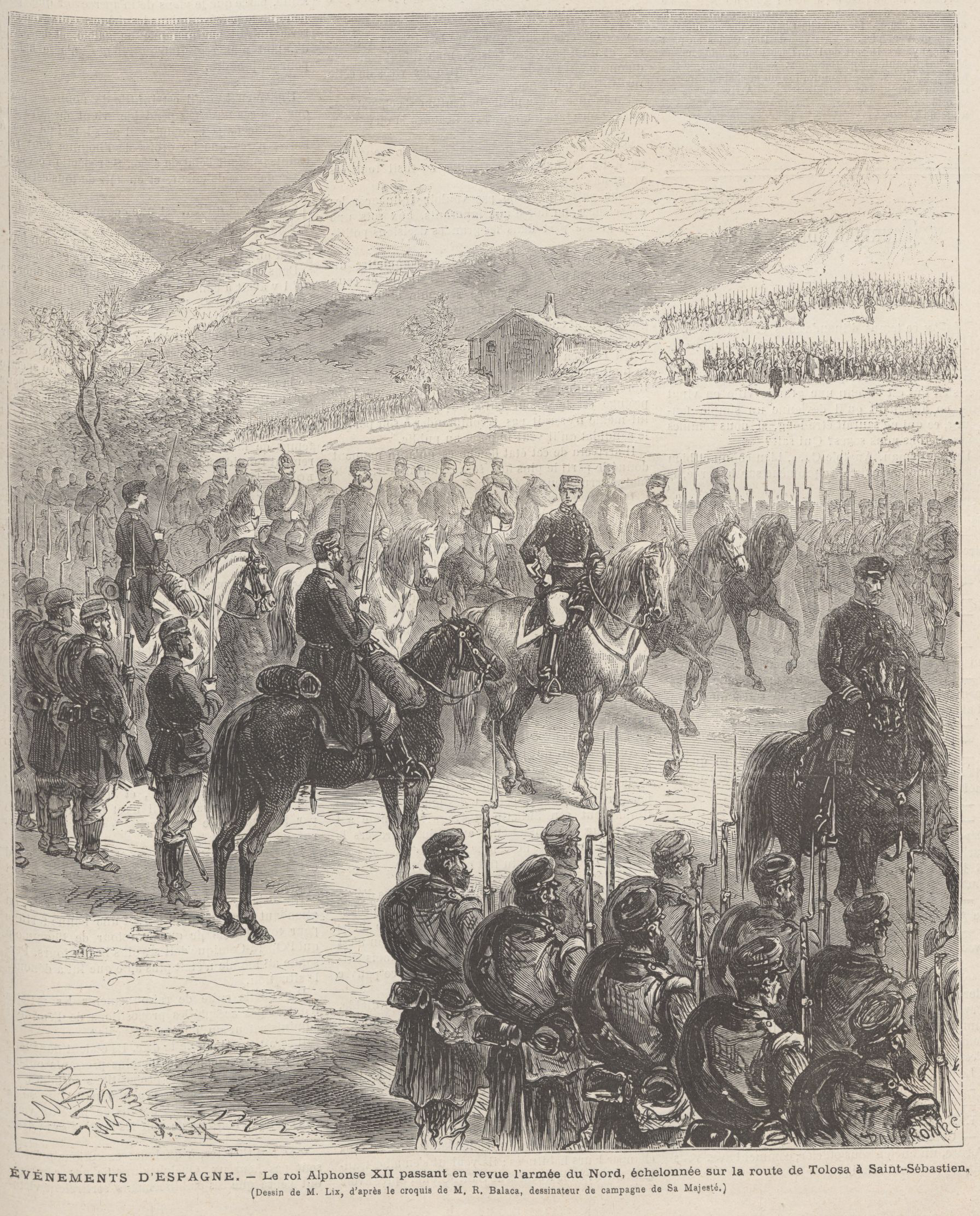
Grabado publicado el 11 de marzo de 1876 que muestra al rey Alfonso XII pasando revista al Ejército del Norte desplegado en el País Vasco y Navarra para combatir a los carlistas.

En el plano militar, la primera operación, comandada personalmente por el ministro de la Guerra el general Jovellar, se dirigió contra la denominada zona «centro» carlista, que incluía territorios de Aragón, del extremo sur de Cataluña, del norte de Valencia y de Castilla, donde actuaban partidas de guerrilleros. El éxito fue completo, pues tras la toma de diversas plazas fuertes, como Miravet y Cantavieja en junio, se consiguió que el ejército al mando del general Antonio Dorregaray se replegara hacia las provincias vascas ―decisión que algunos carlistas consideraron una «traición»―. La desaparición de la zona «centro» facilitó las operaciones en Cataluña, el segundo feudo carlista, cuyas fuerzas ocupaban dos terceras partes del territorio. Allí el ejército, comandado por el general Martínez Campos, logró en agosto de 1875 la rendición de Seo de Urgel, después de treinta y siete días de asedio, lo que abrió la puerta para el control de todo el territorio ―el 19 de mayo había caído Olot―. La tercera y última operación militar se dirigió contra el gran bastión carlista, las Provincias Vascas y Navarra, donde habían constituido un embrión de Estado que contaba con un ejército regular numeroso. Fue una acción en tenaza del Ejército del Norte ―al que se habían sumado efectivos militares procedentes del «centro» y de Cataluña― desde Navarra (por la derecha) y desde Vizcaya (por la izquierda), que culminó el 19 de febrero de 1876 con la toma de Estella, sede de la corte del pretendiente Carlos VII, tras ganar las tropas gubernamentales al mando del general Fernando Primo de Rivera la batalla de Montejurra. Al final de febrero Carlos VII cruzaba derrotado la frontera francesa.

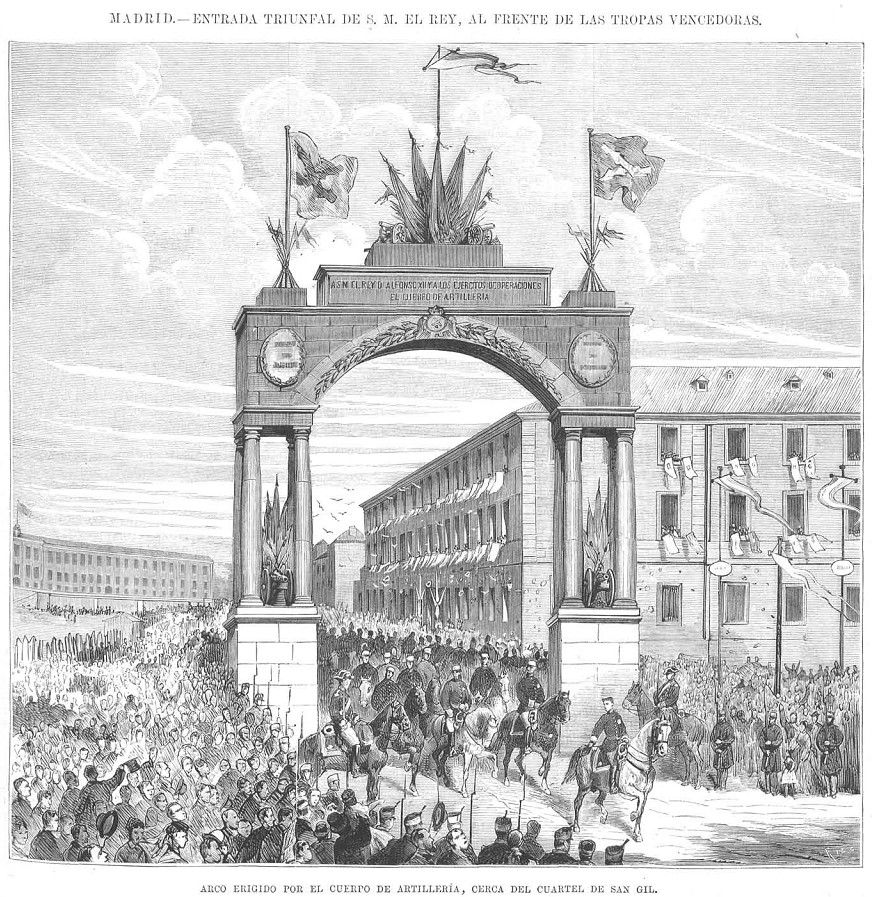
Entrada en Madrid del rey Alfonso XII tras la victoria sobre los carlistas (el arco de triunfo fue erigido por el cuerpo de artillería en honor del rey y del ejército de operaciones). Grabado de La Ilustración Española y Americana, 30 de marzo de 1876.

Cánovas se ocupó de que el mando supremo de los ejércitos que combatieron en el «Norte» lo ostentara personalmente el rey, que estuvo presente en el teatro de operaciones vasco-navarro. De hecho entró al frente de las tropas primero en San Sebastián y luego en Pamplona (en esta última ciudad el mismo día 28 de febrero en que Carlos VII abandonaba España). En la proclama al Ejército con motivo del fin de la guerra Alfonso XII se presentó como la encarnación del «rey-soldado» (el papel que le había asignado Cánovas):

Soldados: con pena me separo de vosotros. Jamás olvidaré vuestros hechos; no olvidéis vosotros, en cambio, que siempre me hallaréis dispuesto a dejar el Palacio de mis mayores para ocupar una tienda en vuestros campamentos; a ponerme al frente de vosotros y a que en servicio de la patria corra, si es preciso, mezclada con la vuestra, la sangre de vuestro Rey.

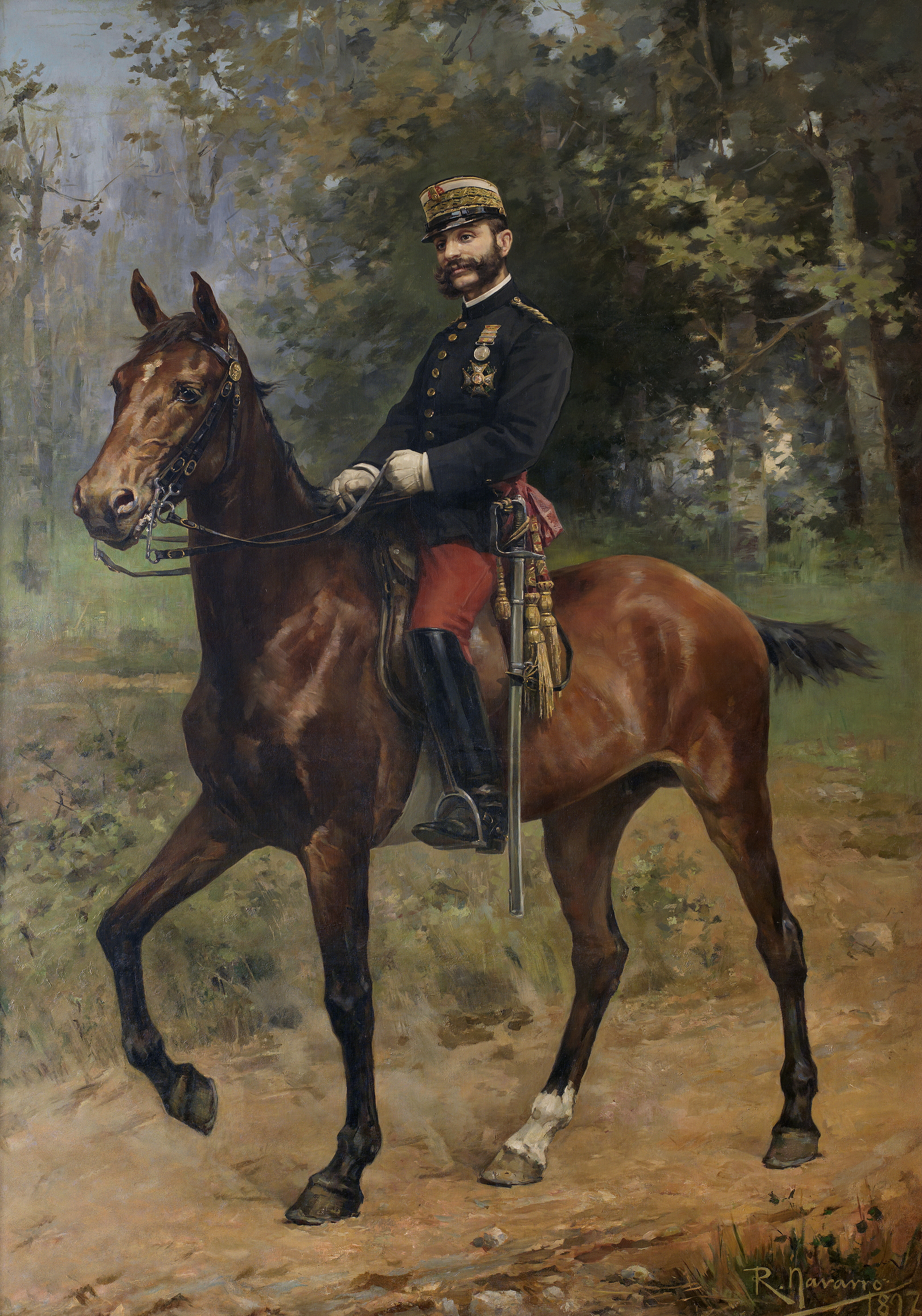
Retrato ecuestre de Alfonso XII realizado por Román Navarro doce años después de su muerte (1897). Muestra al monarca en su papel de «rey-soldado».

En la «proclama de Somorrostro» del 3 de marzo se hizo un llamamiento a la reconciliación: «a ninguno debe humillarle su derrota; que al fin, hermano del vencedor es el vencido». Cuando Alfonso XII volvió a Madrid fue aclamado por la multitud. Hizo su entrada en la capital bajo arcos de triunfo y se le otorgó el sobrenombre de «El Pacificador».
Las atribuciones del «rey soldado» —una imagen «insólita en la España del siglo XIX, fuera del carlismo»— quedaron plasmadas en la Constitución aprobada en junio de 1876 ―el rey «tiene el mando supremo del Ejército y Armada y dispone de las fuerzas de mar y tierra» (art. 52) y «concede los grados, ascensos y recompensas militares con arreglo a las leyes» (art. 53)― y fueron confirmadas por la Ley Constitutiva del Ejército de 1878 que otorgaba «exclusivamente» al Rey el mando supremo del Ejército, eximiéndole de la necesidad de que sus órdenes fueran refrendadas por la firma de un ministro responsable cuando tomara «personalmente» el mando. También tenía el monarca un papel destacado en el nombramiento de todos los jefes militares.
Estos poderes militares del «rey-soldado», en la visión de Cánovas, tenían como función «civilizar» la vida política, refrenando la tendencia al intervencionismo de los militares (evitando así el pretorianismo y el «caudillismo» de algunos generales). Y este objetivo de apartar al Ejército de la política sería conseguido plenamente como lo demostraría el hecho de la poca importancia, y el fracaso, de los escasos pronunciamientos republicanos que se produjeron. El mismo rey se atribuyó el éxito de «excluir al ejército de la vida pública».

### La «abolición de los fueros vascos»
Derrotados los carlistas, Cánovas se planteó resolver por fin el problema de la reintegración de las provincias vascas a la «legalidad común» de la monarquía constitucional, que estaba pendiente desde la Ley de Confirmación de Fueros de 1839 aprobada tras el Abrazo de Vergara que puso fin a la primera guerra carlista ―a diferencia de lo que había ocurrido en Navarra donde sí se había alcanzado un acuerdo y se había aprobado la Ley Paccionada de 1841―, aunque un Real Decreto de 1844 ya había introducido algunas modificaciones en el régimen foral de las «Vascongadas» (se estableció la unidad judicial, las aduanas fueron trasladadas a la costa y a la frontera, se suprimió el «pase foral», etc.).
Cánovas convocó en abril de 1876 a los comisionados de Álava, Guipúzcoa y Vizcaya «para oírles sobre el inmediato cumplimiento del artículo 2 de la ley de 25 de octubre [de 1839]», pero no se llegó a ningún acuerdo, por lo que promovió la aprobación por las Cortes de la Ley de 21 de julio de 1876 (Gaceta de Madrid, 25 de julio de 1876) que las autoridades vascas llamaron ley «abolitoria» del régimen foral y que se resistieron a aplicar. La ley no suprimía el régimen foral —las Juntas y las Diputaciones se mantenían—, sino que «se limitaba a suprimir las dos exenciones de que habían gozado hasta entonces Álava, Guipúzcoa y Vizcaya por ser incompatibles con dicho principio [de unidad constitucional]», aunque «las Cortes concedían plenos poderes al Gobierno de Cánovas para la ejecución de dicha ley». El artículo 1.º de la Ley se refería precisamente al régimen fiscal y al sistema de quintas:

Los deberes que la Constitución política ha impuesto siempre a todos los españoles de acudir al servicio de las armas cuando la ley los llama, y de contribuir, en proporción a sus haberes, a los gastos del Estado, se extenderá, como los derechos constitucionales se extienden, a los habitantes de las provincias de Vizcaya, Guipúzcoa y Álava, del mismo modo que a todos los demás de la nación.

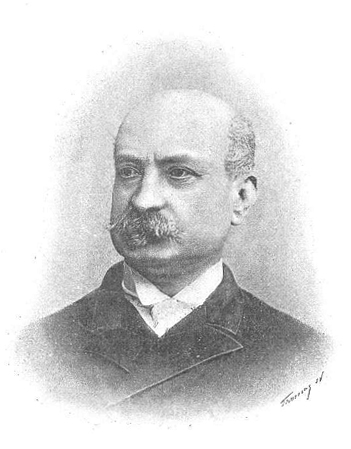
Fidel Sagarmínaga, Diputado General de Vizcaya, fue uno de los máximos representantes de la posición intransigente. Rechazó la ley de julio de 1876 y se negó a negociar con el gobierno, como ya habían empezado a hacer las diputaciones forales de Álava y de Guipúzcoa. Por esta razón la Diputación foral de Vizcaya fue suprimida en mayo de 1877, siendo sustituida por una Diputación Provincial ordinaria. Lo mismo les acabará ocurriendo seis meses después a las de Álava y de Guipúzcoa porque siguieron sin reconocer la ley abolitoria de julio de 1876.

Como ha señalado Luis Castells, «la conmoción fue terrible en el País Vasco, donde se extendió la opinión de que con esa ley quedaba suprimido el régimen foral», aunque en la misma no se eliminaban ni las Juntas Generales ni las Diputaciones forales. De hecho fueron estas instituciones las que encabezaron el movimiento de resistencia a la aplicación de la ley «supresora de los fueros, buenos usos y costumbres del País Vascongado», como declararon conjuntamente las tres diputaciones. Por su parte las Juntas Generales respectivas también consideraron que la ley era «derogatoria de sus Fueros, instituciones y libertades». En realidad, según Castells, «la voluntad de Cánovas no era suprimir el régimen foral en su totalidad; quería, sí, aplicar la unidad constitucional en el sentido ya comentado (fiscalidad, servicio de armas), reforzar la unidad política, pero dejando subsistente el régimen administrativo. Como manifestó en diversas ocasiones, su idea era implantar en las provincias vascas el modelo navarro que surgió en 1841, suprimiendo lo que entendía que eran privilegios desfasados...». De hecho Cánovas había elogiado los fueros vascos años antes en el prólogo que escribió para el libro Los vascongados de Miguel Rodríguez Ferrer.
El gobierno exigió el cumplimiento de la ley, es decir, que se empezara a contribuir con dinero y con hombres, pero las instituciones forales manifestaron públicamente que no iban a «cooperar directa ni indirectamente a la ejecución de dicha ley» porque suponía «la pérdida de nuestras libertades sin las que no es posible concebir la existencia del País». Se inició entonces un constante forcejeo entre el gobierno y las autoridades forales que duraría dos años (por ejemplo, a principios de 1877 las diputaciones forales y los ayuntamientos vascos pusieron todas las trabas posibles para impedir el alistamiento de jóvenes para el servicio militar y por esas mismas fechas el gobierno llegó a prohibir la publicación de artículos en la prensa vasca contrarios a la ley).
Durante ese tiempo las posturas transigentes de los vascos dispuestos a negociar con el gobierno, para encontrar el «el modo de conciliar los derechos de la provincia con los intereses generales de la nación», fueron ganando peso en Guipúzcoa y en Álava, mientras que en Vizcaya, con su Diputado General Fidel Sagarmínaga al frente, continuaban predominando los intransigentes opuestos a cualquier «arreglo foral». La respuesta del gobierno fue sustituir en mayo de 1877 la Diputación foral de Vizcaya por una Diputación provincial como las existentes en el resto de España. Por su parte las Diputaciones de Guipúzcoa y Álava se mostraron dispuestas a negociar, pero como continuaron insistiendo en no reconocer la ley de 1876 el gobierno también las disolvió seis meses después, sustituyéndolas asimismo por diputaciones provinciales ordinarias. «Ahora sí que podía hablarse de la abolición foral, aunque su legado continuará presente en el País Vasco», ha comentado Luis Castells.
Cánovas negoció entonces con los representantes de las tres diputaciones provinciales, dominadas ahora por los transigentes, llegando a un acuerdo que quedó plasmado en el real decreto de 28 de febrero de 1878 que estableció la entrada de las tres provincias vascongadas en el «concierto económico de la nación». Según el decreto las diputaciones recaudarían los impuestos y entregarían una parte de ellos ―el «cupo»― al Estado ―esta misma solución se había aplicado en Navarra un año antes, mediante un procedimiento diferente―. «La fórmula del concierto económico era, por tanto, una solución transaccional acorde con el conjunto de la operación política canovista. De hecho, los citados conciertos parece que no fueron excesivamente contestados de momento por la población y las autoridades provinciales, aunque el agravio al sentimiento foralista permanecería potencialmente como fuente del futuro movimiento nacionalista», ha señalado Feliciano Montero. Según José Luis de la Granja, «el Concierto, semejante al Convenio navarro, fue bien acogido por la burguesía vasca, en especial por la vizcaína que empezaba entonces el proceso de revolución industrial, pues era muy ventajoso para sus negocios al sustentarse en la tributación indirecta y apenas gravarle con impuestos directos». Según Luis Castells, el «concierto económico» implicó «que persistiera la especificidad administrativa de las provincias vascas, si bien asentada sobre otra base». «Fue casi unánime el criterio de los beneficios que generó al País Vasco, empezando porque ya desde este primer momento "están aquellas provincias muchísimo menos recargadas de impuestos que las demás", tal como reconocía el propio Cánovas», añade Castells. De hecho en las elecciones generales de España de 1879 vencieron los transigentes y «desde entonces las provincias vascas se integraron en la Monarquía de la Restauración, ya sin los Fueros pero con los Conciertos, que suponían una importante autonomía económica y administrativa, pero no una autonomía política».

### La política religiosa: la aplicación del artículo 11 de la Constitución
Una vez aprobada la Constitución de 1876, a la que los sectores católicos mostraron su oposición porque no reconocía la unidad católica, el conflicto se trasladó a la aplicación y desarrollo del artículo 11 que concedía cierta tolerancia, reducida al ámbito privado, a las confesiones no católicas («Nadie será molestado en el territorio español por sus opiniones religiosas ni por el ejercicio de su respectivo culto, salvo el respeto debido a la moral cristiana. No se permitirán, sin embargo, otras ceremonias ni manifestaciones públicas que las de la religión del Estado»). Cánovas intentó tranquilizar a la jerarquía católica restringiendo el alcance del artículo 11 mediante una circular que envió el 23 de octubre de 1876 a todos los gobernadores civiles en la que se les daban instrucciones para su aplicación. En las instrucciones, con las que mostraron su desacuerdo los ministros menos conservadores del gobierno como Manuel Alonso Martínez o José Luis Albareda y también los embajadores extranjeros, singularmente el británico, se decía:

Es manifestación pública (y por tanto sujeta constitucionalmente a prohibición) todo acto ejecutado en la calle o en los muros exteriores del templo o cementerio que dé a conocer ceremonias, ritos, usos y costumbres del culto disidente. Hay que comunicar a la autoridad local o al gobernador la apertura de un templo o escuela disidente. Las escuelas deben funcionar con independencia del templo.

En relación con el alcance del artículo 11 se produjo un nuevo conflicto con la jerarquía católica cuando el gobierno presentó en las Cortes en diciembre de 1876 su proyecto de ley de Instrucción Pública. Las presiones de los obispos y de los sectores católicos, apoyados por el Vaticano, consiguieron que el proyecto fuera finalmente retirado, posponiéndose su posible aprobación hasta la siguiente legislatura (en realidad hubo que esperar a 1885). Los obispos se oponían al proyecto porque establecía el principio de obligatoriedad de la enseñanza primaria lo que ellos entendían que consagraba el monopolio del Estado en materia de enseñanza en detrimento de la Iglesia y de las familias. Además no garantizaba el derecho de los obispos a inspeccionar y censurar el contenido de la enseñanza (tal como reconocía el Concordato de 1851 que seguía vigente) porque quedaba subordinado a la alta inspección del Estado. En 1885, durante el segundo gobierno conservador de Cánovas, el ministro de Fomento neocatólico Alejandro Pidal y Mon aprobaría un decreto que favoreció la enseñanza privada religiosa que a partir de entonces cobró un enorme impulso.

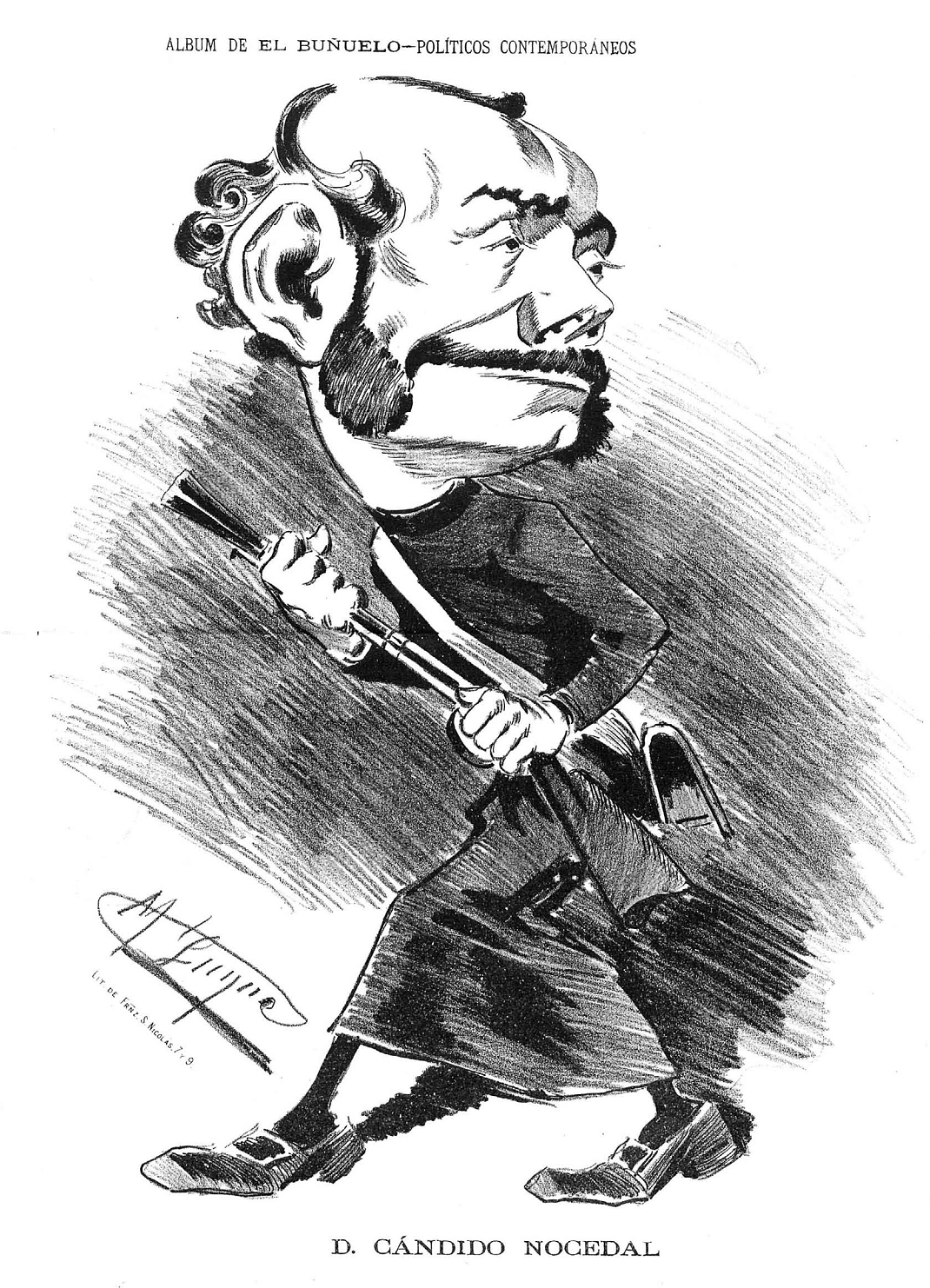
Caricatura de El Buñuelo (13 de marzo de 1881) del líder carlista integrista Cándido Nocedal, director de El Siglo Futuro, representado con sotana y trabuco, como los curas de las partidas carlistas. Se opuso firmemente al posibilismo católico propugnado por el nuevo papa León XIII y representado en España por Alejandro Pidal y Mon, fundador de la Unión Católica.

Otro motivo de conflicto fue la cuestión del matrimonio canónico. Una de las primeras medidas adoptadas por el gobierno de Cánovas había sido restablecer la plena validez civil del matrimonio canónico mediante un Decreto de 9 de febrero de 1875 que modificaba la Ley Provisional de Matrimonio Civil de 1870, aprobada en los inicios del Sexenio Democrático. Los problemas surgieron cuando se presentó en mayo de 1880 un proyecto de ley sobre los efectos civiles del matrimonio que la jerarquía católica rechazó porque negaba al Estado la potestad de regular un sacramento, como era el del matrimonio, y por tanto sujeto únicamente al derecho canónico. Solo después de siete años de negociaciones la Santa Sede reconocería la facultad del Estado para regular los efectos civiles del matrimonio religioso y el acuerdo alcanzado en marzo de 1887 quedó recogido en la base 3.ª del Código Civil de 1889.
Por otro lado el gobierno de Cánovas intentó que la Santa Sede descalificara a los católicos más integristas, que seguían sin aceptar a la nueva monarquía restaurada porque no había reconocido el principio de la unidad católica, rechazando cualquier tipo de colaboración con ella, y entre los que se encontraban buen número de obispos que abrazaban los postulados tradicionalistas-carlistas. La llegada al pontificado de León XIII en febrero de 1878 facilitó el acercamiento debido a que el nuevo papa sostuvo una postura posibilista respecto de los regímenes liberales y no de completo rechazo como su antecesor Pío IX, autor del Syllabus. Fruto de este nuevo posibilismo vaticano fue el nacimiento en 1881 de la Unión Católica encabezada por Alejandro Pidal y Mon, pero impulsada desde la jerarquía, y cuyo nombre respondía al propósito de unir a todos los católicos, tanto carlistas como alfonsinos. Pero la posibilista Unión Católica seguiría siendo minoritaria frente al sector tradicionalista que encabezará Cándido Nocedal, fundador del influyente periódico integrista El Siglo Futuro, como se demostrará con la peregrinación a Roma de 1882 para «desagraviar» al papa anterior Pío IX y que Nocedal intentará aprovechar para descalificar a la Unión Católica y a los defensores del posibilismo, siendo desautorizado finalmente por el Vaticano. El propio papa se vio obligado a intervenir e hizo pública la carta encíclica Cum Multa dirigida exclusivamente a los católicos españoles, pero que no consiguió su propósito de poner fin a la división entre ellos. León XIII indicaba en Cum Multa la necesidad de «huir la equivocada opinión de los que mezclan [e] identifican la religión con algún partido político, hasta el punto de tener poco menos que por separado del catolicismo a los que pertenecen a otro partido. Esto, en verdad, es meter malamente los bandos en el augusto campo de la religión, querer romper la concordia fraterna y abrir la puerta a multitud de inconvenientes».

### La guerra de Cuba: la «paz de Zanjón», el breve gobierno de Martínez Campos (febrero-diciembre de 1879) y la vuelta de Cánovas

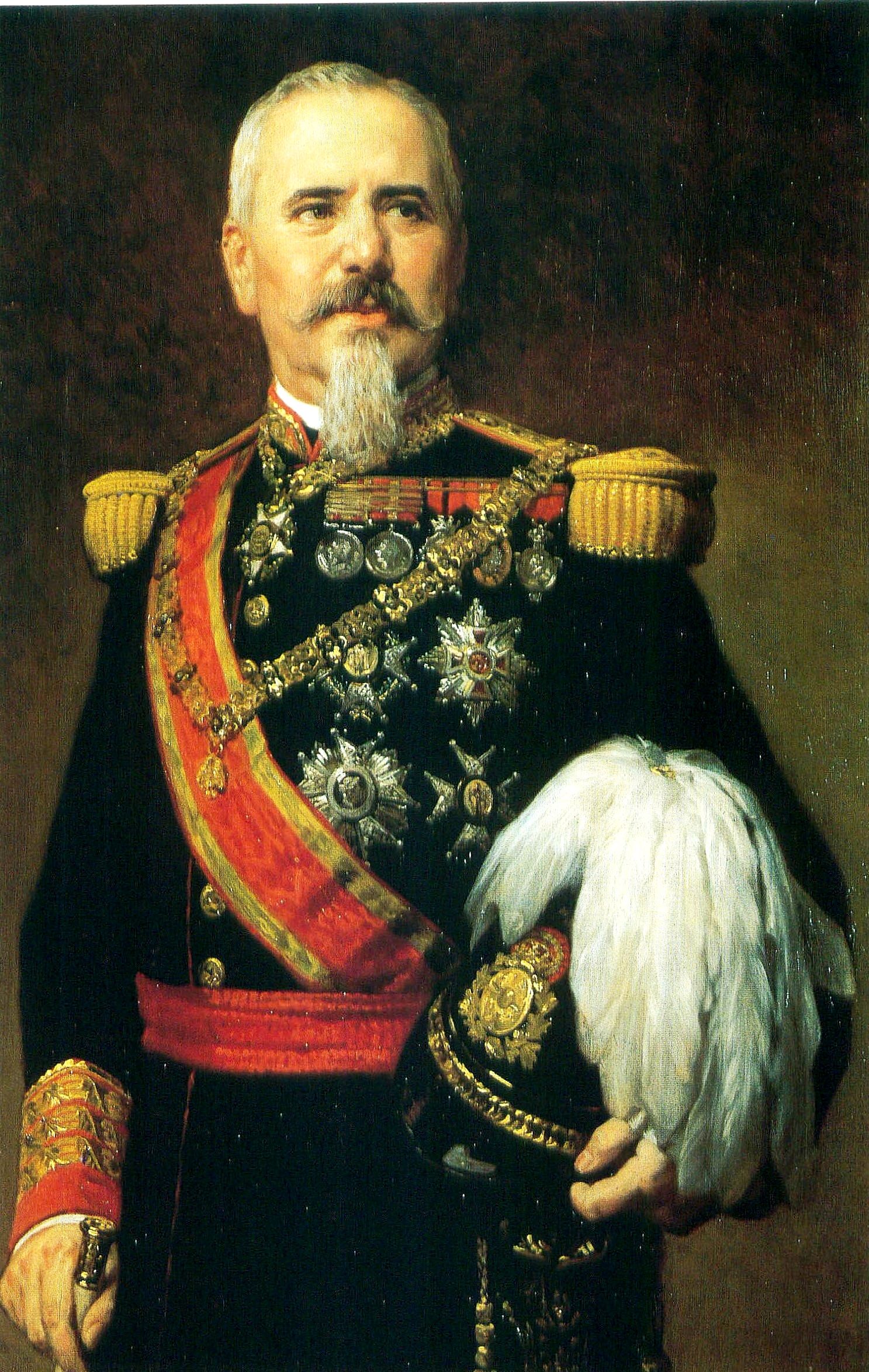
El general Arsenio Martínez Campos.

Tras la victoria en la tercera guerra carlista, el gobierno de Cánovas se propuso poner fin a la otra guerra que quedaba pendiente, la de Cuba. Iniciada en octubre de 1868 ya había causado cerca de cien mil muertos, de los cuales más del 90 % lo habían sido por enfermedades. Entre 42 000 y 70 000 soldados fueron enviados a la isla de refuerzo ―para hacer frente a 7000 insurgentes― y se suscribió un empréstito de 200 millones de pesetas con el recién creado Banco Hispano Colonial para financiar la campaña. Al mando de las operaciones fue enviado a la isla el general Martínez Campos que desembarcó en noviembre de 1876. En un intento de reducir el apoyo de la población a los rebeldes ―especialmente de la rural― introdujo normas de carácter humanitario en la actuación de los soldados españoles que comenzaron a dar resultado aprovechando la creciente división interna de aquellos.

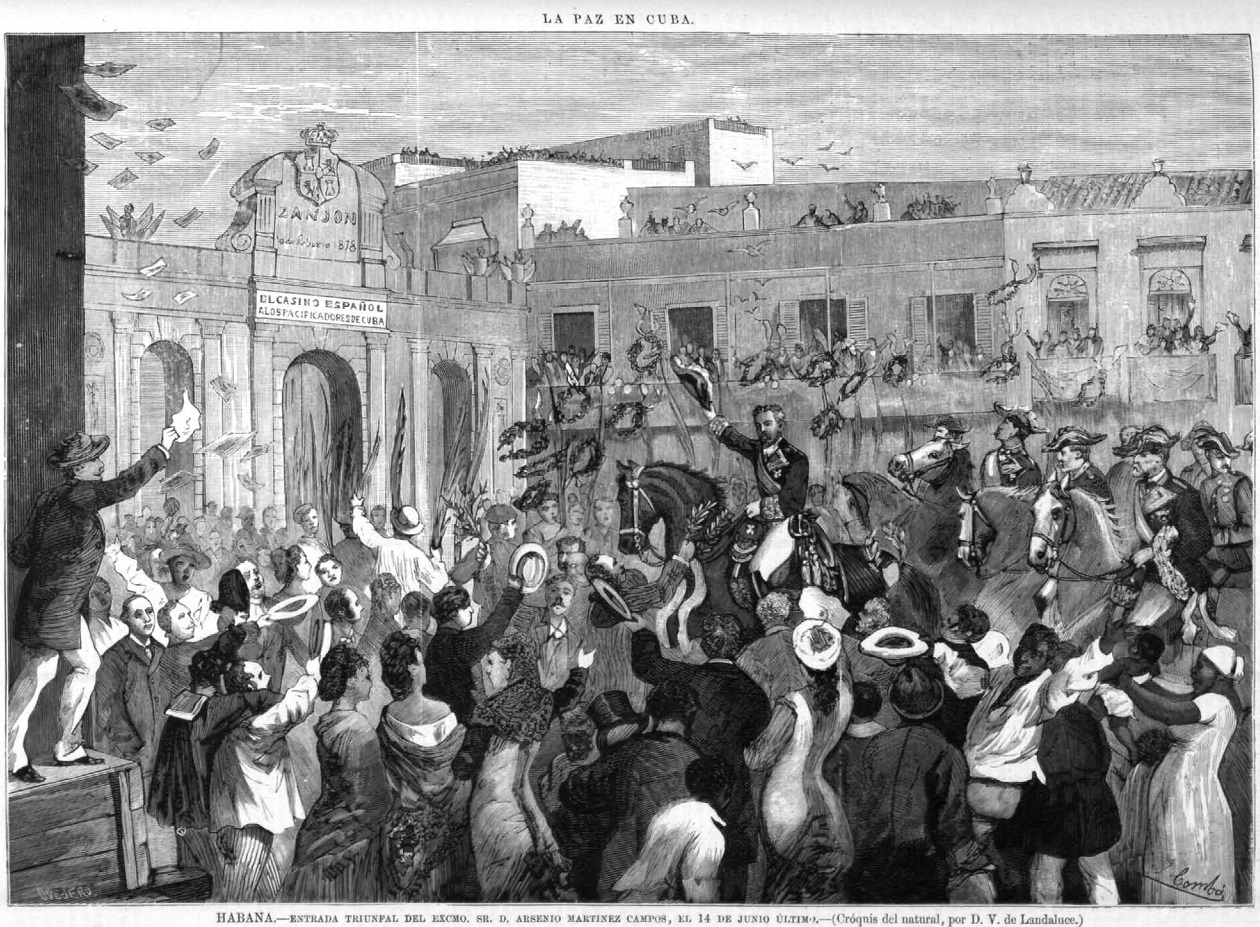
Entrada triunfal del general Martínez Campos en La Habana tras la firma de la paz de Zanjón que ponía fin a la guerra de los Diez Años (La Ilustración Española y Americana, 14 de junio de 1878).

En el otoño de 1877 Martínez Campos inició conversaciones con los sublevados que culminaron con la firma el 10 de febrero de 1878 del convenio o pacto de Zanjón. En el mismo se concedían a Cuba las «mismas condiciones políticas, orgánicas y administrativas de que disfruta la isla de Puerto Rico». La «paz de Zanjón» fue vista como el comienzo de una nueva era para la isla, «en la cual fueron asequibles para los cubanos muchas de las libertades formales propias de un Estado liberal». Sin embargo, muchos plantadores y propietarios de esclavos no lo vieron del mismo modo «por parecerles mucho lo que a los enemigos se concedía» y uno de sus representantes la llegó a calificar como «la mil veces maldita paz del Zanjón».

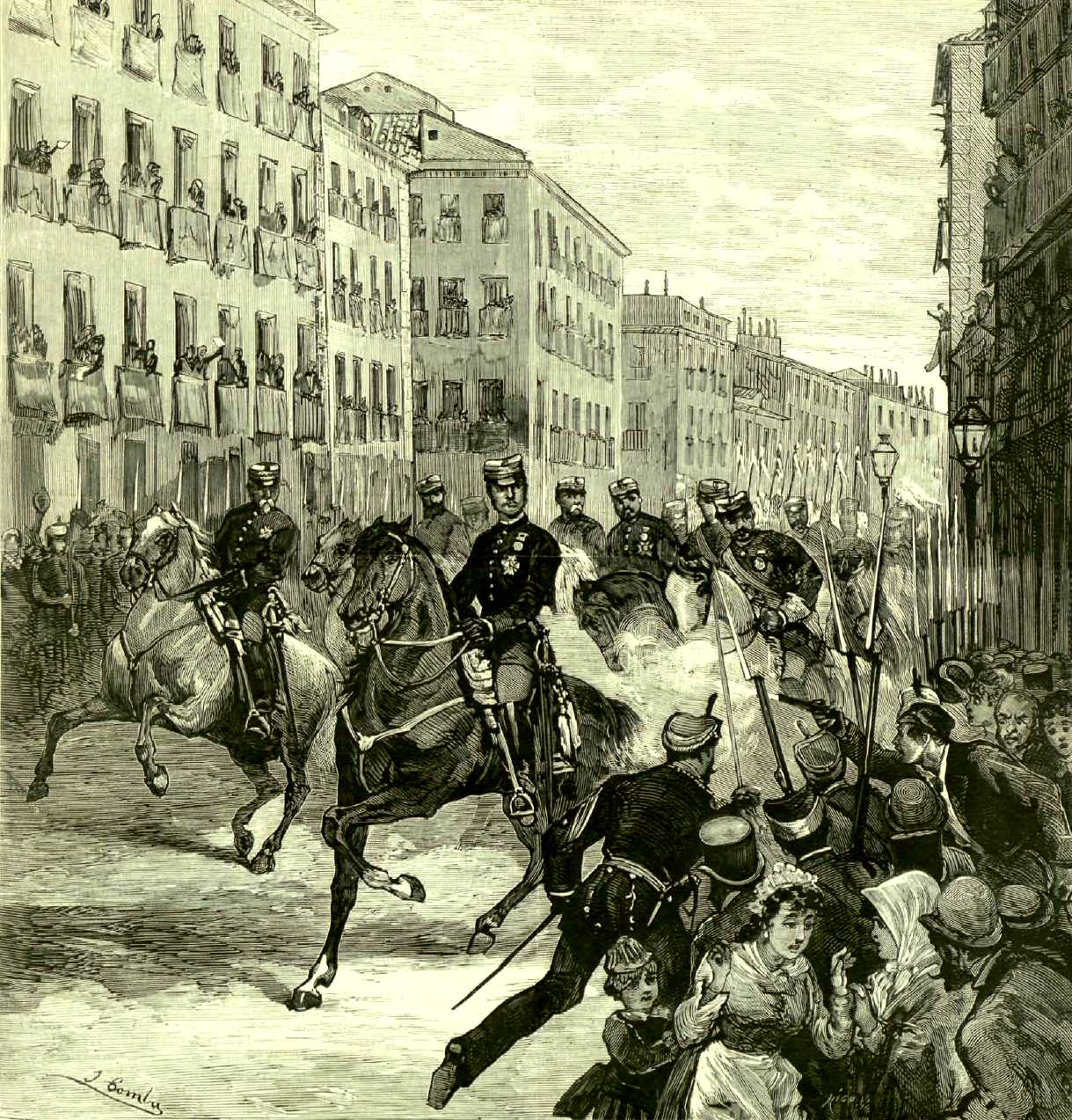
Grabado que reconstruye el atentado contra Alfonso XII a su paso a caballo por la calle Mayor de Madrid, del que resultó ileso (23 de octubre de 1878). El autor del intento de regicidio, Juan Oliva Moncusí, que declararía pertenecer a la AIT, fue detenido allí mismo. Sería ejecutado a garrote vil el 4 de enero de 1879.

La buena noticia del fin de la guerra de Cuba, se vio ensombrecida por la enfermedad y muerte de la reina María de las Mercedes de Orleans. Los médicos le diagnosticaron «fiebre tóxica esencial» para no utilizar la palabra «tifus». Falleció el 26 de junio de 1878, dos días después de haber cumplido los 18 años. Alfonso XII quedó conmocionado por la muerte de su esposa, con la que se había casado por amor hacía solo cinco meses y tres días. Cuatro meses después, el 23 de octubre, el rey sufrió un atentado a su paso a caballo por la calle Mayor. Un individuo oculto entre la gente que se agolpaba en las aceras sacó una pistola y disparó dos veces contra el rey, que resultó ileso. No acertó porque uno de los espectadores le desvió la mano en que llevaba la pistola. El autor del intento de regicidio, Juan Oliva Moncusí, que declararía pertenecer a la AIT, fue detenido allí mismo. Sería ejecutado a garrote vil el 4 de enero de 1879. El atentado activó los planes de Cánovas para que el rey se casara de nuevo y asegurar así la continuidad de la dinastía. «Don Alfonso aceptó resignado su obligación: le dijo a Cánovas que eligiera él». La escogida sería la archiduquesa austríaca María Cristina de Habsburgo-Lorena, de veintiún años de edad, católica y sobrina del emperador Francisco José I de Austria. La boda se celebraría el 29 de noviembre de 1879 en la basílica de Atocha, a la que asistió la exreina Isabel II, desplazada expresamente desde París.

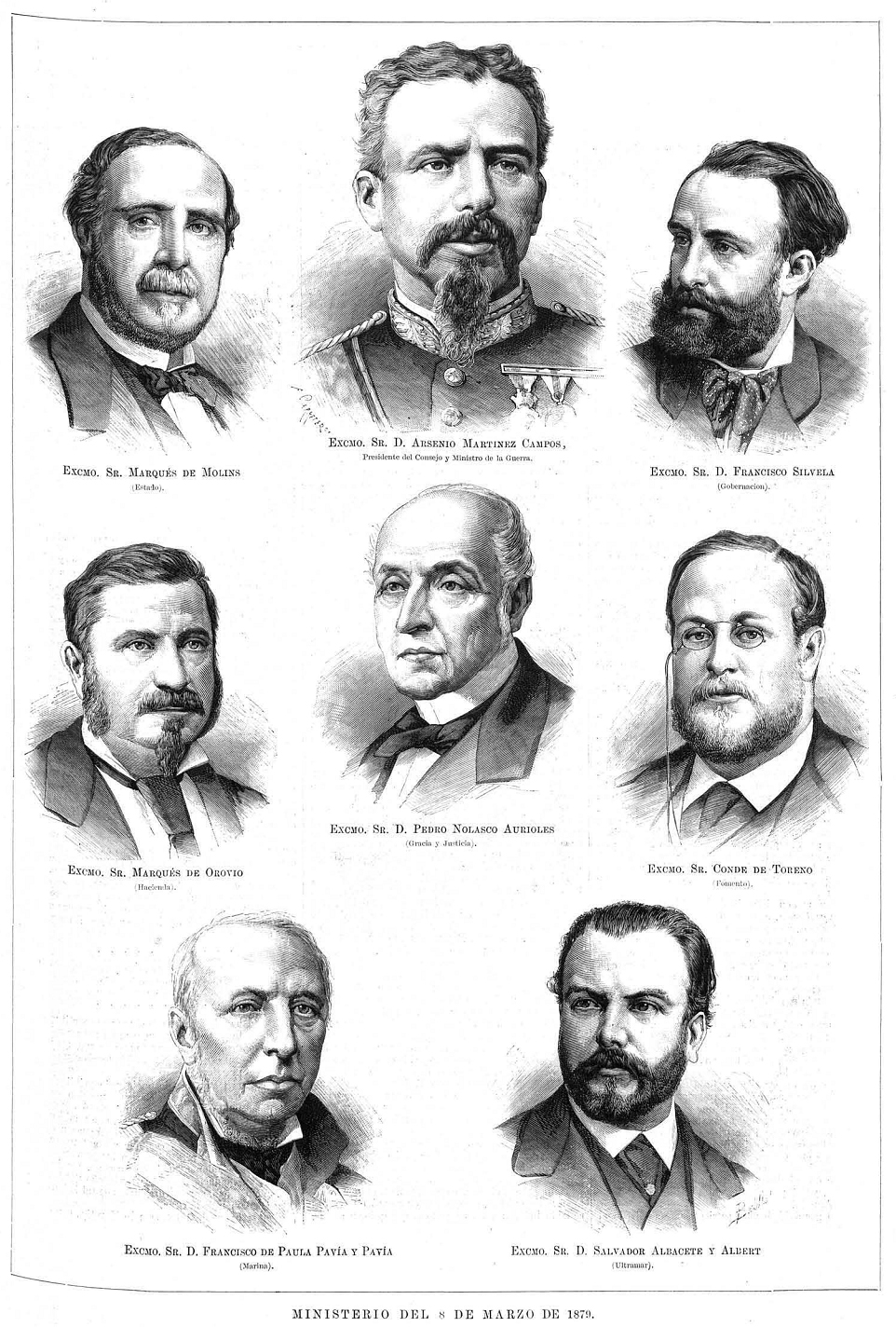
Gobierno presidido por el general Arsenio Martínez Campos (arriba en el centro). Abajo a la derecha Salvador Albacete, ministro de Ultramar.

A principios de 1879 Martínez Campos volvió a España, convencido de que sólo la introducción de reformas políticas y económicas podía evitar una nueva insurrección en Cuba. El 7 de marzo se hizo cargo de la presidencia del Gobierno por el prestigio que se había ganado como pacificador de la Gran Antilla y ante las dificultades que estaba teniendo el gobierno de Cánovas para aplicar lo acordado en la «paz de Zanjón» ―en realidad Cánovas prefería lavarse las manos respecto del tratado cuyas cláusulas no compartía enteramente―. Los constitucionales de Sagasta protestaron porque no se les llamó a gobernar, pero, según Carlos Dardé, «parece claro que este partido era aún demasiado débil y, sobre todo, que algunos importantes elementos militares del mismo, como el general Serrano, duque de la Torre, todavía no habían aceptado plenamente la nueva monarquía y estaban implicados en proyectos republicanos». Según José Varela Ortega, esta fue una de las razones que llevaron a Cánovas a aconsejar al rey el cambio de gobierno: frenar las «amenazas revolucionarias» poniendo al frente del gabinete a un general «victorioso y prestigioso como Martínez Campos». Por otro lado, Cánovas mantuvo los resortes del poder como se demostraría en las elecciones del 20 de abril y el 3 de mayo en las que los canovistas mantuvieron una amplia mayoría.

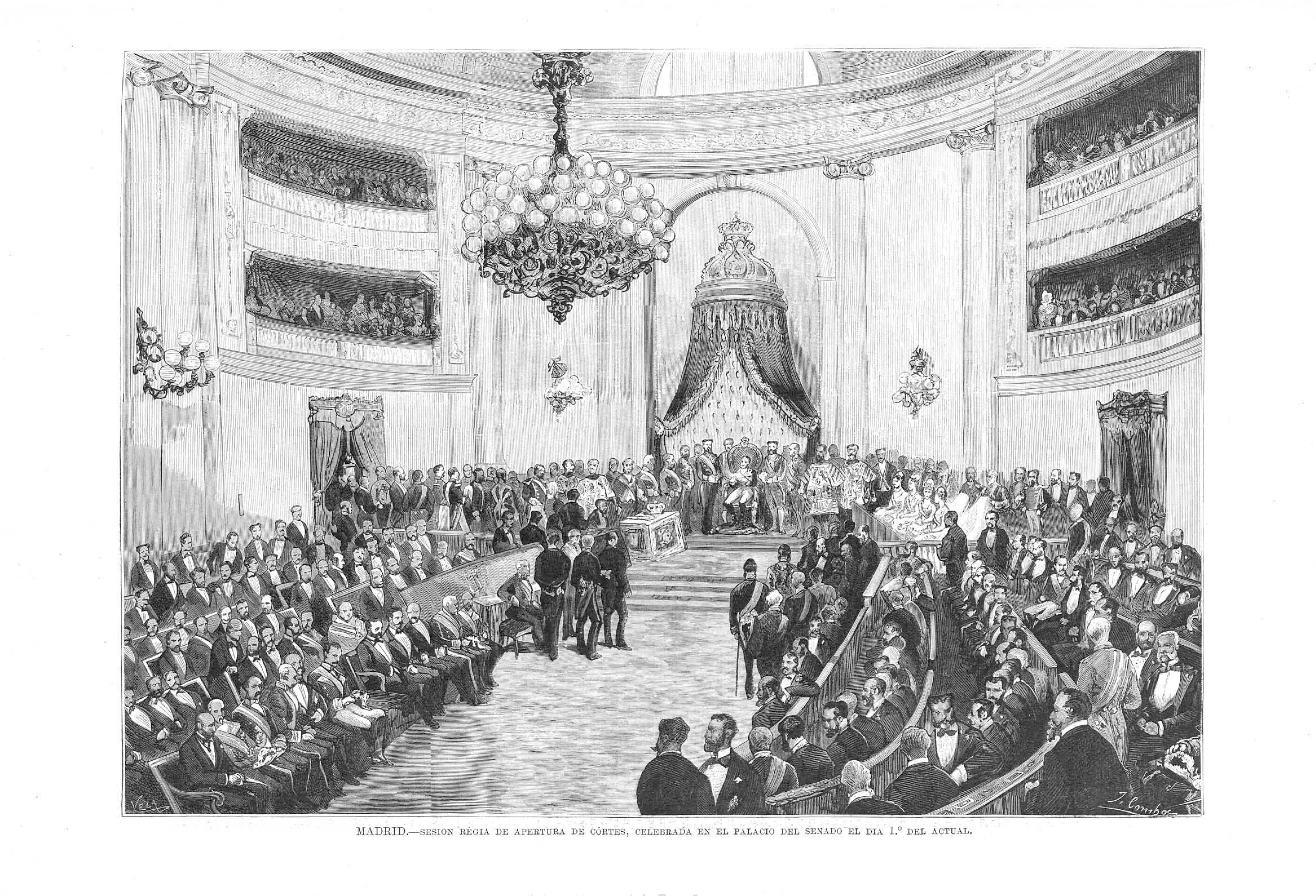
Sesión de apertura de las Cortes celebrada en el Palacio del Senado el 1 de julio de 1878 (La Ilustración Española y Americana, 8 de julio de 1878).

Las elecciones se celebraron por sufragio censitario (solo tenían derecho al voto 847 000 varones), en aplicación de la nueva Ley Electoral de 1878, aprobada en diciembre de ese año bajo el gobierno de Cánovas, que reconocía únicamente el voto a las «capacidades», que no solo incluía a los varones mayores de 25 años que tuvieran una determinada capacidad económica (contribuyentes a la Hacienda pública con una cuota mínima de 25 pesetas anuales por rentas territoriales o de 50 por rentas industriales), sino también a los que tuvieran capacidad intelectual para emitir libremente el voto (los miembros de las reales academias y de los cabildos eclesiásticos; los párrocos y coadjutores; los altos funcionarios —con un sueldo superior anual a las dos mil pesetas—; los oficiales del Ejército y de la Marina exentos de servicios militares o jubilados, etc.). Las «maniobras» electorales dieron como resultado que el Partido Liberal-Conservador, cuyo líder seguía siendo Cánovas, obtuviera como en las de 1876, una abrumadora mayoría: 293 diputados frente a los 56 del Partido Constitucional de Sagasta. Con este resultado Martínez Campos «quedó a merced» de Cánovas, ha advertido José Varela Ortega. Tras la apertura de las nuevas Cortes el presidente del Congreso de los Diputados dio la bienvenida a los representantes de la «Gran Antilla» (Cuba) —«era la primera vez que lo hacían [tomar asiento en las Cortes] desde su expulsión en 1837»— animándoles a intervenir «con sus hermanos de la península en todos los negocios de la monarquía».

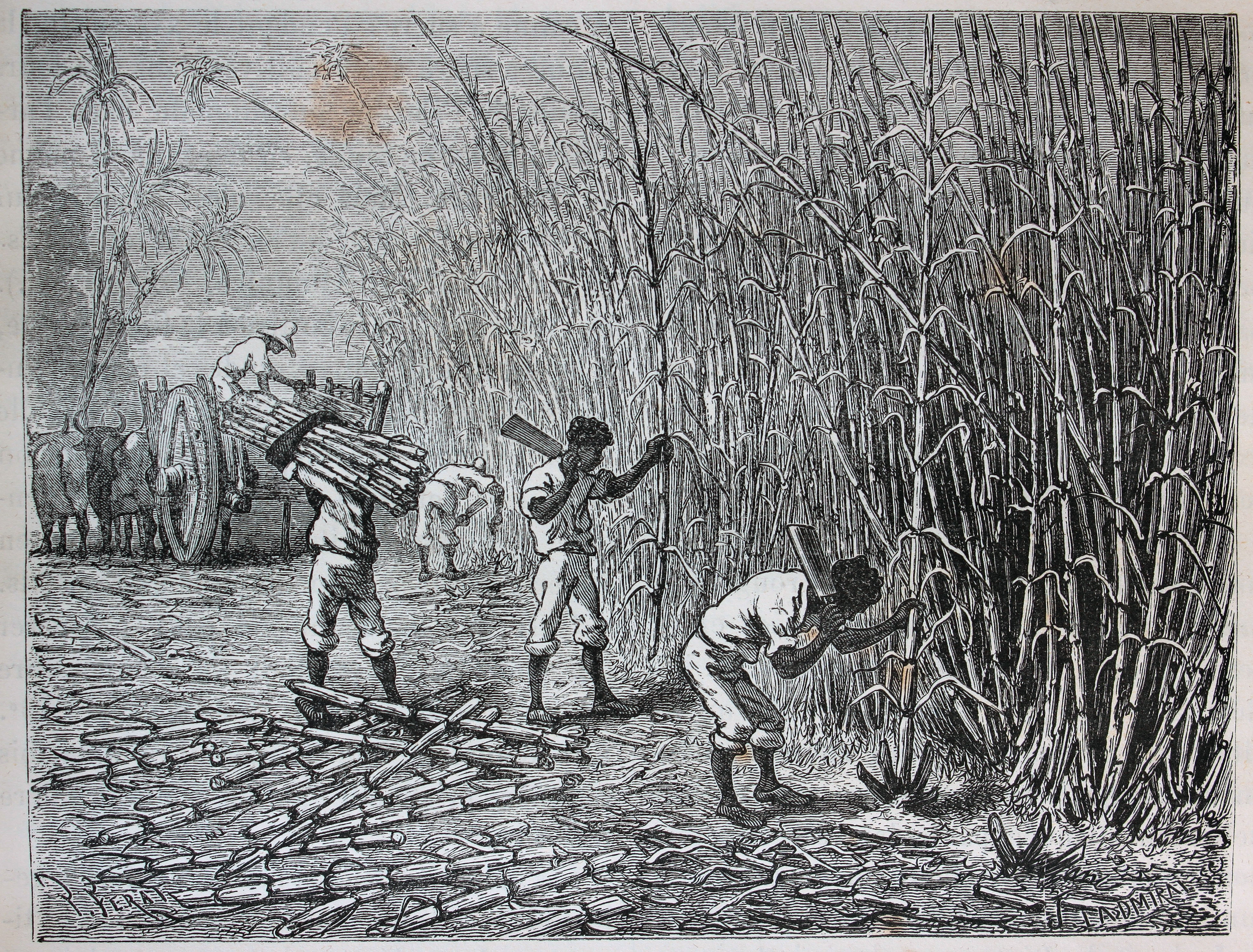
Esclavos trabajando en una plantación de caña de azúcar en Cuba.

El proyecto de ley de abolición de la esclavitud en Cuba —entonces había en la isla unos doscientos mil esclavos— que presentó en las Cortes Martínez Campos preveía la liberación de los esclavos, pero con una fórmula transitoria, ya que a los antiguos dueños se les concedía el «patronato» de sus esclavos durante ocho años, lo que significaba que conservaban el derecho a seguir utilizándolos, aunque obligados a pagarles un salario, vestirlos, alimentarlos, atender sus enfermedades y proporcionar a los niños enseñanza primaria. A pesar de la fórmula propuesta del «patronato», los dueños de las plantaciones y de los ingenios, y sus apoyos políticos en la península, se opusieron al proyecto de ley. El debate parlamentario se aplazó hasta el 5 de diciembre en atención a la preparación de la segunda boda del rey que se iba a celebrar el 29 de noviembre.

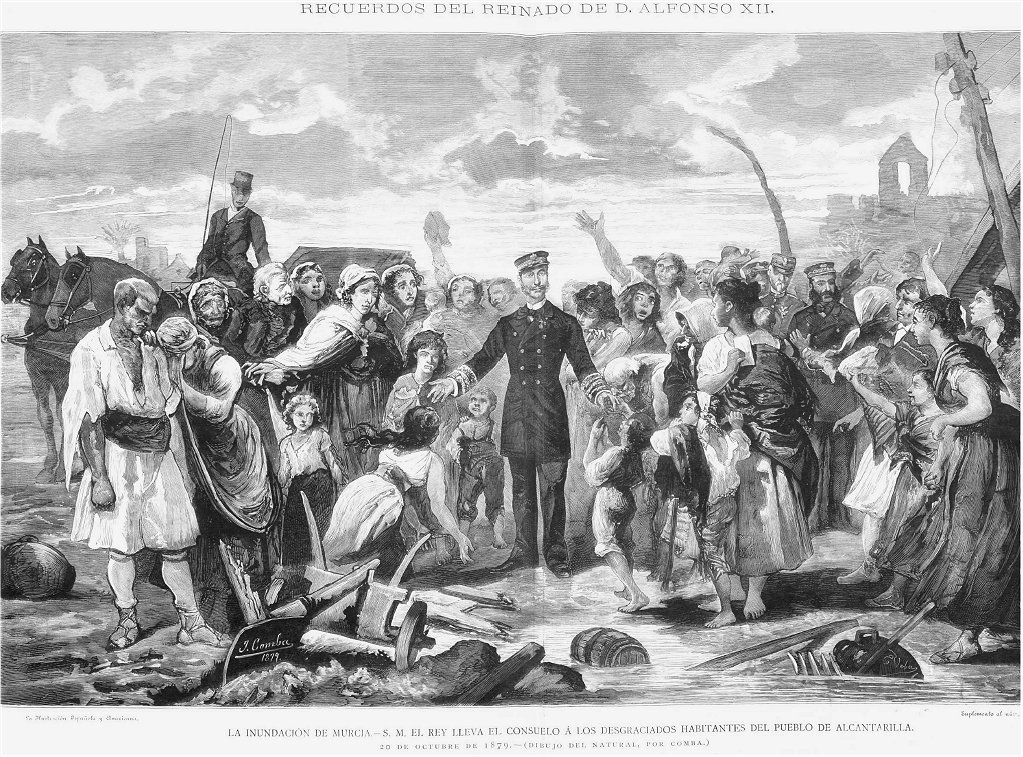
Grabado de Juan Comba sobre la visita de Alfonso XII a la localidad murciana de Alcantarilla con motivo de las terribles inundaciones conocidas como la riada de Santa Teresa.

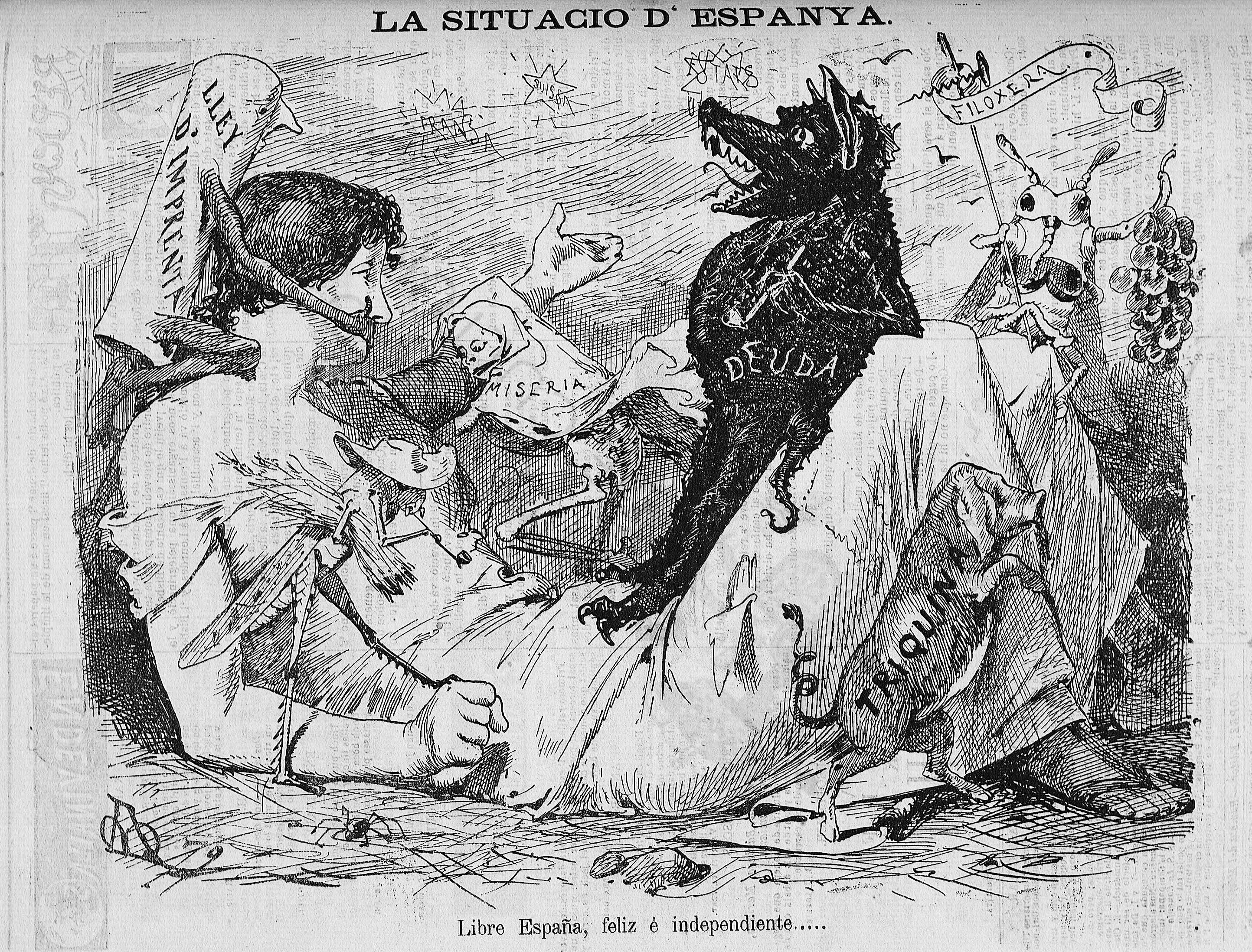
La situació d'Espanya (La Campana de Gracia, 27 de julio de 1879). El pie de imagen dice: «Libre España, feliz e independiente...». España está representada por una mujer amordazada por la Ley de Imprenta y asediada por la miseria, la deuda, la filoxera, la triquina y la plaga de langosta.

La situación se complicó para Martínez Campos cuando en agosto se produjo un rebrote de la guerra en Cuba con el inicio de la que sería conocida como la «Guerra Chiquita» (que terminaría en diciembre del año siguiente). Una nueva preocupación para el gobierno fueron las terribles inundaciones que se produjeron en octubre en las provincias de Almería, de Alicante y, sobre todo, de Murcia, que serían conocidas como la riada de Santa Teresa. El rey Alfonso XII se personó inmediatamente en las zonas afectadas, ganándose el afecto de la población.
Celebrada la boda real, se hicieron patentes las discrepancias en el seno del gobierno sobre el proyecto de reforma tributaria y de rebaja arancelaria propuesto para Cuba por el ministro de Ultramar Salvador Albacete y sobre el proyecto de ley de abolición de la esclavitud que las Cortes iban a comenzar a debatir. Esto obligó a Martínez Campos a presentar su dimisión a Alfonso XII el 9 de diciembre. Después de intentar otras opciones para evitar el «secuestro de la regia prerrogativa» ―que Martínez Campos continuara al frente del gobierno, a lo que este se negó; nombrar presidente del gobierno a José de Posada Herrera, que se encontró con la firme oposición de los conservadores de Cánovas y también de los constitucionales de Sagasta, que reclamaban el poder para ellos; o nombrar al presidente del Congreso de los Diputados, Adelardo López de Ayala, pero este se encontraba muy enfermo: fallecería el 30 de ese mismo mes de diciembre― el rey no tuvo más remedio que llamar de nuevo a Cánovas para que formara gobierno.

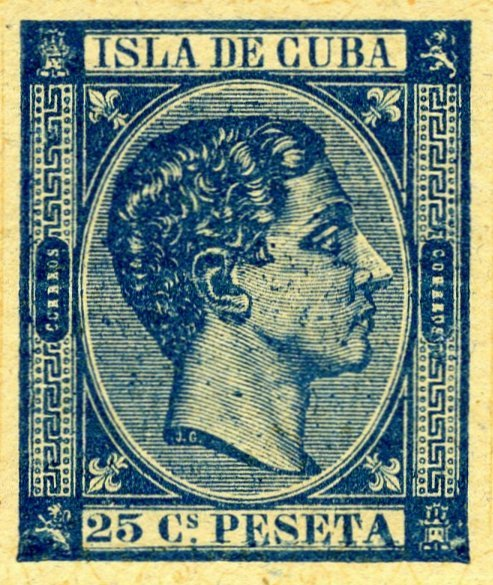
Sello postal de la isla de Cuba con la efigie del rey Alfonso XII (1878).

Cánovas se esforzó en restablecer la unidad del partido conservador y finalmente, consciente de que ya no era posible retirarlo, hizo suyo el proyecto de abolición de la esclavitud de Martínez Campos, en lo que al parecer contó con el apoyo del rey —el capitán general de Cuba le había escrito pidiendo que la abolición fuera lo «más amplia y liberal posible en favor del esclavo»—, y a pesar de la oposición que encontró por parte de los esclavistas cubanos de la Unión Constitucional. Tras introducir varias modificaciones en el proyecto de Martínez Campos favorables a los propietarios de esclavos (como el mantenimiento de los castigos corporales, a lo que se opusieron los constitucionales de Sagasta), logró que fuera aprobado en febrero del año siguiente. Los esclavistas consiguieron que el reglamento de aplicación de la ley introdujera todavía mayores restricciones como la aplicación del castigo de «cepo y grillete» a los «patrocinados» que se negaran a trabajar, que abandonaran la plantación sin autorización, promovieran huelgas o desobedecieran las órdenes de los capataces. Con todos estos cambios la Unión Constitucional declaró en agosto de 1880 que aceptaba el sistema del «patronato».

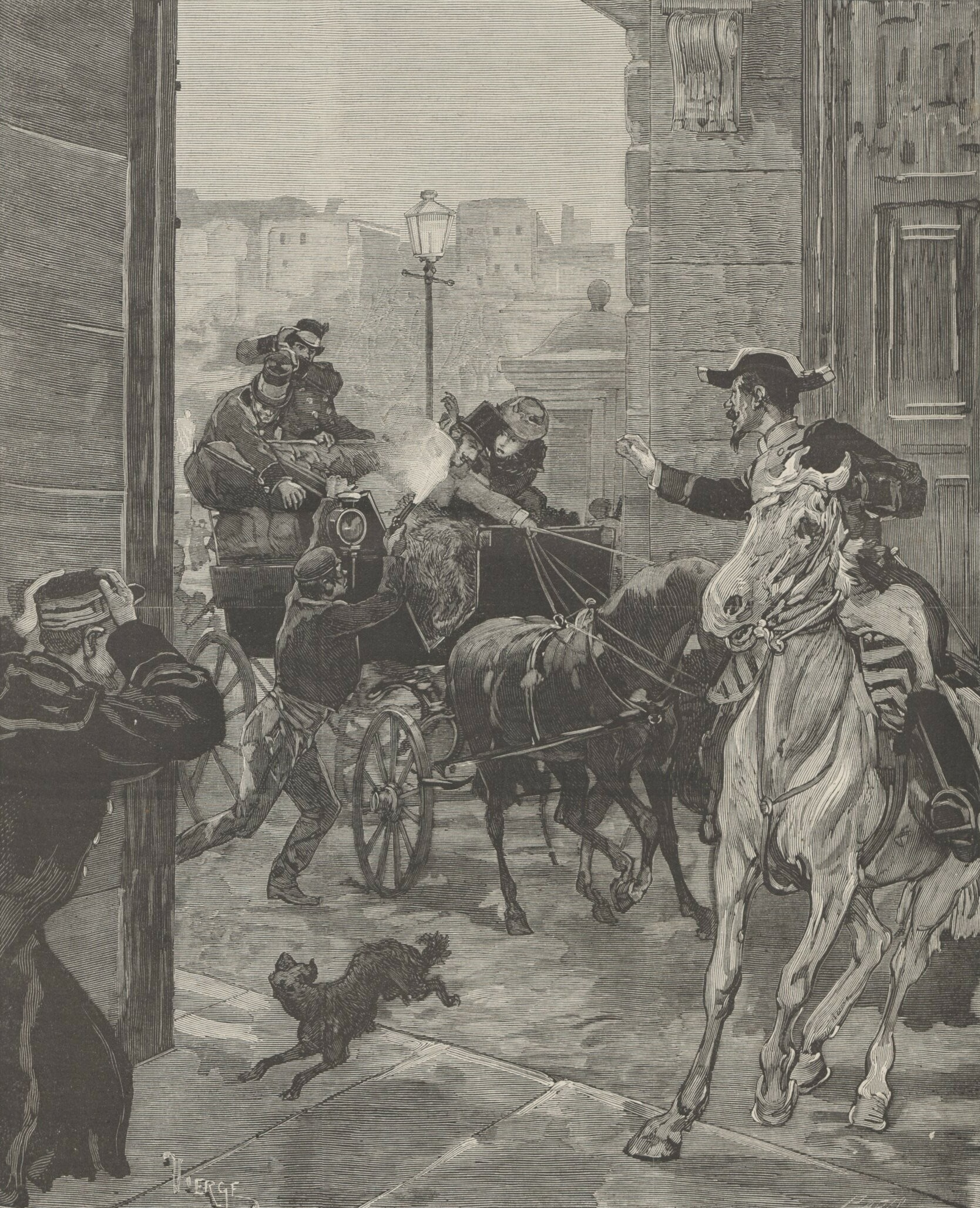
Grabado de Le Monde Illustré que reconstruye el atentado fallido contra Alfonso XII y su esposa la reina María Cristina perpetrado en Madrid el 30 de diciembre de 1879.

La sustitución de Martínez Campos por Cánovas al frente del Gobierno provocó el enfrentamiento entre los dos personajes ―como ha señalado Feliciano Montero en realidad «el breve gabinete presidido por el general Martínez Campos (marzo a diciembre de 1879) [era] un Gobierno cautivo de las directrices y del personal político y administrativo canovista»― y finalmente la salida del Partido Conservador del grupo que apoyaba al general, muchos ellos militares amigos suyos, y su acercamiento a los constitucionales de Sagasta, lo que constituirá un paso decisivo para el nacimiento del Partido Liberal-Fusionista, el otro gran partido del régimen político de la Restauración. Seis meses después de la salida del gobierno, el 11 de junio de 1880, Martínez Campos y Cánovas mantuvieron un agrio debate en el Senado, durante el cual el primero destacó el papel del pronunciamiento de Sagunto en el advenimiento de la monarquía y el segundo lo desdeñó. «¿Es serio, cuando se trata de un hecho tan grande como la restauración de una monarquía, pretender que todo se ha hecho al levantar dos batallones sin disparar un solo tiro y negar la cooperación de grandes elementos, de inmensas fuerzas, cuando estaba casi todo hecho…?», dijo Cánovas.
El 30 de diciembre el rey, esta vez acompañado de la reina, sufrió un segundo atentado. Se produjo cuando estaban a punto de entrar en Palacio tras dar un paseo en un faetón conducido por el propio monarca. El autor, Francisco Otero González, un pastelero de profesión, disparó dos tiros, pero falló y los reyes resultaron ilesos. Poco después se hizo público que la reina estaba embarazada. Era una niña, que nacería el 11 de septiembre de 1880.

## El primer gobierno liberal de Sagasta (1881-1883)

### La llegada de los liberales al poder

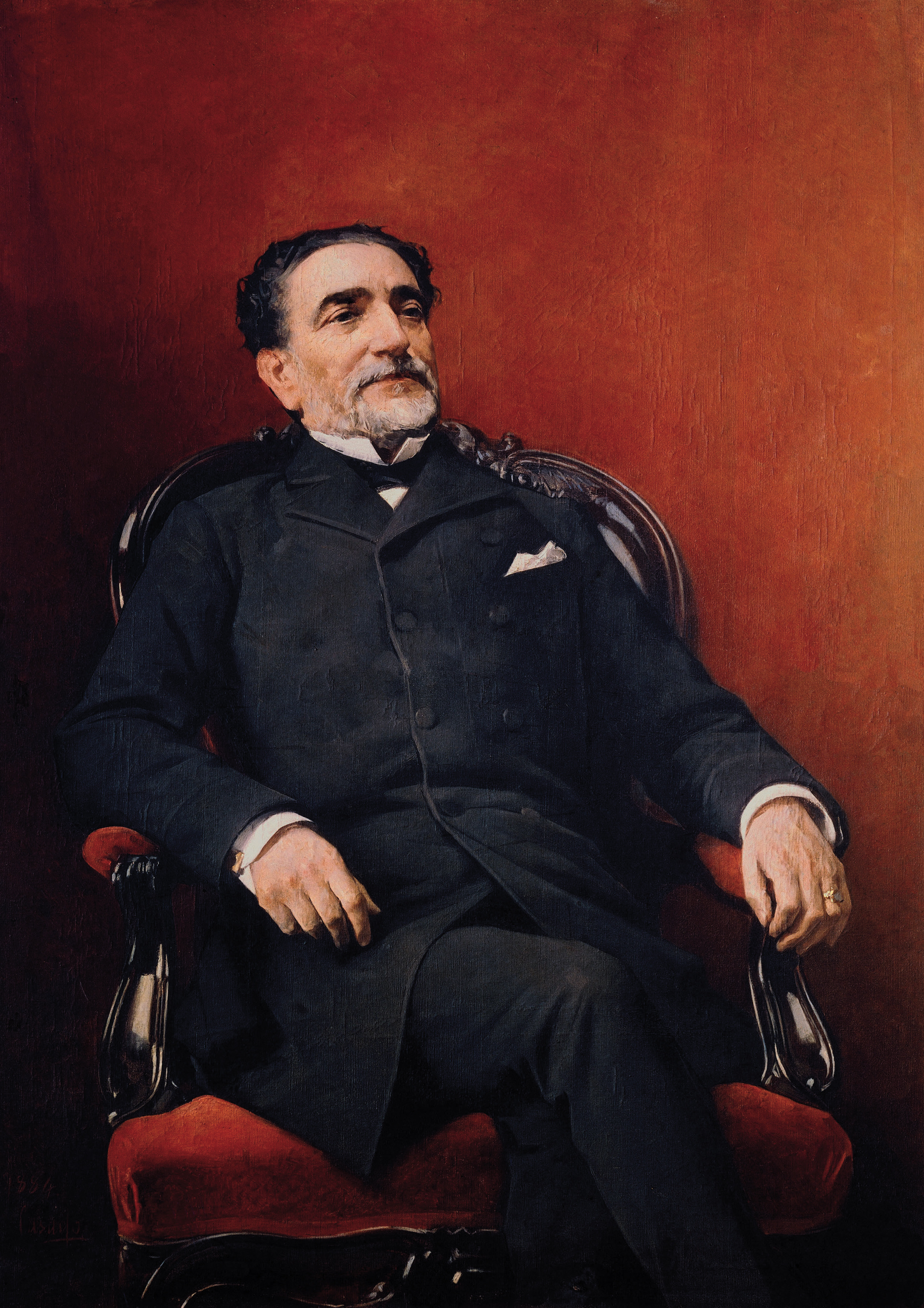
Retrato del líder liberal Práxedes Mateo Sagasta por José Casado del Alisal (1884).

A diferencia del Partido Conservador que en 1876 ya estaba casi completamente configurado bajo el liderazgo de Cánovas, aunque el proceso había sido «arduo y traumático», el Liberal, no se constituyó definitivamente hasta la primavera de 1880. Fue entonces cuando la mayoría de los miembros del Partido Constitucional del Sexenio, siguiendo la línea trazada por los «centralistas» de Manuel Alonso Martínez ―que se habían desgajado del partido en mayo de 1875 para «entrar» en el sistema, y que en diciembre de 1878 habían retornado al partido―, dejaron de reivindicar definitivamente la vigencia de la Constitución española de 1869 y rompieron completamente sus contactos con los republicanos de Manuel Ruiz Zorrilla y Emilio Castelar. El líder de los constitucionales, Práxedes Mateo Sagasta, era un político pragmático como Cánovas, que estaba convencido de que «en política no… se puede hacer siempre lo que se quiere, ni siempre es conveniente hacer lo más justo».

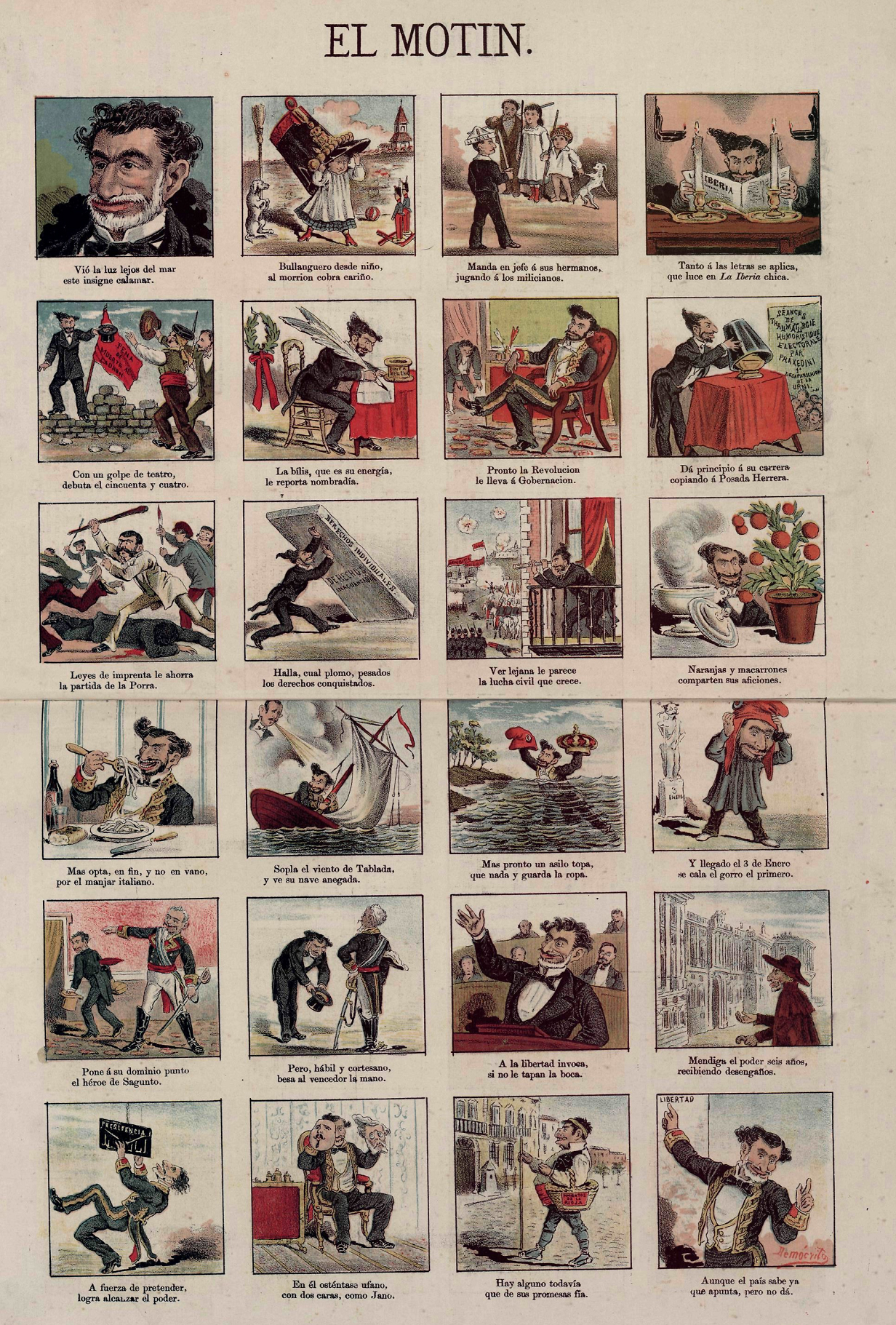
Auca satírica sobre la trayectoria política de Sagasta publicada por El Motín el 24 de abril de 1881, dos meses después de su acceso al poder.

El cambio de posición de los constitucionales quedó confirmado por su «fusión» con el grupo de políticos (y de militares de alta graduación, como el general Pavía) procedentes del Partido Conservador encabezados por el general Martínez Campos, que estaba enfrentado a Cánovas tras el fracaso de su experiencia de gobierno Así nació en mayo de 1880 el Partido Liberal-Fusionista, resultado de la «fusión» de los constitucionales de Sagasta, los conservadores de Martínez Campos y los «centralistas» de Manuel Alonso Martínez, todos ellos bajo el liderazgo del primero. En la gestación final del nuevo partido el rey Alfonso XII no fue ajeno. «Era un partido heterogéneo, poco cohesionado, a juicio de Cánovas y los conservadores, que se resistían a ceder el poder», ha afirmado Feliciano Montero. De hecho Cánovas le había confesado dos años antes al embajador británico que «tenía la intención de quedarse en su puesto [de presidente del Gobierno] tanto como pudiera» porque «los partidos de oposición hasta tal punto se encontraban divididos en facciones que, si su gobierno fracasaba, no existía partido liberal alguno en cuyas manos pudiera él dejar el poder en la confianza de que llevaría la Restauración hacia adelante».
Sagasta presentó el nuevo partido «fusionista» ante las Cortes el 14 de junio de 1880. En su discurso mostró su acatamiento de la Constitución de 1876, condición imprescindible para poder acceder al gobierno:

Este partido, el más liberal dentro de la Monarquía, se propone ajustar sus principios políticos y amoldar sus procedimientos de gobierno a la interpretación más lata, más expansiva y más liberal de la Constitución del Estado.

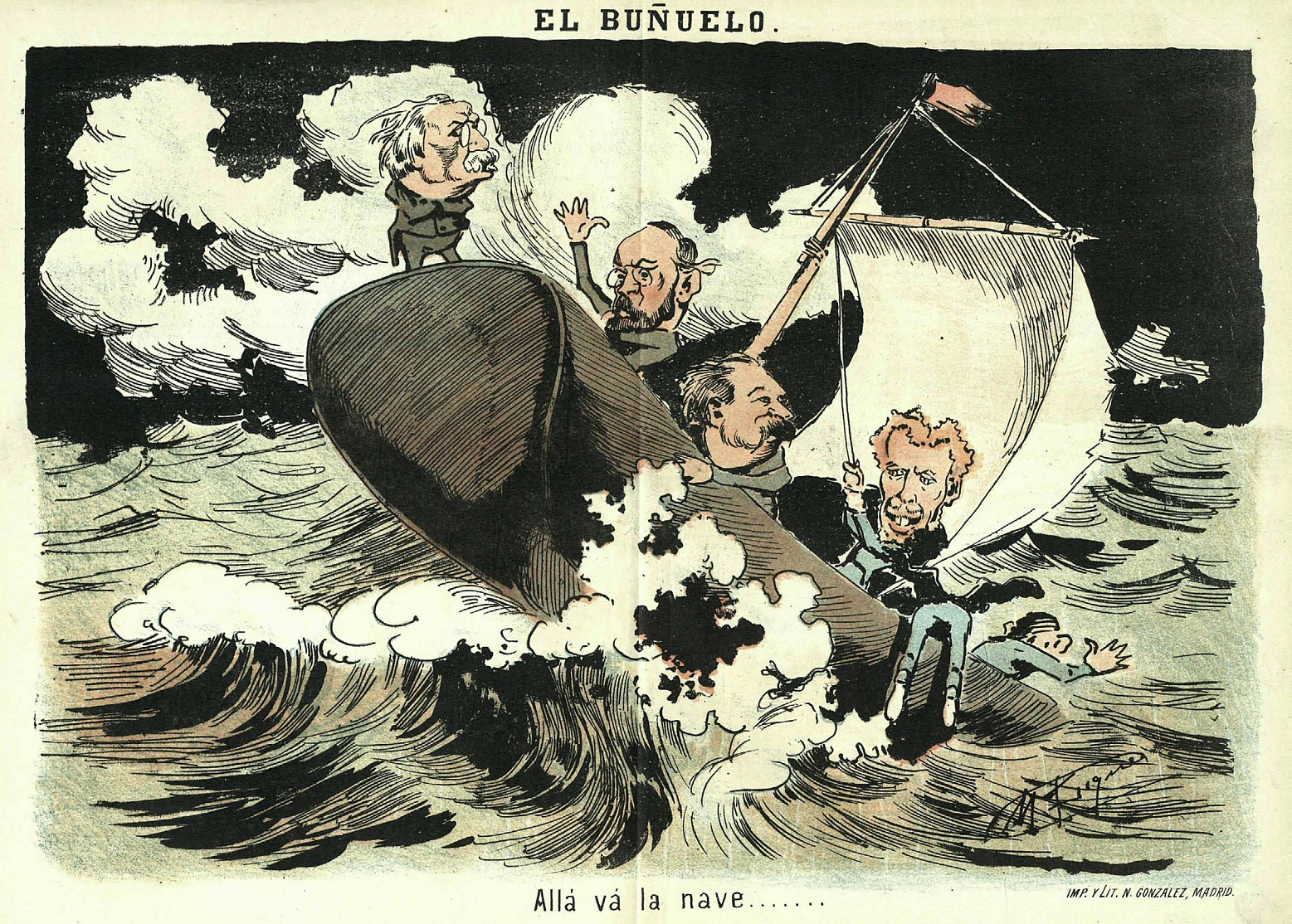
Caricatura que muestra la resistencia de los conservadores a abandonar el poder. El pie de imagen dice: «Allá va la nave...». En la proa, el presidente del gobierno Cánovas, y en la popa, sosteniendo la vela, el ministro de la Gobernación Francisco Romero Robledo. Revista satírica El Buñuelo, 13 de enero de 1881.

Al mismo tiempo el diputado liberal Fernando León y Castillo denunciaba la identificación entre Cánovas del Castillo con el régimen de la Restauración (la «dictadura ministerial») en una intervención parlamentaria en la que dijo lo siguiente:

El señor Cánovas del Castillo ha construido el mecanismo con tal arte que solo para él puede funcionar. Dueño del Ministerio de la Gobernación es dueño de las elecciones, dueño de las elecciones es dueño del Parlamento y dueño del Parlamento pide al monarca que le conserve en su puesto, porque si no le conserva peligran las instituciones; y con este procedimiento tan sencillo, el señor Cánovas reina y gobierna a la vez, por más que muestre más afición a lo primero que a lo segundo.

Desde su nacimiento el nuevo partido liberal-fusionista presionó al rey Alfonso XII para que «en un acto de personal energía» le diera el gobierno, amenazando incluso con la revolución. Lo cierto era, como ha señalado Carlos Seco Serrano, que «llevaba ya cinco años en el poder ―desde que se produjo la Restauración― el partido canovista». Según este historiador, el rey «por el momento prefirió evitar una nueva disolución de las Cortes y la convocatoria de otras nuevas ―cosa que hubiera sido precisa de producirse la llamada a Sagasta― cuando estaban tan recientes las últimas elecciones». Según Varela Ortega, en una entrevista que Sagasta, Martínez Campos y otros dirigentes fusionistas mantuvieron con el rey en junio este les aseguró que los llamaría a gobernar «siempre que estuviese seguro de encontrar un gobierno Liberal organizado y dispuesto a reemplazar a los Conservadores».
El 19 de enero de 1881 en medio de un intenso debate parlamentario Sagasta reclamó de la «prerrogativa regia» su derecho a gobernar, advirtiendo que sin su concurrencia la Monarquía alfonsina no se consolidaría y lanzando una amenaza velada:

Si mis esfuerzos y mis sacrificios fueran estériles por vuestra obstinación y por vuestra tenacidad, yo lo veré con el alma dolorida, pero con la conciencia tranquila; porque cualesquiera que sean las vicisitudes, cualquiera que sea el destino que todos tengamos preparado, como he de caer siempre del lado de la libertad, diré entonces con la frente levantada: estoy donde estaba; ni entonces obedecía a las inspiraciones del patriotismo, ni hoy cedo a los impulsos del deber y a los sentimientos del corazón.

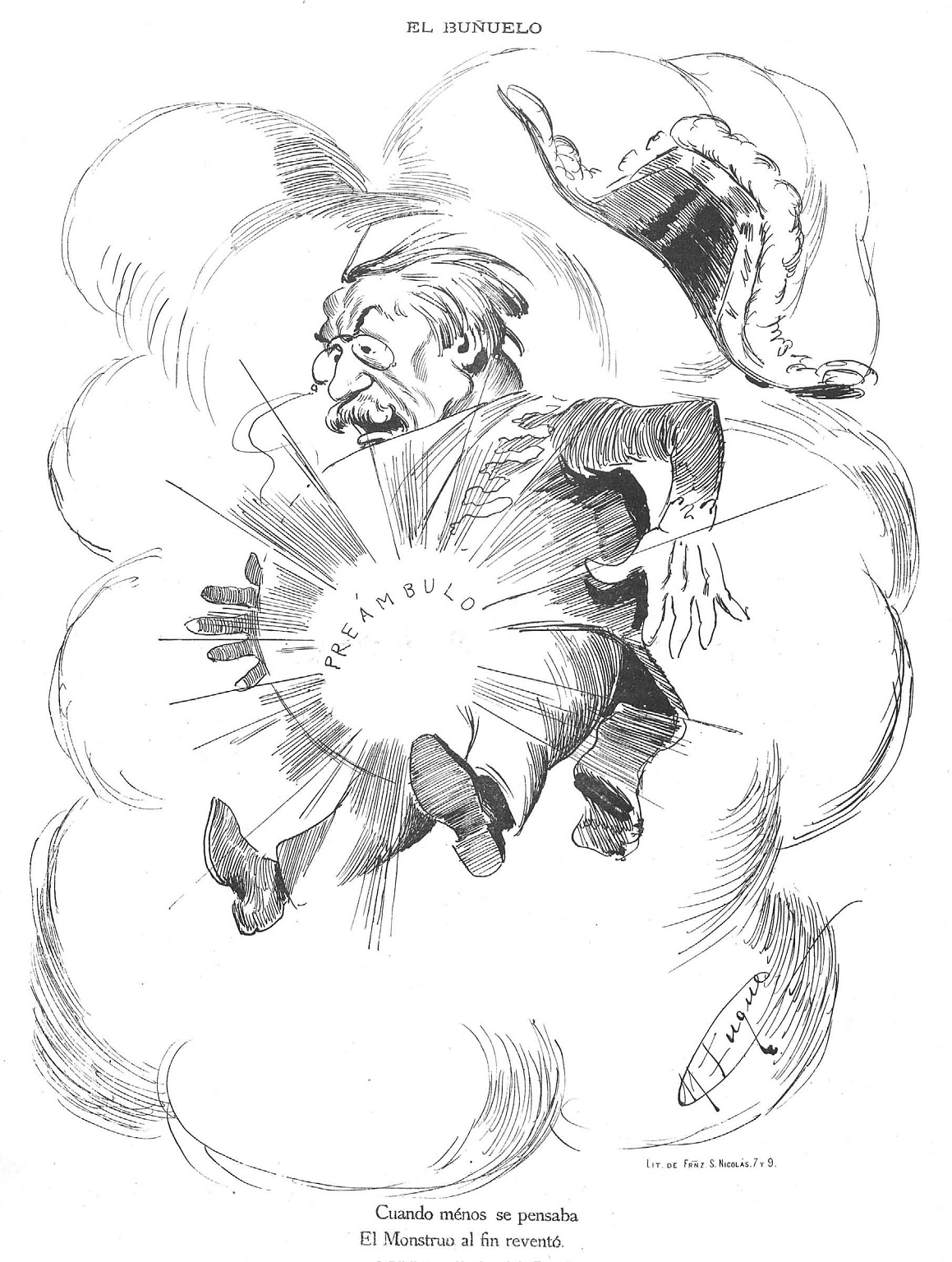
Caricatura que representa la caída de Cánovas tras haberse negado el rey a firmar el decreto que le había presentado a la firma a causa de su preámbulo (palabra que aparece en el centro de la explosión). El pie de la imagen dice: «Cuando menos se pensaba / El Monstruo al fin reventó». Revista satírica El Buñuelo, 10 de febrero de 1881.

Poco después el rey recibió a la plana mayor del partido en Palacio con motivo de su onomástica (23 de enero) y finalmente forzó la dimisión de Cánovas el 6 de febrero al negarse a firmar un decreto que este le presentó, encargando a continuación la formación de gobierno a Sagasta. «El 8 de febrero de 1881 juraba el primer gabinete Liberal en la Restauración». Según Carlos Seco Serrano fue el propio Cánovas el que «provocó la crisis» al incluir en el preámbulo del decreto de conversión de deuda «la necesidad de prolongar varios años la vida del mismo Gobierno, para que la operación surtiera todos sus efectos». Sin embargo, según Carlos Dardé, «fue una decisión personal de Alfonso XII, que tomó sin llevar a cabo consultas y, por lo que cabe presumir, en contra del parecer de Cánovas». Ángeles Lario coincide con Dardé ―«Cánovas había caído por faltarle la confianza regia»― y destaca que Cánovas tuvo que hacer «constitucional» la decisión del rey presentando el decreto con el preámbulo con el que el monarca mostraría su desacuerdo, lo que obligaba al gobierno a presentar la dimisión. Lo mismo afirma José Ramón Milán García: «la crisis fue provocada por el propio monarca en febrero de 1881 para forzar la llegada de los liberales al poder». «Don Alfonso supo apreciar el indudable cambio experimentado por una oposición liberal que, aunque mantenía aún pulsiones revolucionarias heredadas del viejo progresismo, se había mostrado capaz de admitir entre sus filas a elementos de fidelidad dinástica probada y había arriado algunos de sus leit motivs históricos [como la soberanía nacional], por lo que a principios de 1881 envió mensajes claros a Cánovas de que debía dejar el paso franco a los liberales, lo que forzó la consiguiente crisis de gobierno que terminó con el encargo a Sagasta de formar un nuevo gabinete». José Varela Ortega también considera que fue una decisión del rey. «Las razones; las mismas que apuntaban ya en crisis en anteriores: división en el partido gobernante [sobre si se debía dejar paso a los liberales] y amenazas procedentes de la oposición dinástica de sumarse a una coalición revolucionaria».
Los conservadores les recordaron a los liberales cómo habían llegado al gobierno, tal como lo explicaba el diario de esa tendencia La Época: el partido liberal-fusionista «no debe su elevación a ninguna victoria parlamentaria sino a la libérrima iniciativa y voluntad del Rey». El conservador Romero Robledo, por su parte, declaraba: «Hemos caído. Teníamos mayoría en las Cámaras…, pero una sabiduría más alta que la nuestra… cree en sus altos designios que ha llegado el momento de cambiar de política. No hay, pues, más remedio que acatar respetuosamente estos designios y morir dignamente». Como ha señalado Carlos Dardé, «lo que quedó claro en febrero de 1881 era que el último intérprete del estado de las cosas, y quien tenía el poder de decisión ―por encima de las mayoría parlamentarias y del presidente del gobierno― era el monarca».

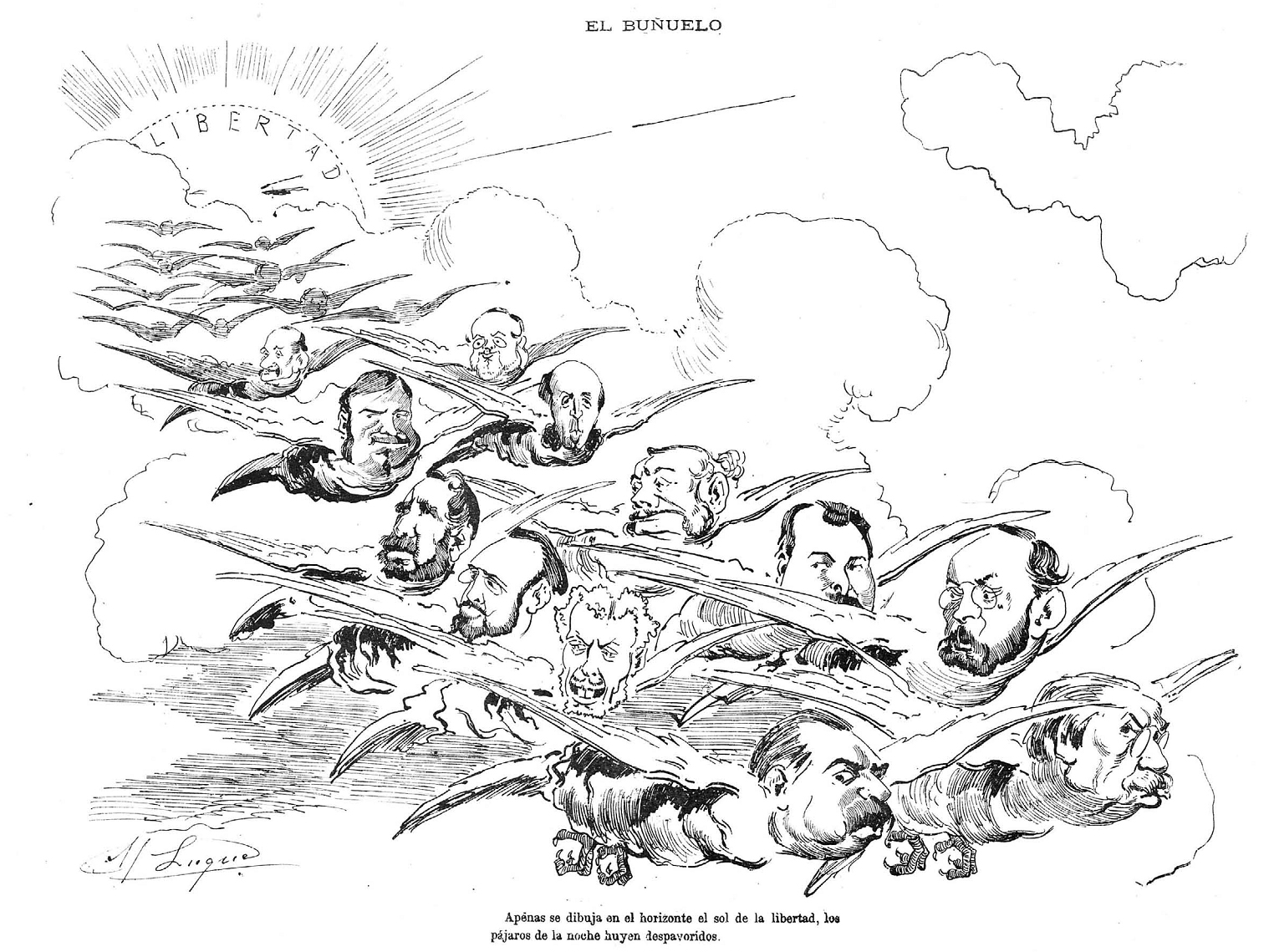
Caricatura que celebra el abandono del poder del Partido Conservador, con Cánovas al frente seguido de sus ministros (los pájaros de la noche). El pie de imagen dice: «Apenas se dibuja en el horizonte el sol de la libertad, los pájaros de la noche huyen despavoridos». Revista satírica El Buñuelo, 17 de febrero de 1881.

Con la llegada al gobierno de los liberales en febrero de 1881 —lo que causó una honda impresión entre ciertos sectores que no olvidaban los antecedentes «revolucionarios» de algunos de ellos, empezando por su líder Sagasta— se hizo efectivo por primera vez, sin pacto previo, el «turno» entre ellos y los conservadores que iba a caracterizar el régimen político de la Restauración. «En aquel momento significaba el fin del exclusivismo, el cumplimiento de uno de los principios básicos del nuevo régimen, la garantía de consolidación del mismo, o, en un sentido amplio, el fin de la transición política», ha señalado Feliciano Montero. Lo mismo ha afirmado José Varela Ortega. «La llamada al poder en febrero de 1881 abrió una nueva fase en la Restauración, rompiendo con los planteamientos restrictivos que habían dominado el quinquenio canovista», ha indicado Manuel Suárez Cortina. «En su momento, para las clases conservadoras Sagasta y los suyos no eran otra cosa que aquel sector que había hecho la revolución, que mantenía contactos con la barricada y que permanentemente señalaba su lealtad a los ideales liberales antes que a la Corona», ha añadido Suárez Cortina. Y lo cierto fue, como ha destacado Carlos Dardé, que «los “obstáculos tradicionales” que, en frase de Salustiano Olózaga, se oponían a que gobernaran los progresistas, habían desaparecido».
Así pues, como ha señalado José Ramón Milán García, «la llegada de los fusionistas al gobierno en febrero de 1881 fue sin duda uno de los hitos fundamentales del reinado cuya relevancia no escapó a sus protagonistas, conscientes de que la iniciativa del monarca abría las puertas a la superación de la enquistada confrontación entre el liberalismo de izquierdas y la dinastía borbónica, y por ende de las luchas cainitas sostenidas durante décadas entre las diversas familias del liberalismo hispano».

### La primera etapa del gobierno de Sagasta (1881-1882)

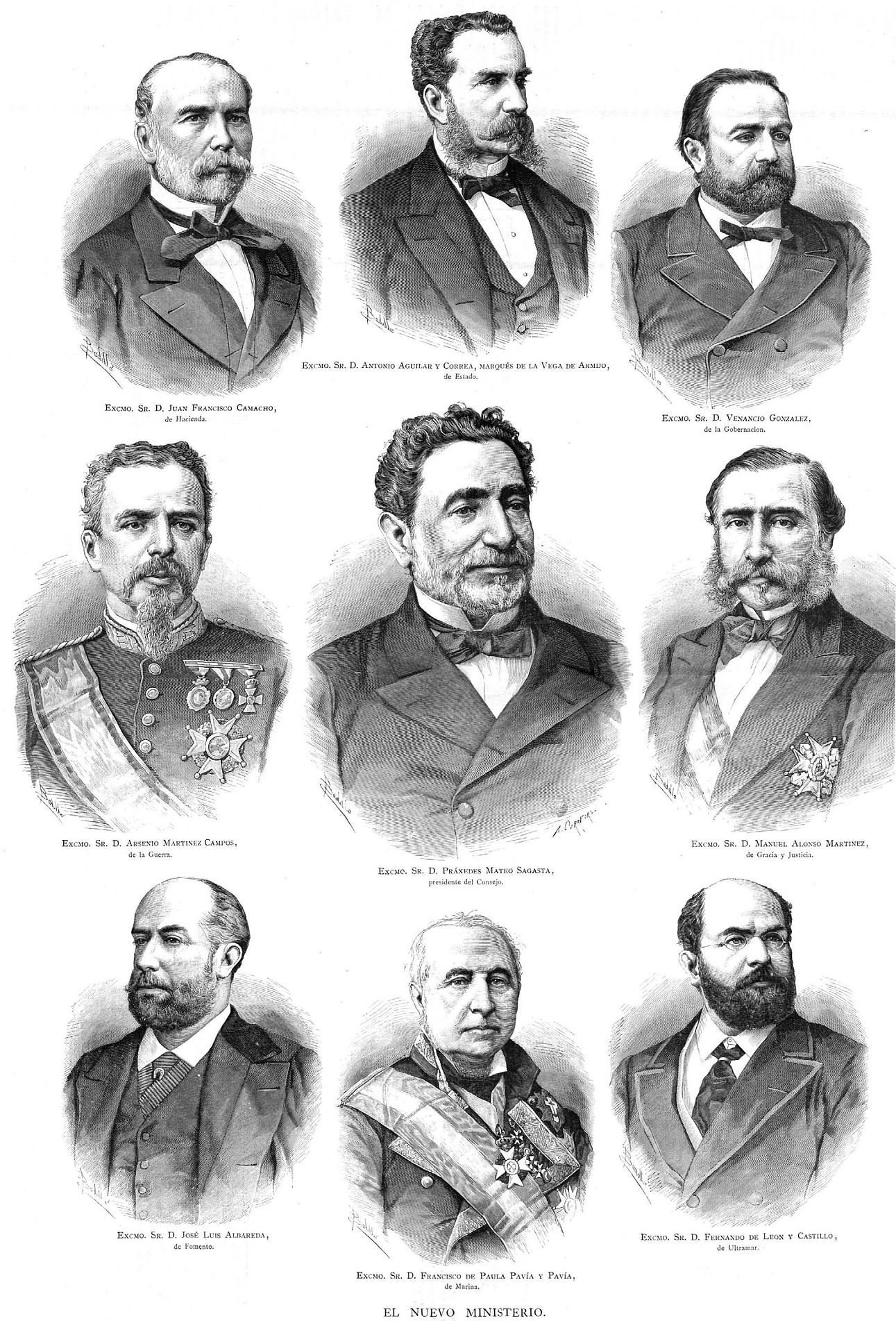
El gobierno de Sagasta (en el centro). A su derecha el general Arsenio Martínez Campos (Guerra) y a su izquierda Manuel Alonso Martínez (Gracia y Justicia). Arriba: Juan Francisco Camacho (Hacienda); el marqués de la Vega de Armijo (Estado); y Venancio González (Gobernación). Abajo: José Luis Albareda (Fomento); Francisco de Paula Pavía y Pavía (Marina); y Fernando León y Castillo (Ultramar).

El gobierno que formó Sagasta y presentó al rey el 8 de febrero estuvo integrado por miembros de los tres sectores que habían formado el partido liberal-fusionista el año anterior: los constitucionalistas, los centralistas de Alonso Martínez, y el sector proveniente del partido conservador encabezado por el general Martínez Campos ―el otro destacado miembro de este último grupo, José Posada Herrera, antiguo unionista, presidiría el Congreso de los Diputados―. Los constitucionalistas constituían la izquierda del partido y defendían el principio de la soberanía nacional, centralistas y campistas constituían la derecha y defendían el principio doctrinario de la «soberanía compartida». «Las rivalidades y dificultades entre todas estas familias [políticas] se manifestaron inmediatamente a la hora de distribuirse los puestos administrativos y los cargos políticos en las elecciones municipales y generales», ha señalado Feliciano Montero.

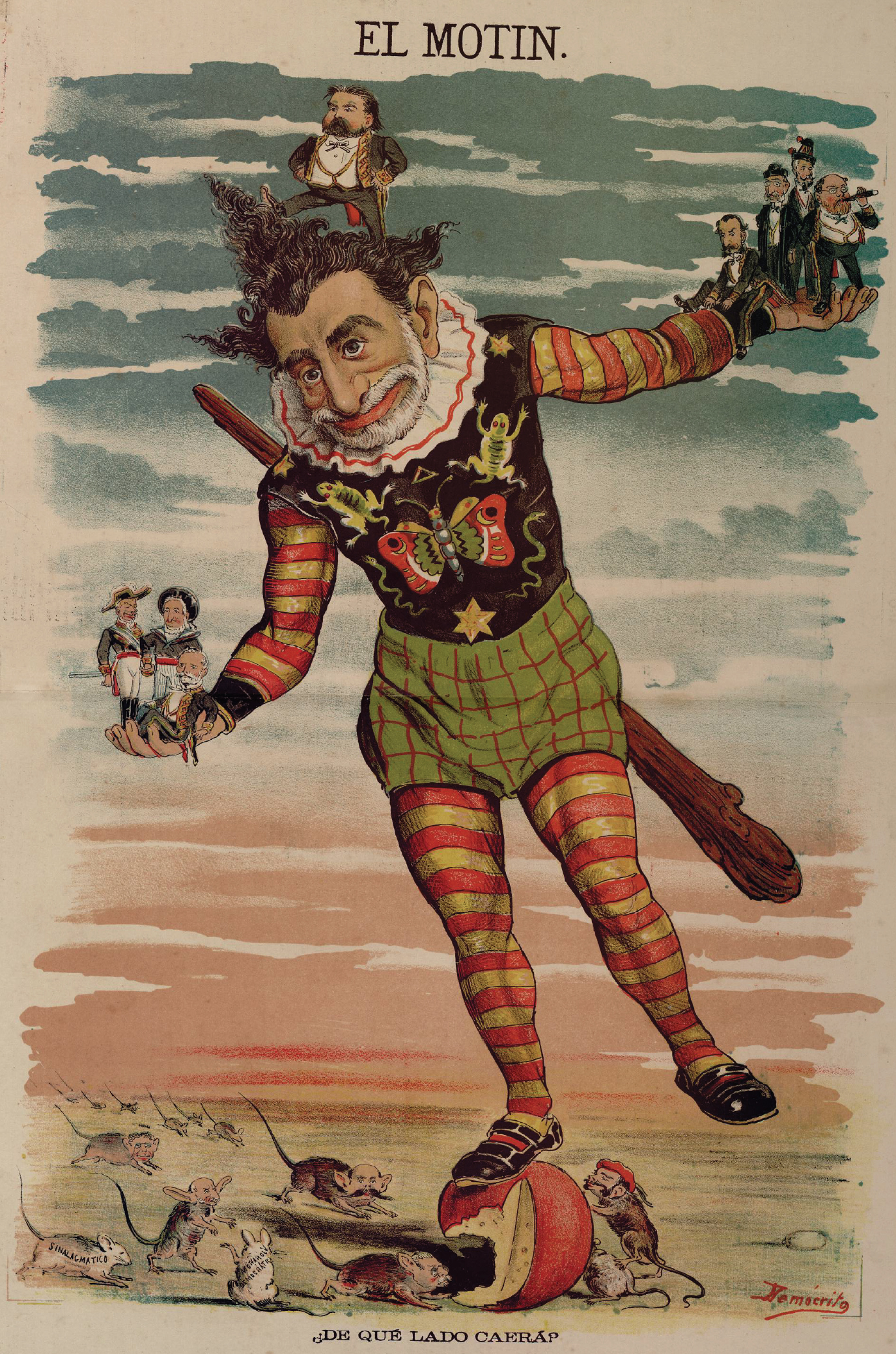
Caricatura de El Motín (21 de agosto de 1881) titulada «¿De qué lado caerá?» que muestra a Sagasta haciendo equilibrios entre las facciones derechista e izquierdista de su gobierno, mientras los ratones (conservadores, carlistas, demócratas, republicanos...) roen el queso sobre el que se sustenta para hacerlo caer.

Sagasta tuvo que mantener el equilibrio entre todas ellas, teniendo en cuenta además que los liberales, como los conservadores, «estaban organizados, como cualquier partido "de notables" de la época, en tupidas redes clientelares que desde Madrid se ramificaban por la geografía peninsular y cuya fidelidad dependía, más que de grandes programas ideológicos o amistades personales, de su capacidad para dispensar toda clase de favores a sus correligionarios que presuponían el uso discrecional, arbitrario y, por tanto, fraudulento de los mecanismos administrativos». Sagasta era consciente de que «su poder dependía de que fuera capaz de preservar la unidad [del partido]», pues esa era la condición que le había impuesto el rey para entregarle el gobierno, como no se cansaba de recordar la prensa conservadora.
Las primeras decisiones del gobierno pusieron de manifiesto su nuevo talante respecto de las libertades públicas, recuperando «una parte considerable de los principios del 68», y corrigiendo «aquellos extremos en que la política de la Restauración había sido, de hecho, política de reacción». Así, a la autorización de las manifestaciones y banquetes con motivo del aniversario de la proclamación de la República, el 11 de febrero de 1873, le siguió un real Decreto en el que, tras anunciar que el gobierno presentaría una nueva «ley de imprenta», se ponía fin a la suspensión que afectaba a varios periódicos y se ordenaba la retirada de las denuncias ante los tribunales especiales y el sobreseimiento de las causas pendientes ante los tribunales ordinarios. Una circular del ministro de Gracia y Justicia Manuel Alonso Martínez levantó la censura previa sobre las cuestiones políticas porque «tampoco es lícito confundir la polémica viva, la censura acre y apasionada, con la injuria y la calumnia, siempre que de los poderes responsables se trate». A esta circular le siguió otra del ministro de Fomento José Luis Albareda por la que se derogaba el decreto Orovio de 1875, lo que supuso que los catedráticos que habían sido destituidos ―Emilio Castelar, Eugenio Montero Ríos, Segismundo Moret, Nicolás Salmerón, Gumersindo de Azcárate y Francisco Giner de los Ríos, entre otros― pudieron reintegrase a sus puestos.
Como ha destacado Feliciano Montero, «la ampliación del marco legal de expresión, reunión y asociación, impulsada por el Gobierno fusionista, posibilitó la organización de algunas movilizaciones, expresiones y manifestaciones públicas, frente a determinadas políticas (fiscales) o situaciones sociales de crisis (Andalucía). La propaganda republicana, liberal-laicista, y, en general, de los grupos políticos e ideológicos contrarios al sistema, encuentra más posibilidades de reunirse y expresarse». Por su parte, Miguel Martínez Cuadrado, citado por Seco Serrano, ha destacado que «permitió un resurgimiento muy fecundo de la vida política y de la opinión pública».

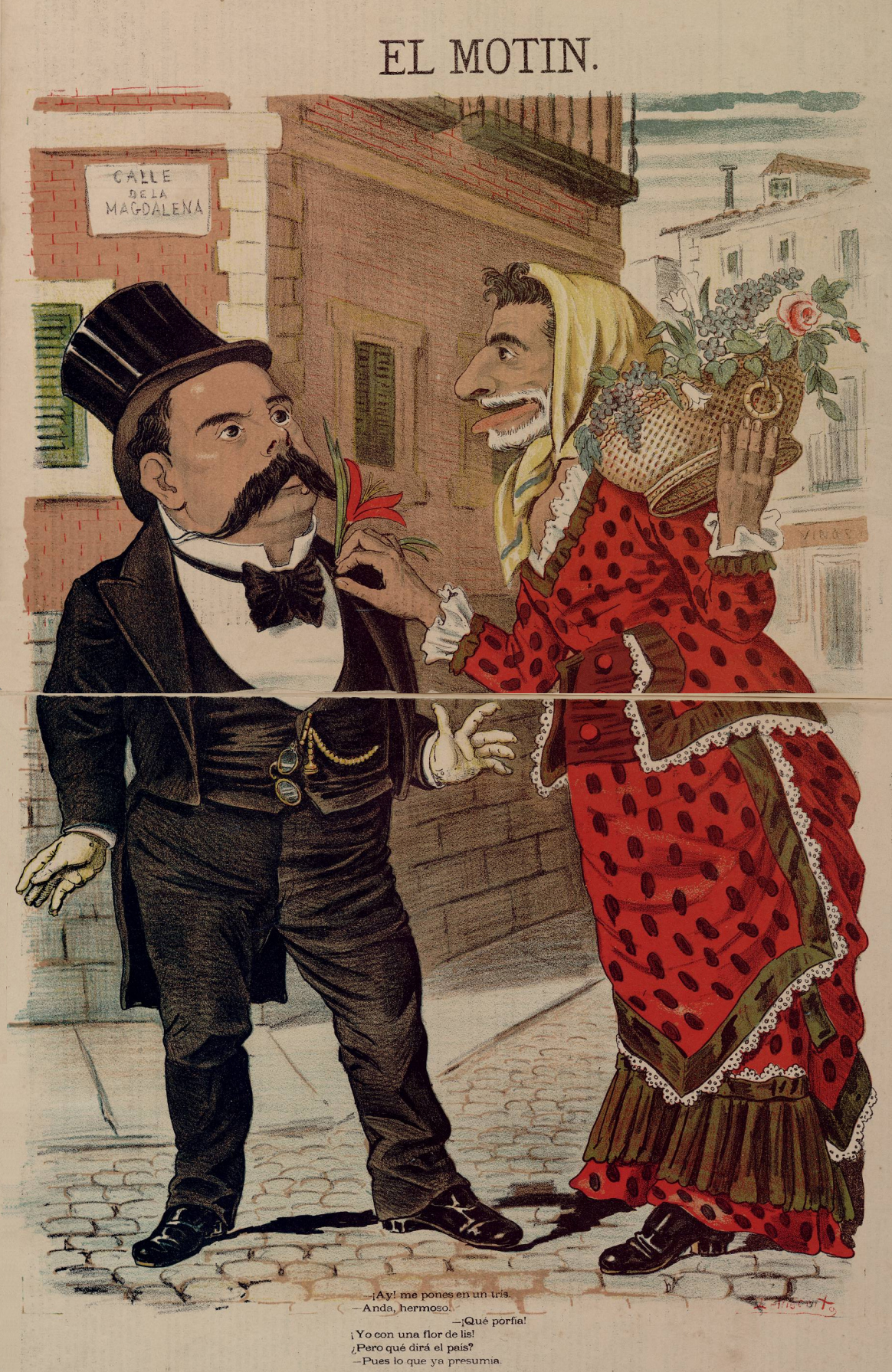
Caricatura de El Motín publicada el 4 de septiembre de 1881 con el título «¡Ay, me pones en un tris!». Muestra a Sagasta disfrazado de florista callejera poniéndole en el ojal de la chaqueta del republicano Emilio Castelar una flor de lis, el símbolo de los Borbones.

El republicano posibilista Emilio Castelar valoró muy positivamente al nuevo gobierno en una carta pública dirigida a un periodista francés:

Hemos entrado en un nuevo periodo político. Cánovas había prestado relevantes servicios terminando la guerra civil en España y en Cuba, pero no había sabido coronar el orden alcanzado por los sacrificios de todos, con la libertad para todos. La nación, a pesar de sus desgracias históricas, ama los principios liberales. Y debo decirle que el señor Sagasta los aplica con sinceridad y con deseo de no asustarse de los inconvenientes que consigo traen. Ha colgado la ley de imprenta [de 1879] en el Museo Arqueológico de las leyes inútiles; ha abierto la universidad a todas las ideas y a todas las escuelas; ha dejado un amplio derecho de reunión, que usa la democracia según le place, y ha entrado en un periodo tal de libertades prácticas y tangibles, que no podemos envidiar cosa alguna a los pueblos más liberales de la tierra.

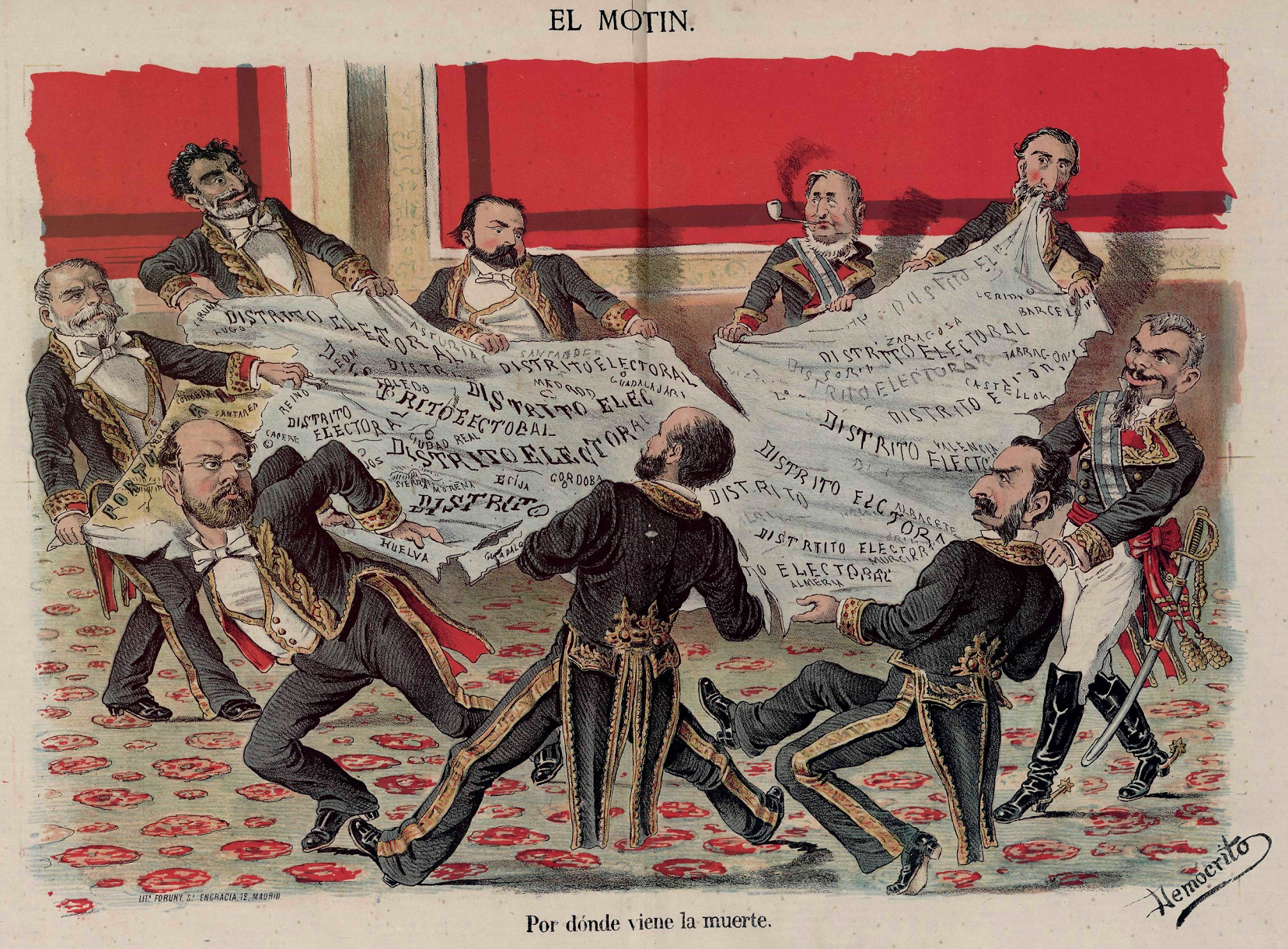
Caricatura de El Motín titulada Por dónde viene la muerte. Representa la disputa entre los miembros del gobierno de Sagasta sobre el reparto de los distritos electorales. A continuación de Sagasta (arriba a la izquierda) y siguiendo el sentido de las manecillas del reloj: Venancio González, Francisco de Paula Pavía y Pavía, Manuel Alonso Martínez, Arsenio Martínez Campos, el marqués de la Vega de Armijo, José Luis Albareda, Fernando León y Castillo y Juan Francisco Camacho.

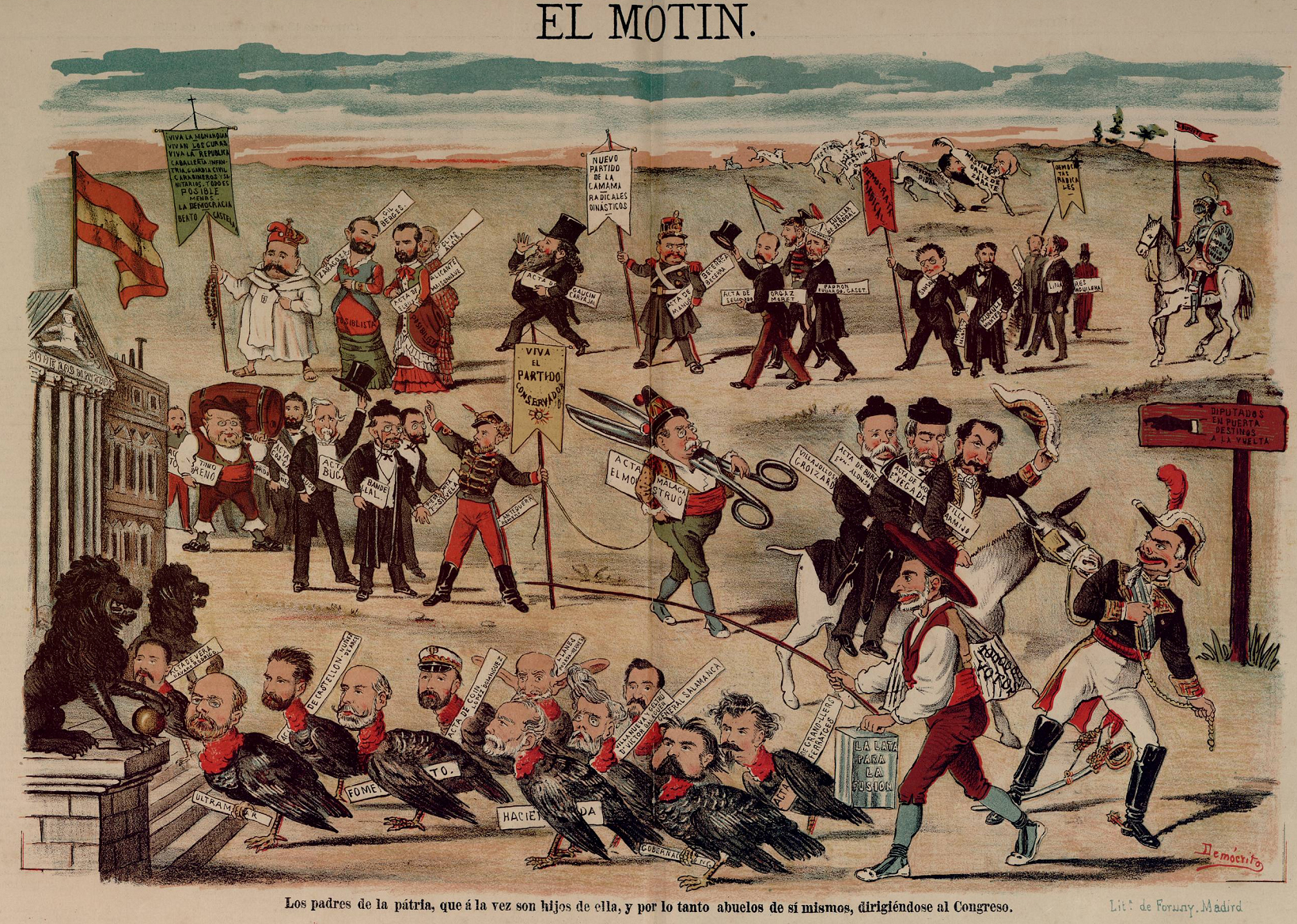
Caricatura de El Motín titulada «Los padres de la patria, que a la vez son hijos de ella, y por lo tanto abuelos de sí mismos, dirigiéndose al Congreso». En primer plano Sagasta conduciendo a sus pavos, seguido del general Martínez Campos llevando a los miembros de su facción montados en un burro. A continuación los conservadores con Cánovas al frente, seguido por el republicano posibilista Emilio Castelar y los radicales, entre ellos Segismundo Moret.

El gobierno convocó las elecciones generales de España de 1881 que supusieron una aplastante victoria para el Partido Liberal-Fusionista gracias a las «maniobras» del ministro de la Gobernación Venancio González y Fernández. En las candidaturas liberales Sagasta favoreció a los «centralistas» y a los exconservadores en detrimento de los constitucionalistas —que en algunos casos fueron obligados a retirarse— para fortalecer la unidad del partido. Esta línea más derechista también se manifestó en el programa de gobierno que presentó Sagasta ante las nuevas Cortes, queriendo demostrar, en palabras del propio Sagasta, «que los partidos liberales pueden gobernar España sin trastornos, sin temores y sin perturbaciones». «Vayan los partidos liberales despacio y durarán lo que los partidos conservadores. A esto es a lo que aspiro», añadió.
En cuanto a la obra del gobierno liberal se suele distinguir entre las medidas políticas y las medidas económicas. Entre las primeras destaca la ley orgánica provincial, que estableció un censo electoral cercano al sufragio universal ―en cambio los proyectos de ley sobre administración local, derecho de asociación, jurisdicción contencioso-administrativa y juicio por jurado, no llegaron a debatirse en las Cortes―, y entre las segundas, el tratado de comercio con Francia de febrero de 1882, que pretendía abrir el mercado francés a los vinos españoles a cambio de concesiones arancelarias a los productos industriales franceses por lo que fue contestado por los sectores proteccionistas, especialmente en Cataluña, y la reforma de la Hacienda, realizada por el ministro del ramo Juan Francisco Camacho de Alcorta ―que incluía una ley sobre conversión de la deuda pública, que con notable éxito permitió aligerar la carga de esta en los presupuestos y recuperar el crédito en los mercados internacionales―, aunque los cambios en el terreno fiscal fueron mínimos (el impuesto de consumos, que recaía sobre las clases populares, siguió siendo el más importante después del de aduanas).
En el ámbito judicial el mayor logro del gobierno fue la aprobación de la Ley de Enjuiciamiento Criminal de 1882 y la institucionalización del juicio oral y público, por iniciativa del ministro de Gracia y Justicia Alonso Martínez, aunque este no logró sacar adelante el proyecto de nuevo Código Civil de España por los problemas surgidos con el Vaticano a causa del estatuto jurídico del matrimonio canónico y por la dificultad de encajar los regímenes forales y el derecho civil catalán.
En el terreno educativo el ministro de Fomento Albareda, tras la derogación de decreto Orovio, se propuso dignificar la enseñanza primaria pública, aunque sin frenar el creciente papel de los colegios regentados por las órdenes religiosas, y en 1882, influido por los hombres de la Institución Libre de Enseñanza (ILE), creó el Museo Pedagógico, bajo la dirección de uno de ellos ―además, el institucionista Juan Francisco Riaño ocupó la Dirección General de Enseñanza, y el propio Albareda estuvo presente en la colocación de la primera piedra del edificio de la ILE―. La preocupación por la educación popular le llevó a impulsar las bibliotecas populares y las Escuelas de Artes y Oficios. Sobre estas últimas Albareda dijo: «A esta clase de escuela de Artes y Oficios, que son nocturnas y gratuitas, no asisten generalmente más que obreros, los cuales encuentran en ellas motivos de ilustrarse al mismo tiempo que de mejorar su posición social».

### La segunda etapa del gobierno de Sagasta (enero-octubre de 1883)

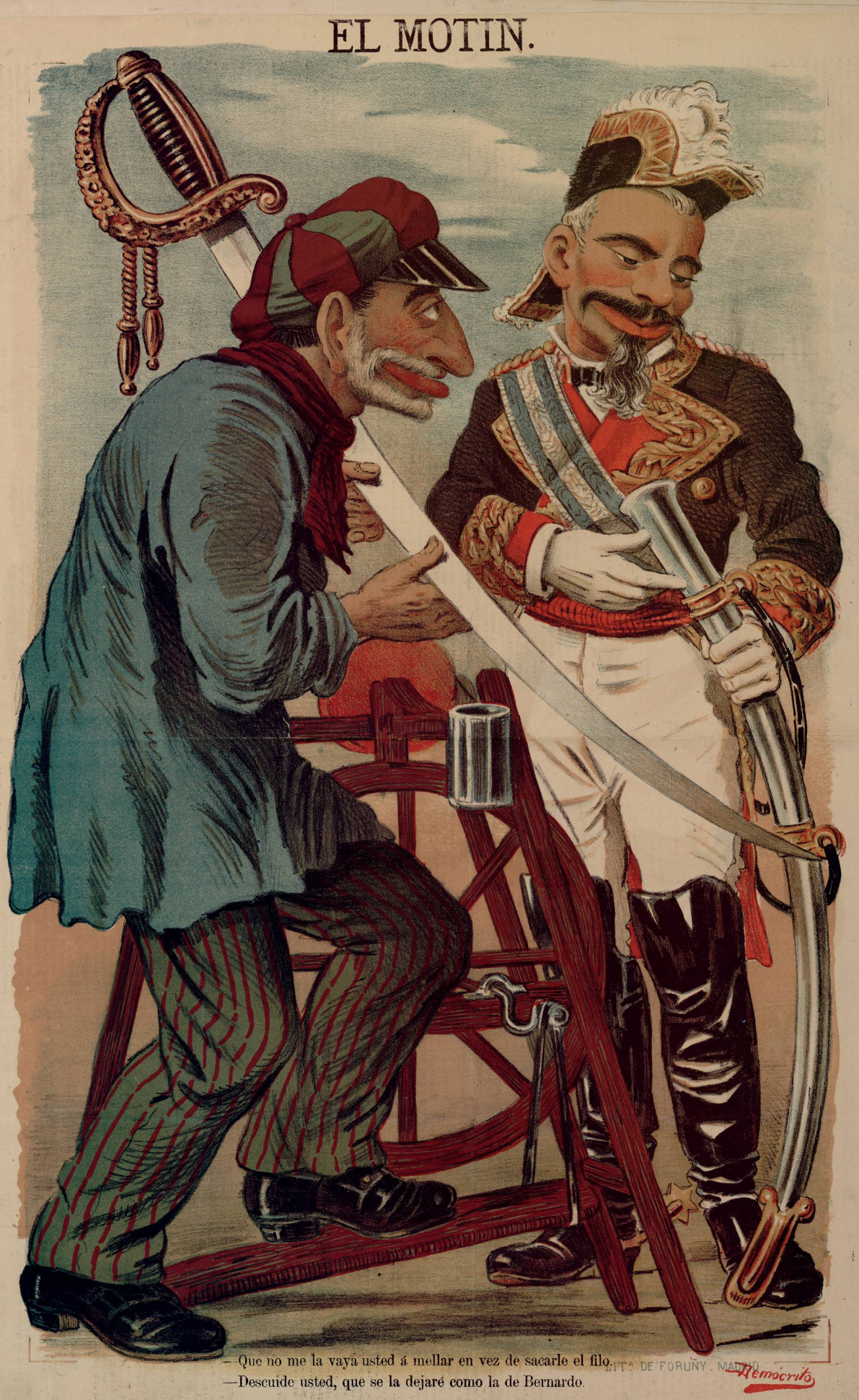
Caricatura de El Motín que representa a Sagasta (a la izquierda vestido de afilador) y a Martínez Campos (derecha, con su uniforme de general). El pie de imagen dice: «—Que no me la vaya usted a mellar en vez de sacarle filo.
—Descuide usted, que se la dejaré como la de Bernardo».

En enero de 1883 Sagasta remodeló su gobierno, «que sufría ya demasiadas presiones de las diferentes familias políticas que habían compuesto el partido fusionista», entre ellas la del grupo más numeroso y destacado del ala derecha que encabezaba Carlos Navarro Rodrigo (sus seguidores eran conocidos como los «tercios navarros») y que aspiraba a sustituir a Sagasta. Este aprovechó el enfrentamiento que se produjo en el seno del gabinete entre el ministro de Hacienda Juan Camacho y el ministro de Fomento José Luis Albareda con motivo del proyecto del primero de poner en venta montes públicos y dehesas boyales para aumentar los ingresos de la Hacienda, a lo que se opuso el segundo porque dificultaba diversas iniciativas para mejorar la agricultura, competencia entonces del Ministerio de Fomento. Tanto Camacho como Albareda salieron del gobierno siendo sustituidos respectivamente por Justo Pelayo de la Cuesta Núñez y por Germán Gamazo, este último un hombre de los «tercios navarros», primer paso para que Navarro Rodrigo acabara aceptando el liderazgo de Sagasta en el partido.
Según José Varela Ortega, el cambio de gobierno fue la respuesta de Sagasta a la ofensiva del nuevo partido Izquierda Dinástica, fundado unos meses antes, cuyo objetivo era «acelerar la descomposición de la mayoría, desarticular la coalición en el poder y, eventualmente, dar en tierra con el gobierno Sagasta». Así, Sagasta se desprendió de los hombres más significativos del ala derecha del partido, singularmente de Manuel Alonso Martínez, sustituido al frente del Ministerio de Gracia y Justicia por Vicente Romero Girón —un político de la Izquierda Dinástica al que Sagasta había atraído a sus filas—. Sin embargo, Sagasta no pudo cumplir plenamente su objetivo por la resistencia que ofrecieron campistas y centralistas a abandonar el gobierno por lo que finalmente tuvo que incluir en el gabinete a varios ministros derechistas, «una solución temporal e insatisfactoria para todos», lo que explicaría que el nuevo gobierno solo durara diez meses. En efecto, el general Martínez Campos se negó a ser relevado al frente del Ministerio de la Guerra y también exigió que Vega de Armijo continuara como ministro de Estado —iba a ser sustituido por el marqués de Sardoal, otro político que como Romero Girón provenía de la Izquierda Dinástica— y Sagasta no tuvo más remedio que transigir.
Probablemente el principal logro del nuevo gobierno fue la aprobación de la Ley de Policía de Imprenta de 26 de julio de 1883, también conocida como la Ley Gullón, por el nombre del ministro de la Gobernación, Pío Gullón Iglesias, que la promovió. Se trató de una ley que tendría una larga vigencia. Su principal novedad fue que liberó a la prensa de cualquier legislación especial y la devolvió al terreno de la jurisdicción común, además de poner fin definitivamente a la censura previa. Se superaba así la restrictiva ley de prensa de 1879 aprobada durante el primer gobierno de Cánovas, ya que ponía fin al control y al intervencionismo de los periódicos por los gobiernos. Otra novedad de la ley fue que daba garantías a las empresas periodísticas al hacer responsable legal del periódico al director y no al propietario, lo que propició que en numerosas ocasiones el director fuera un hombre de paja que en caso de presentarse alguna querella por lo publicado por el periódico era el que tenía que hacerle frente ante los tribunales e ir a la cárcel si era condenado.

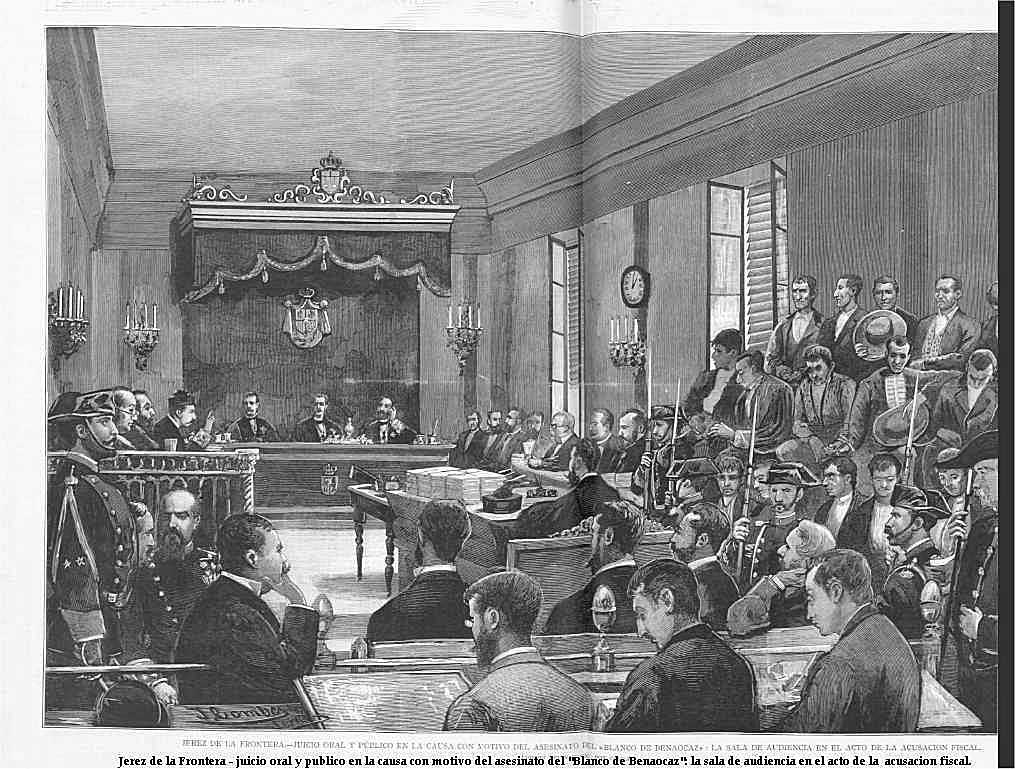
Juicio contra los supuestos integrantes de La Mano Negra celebrado en Jerez de la Frontera (La Ilustración Española y Americana, 30 de junio de 1883).

El nuevo gobierno tuvo que hacer frente a tres situaciones críticas que finalmente, sobre todo las dos últimas, provocarían su caída. La primera se produjo en mayo-junio con motivo del juicio de La Mano Negra celebrado en Jerez de la Frontera. Se trataba de una presunta organización secreta anarquista que se quiso vincular con la Federación de Trabajadores de la Región Española (FTRE) fundada en septiembre de 1881 aprovechando el clima de libertad que había traído el nuevo gobierno liberal de Sagasta y que a finales de 1882 ya contaba con 60 000 afiliados, la mayoría de ellos en Andalucía y en Cataluña. La Mano Negra había nacido en un contexto de una fuerte tensión social en Andalucía incrementada por la crisis de subsistencias iniciada en el verano de 1882 y sirvió como pretexto para la represión indiscriminada del movimiento anarquista, a pesar de que la FTRE aseguró no tener nada que ver con ella. El tribunal dictó ocho penas de muerte y siete de trabajos forzados.

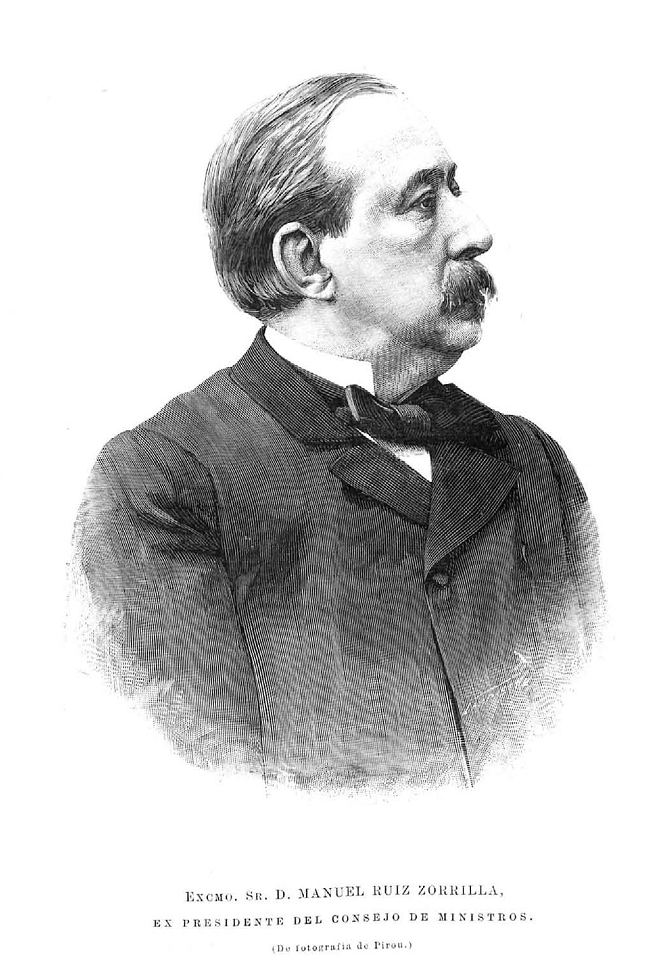
El líder republicano exiliado Manuel Ruiz Zorrilla. Desde París fue el instigador del pronunciamiento de 1883 en España a través de la Asociación Republicana Militar, promovida y financiada por él.

La siguiente crisis tuvo lugar a principios de agosto con motivo del fracasado pronunciamiento de 1883 en España. El día 5 se produjo una sublevación republicana en Badajoz seguida de otra el día 8 en Santo Domingo de la Calzada y de una tercera el 10 en La Seo de Urgel. Formaban parte de un movimiento militar más amplio que no fructificó y habían sido planeadas por la Asociación Republicana Militar (ARM), una organización militar clandestina promovida y financiada desde París por el líder republicano exiliado Manuel Ruiz Zorrilla. Ninguna de las tres sublevaciones encontró ningún respaldo popular y los militares conjurados huyeron al extranjero. Ruiz Zorrilla, por presiones del gobierno español ante el francés, se vio obligado a trasladar su residencia de París a Londres.

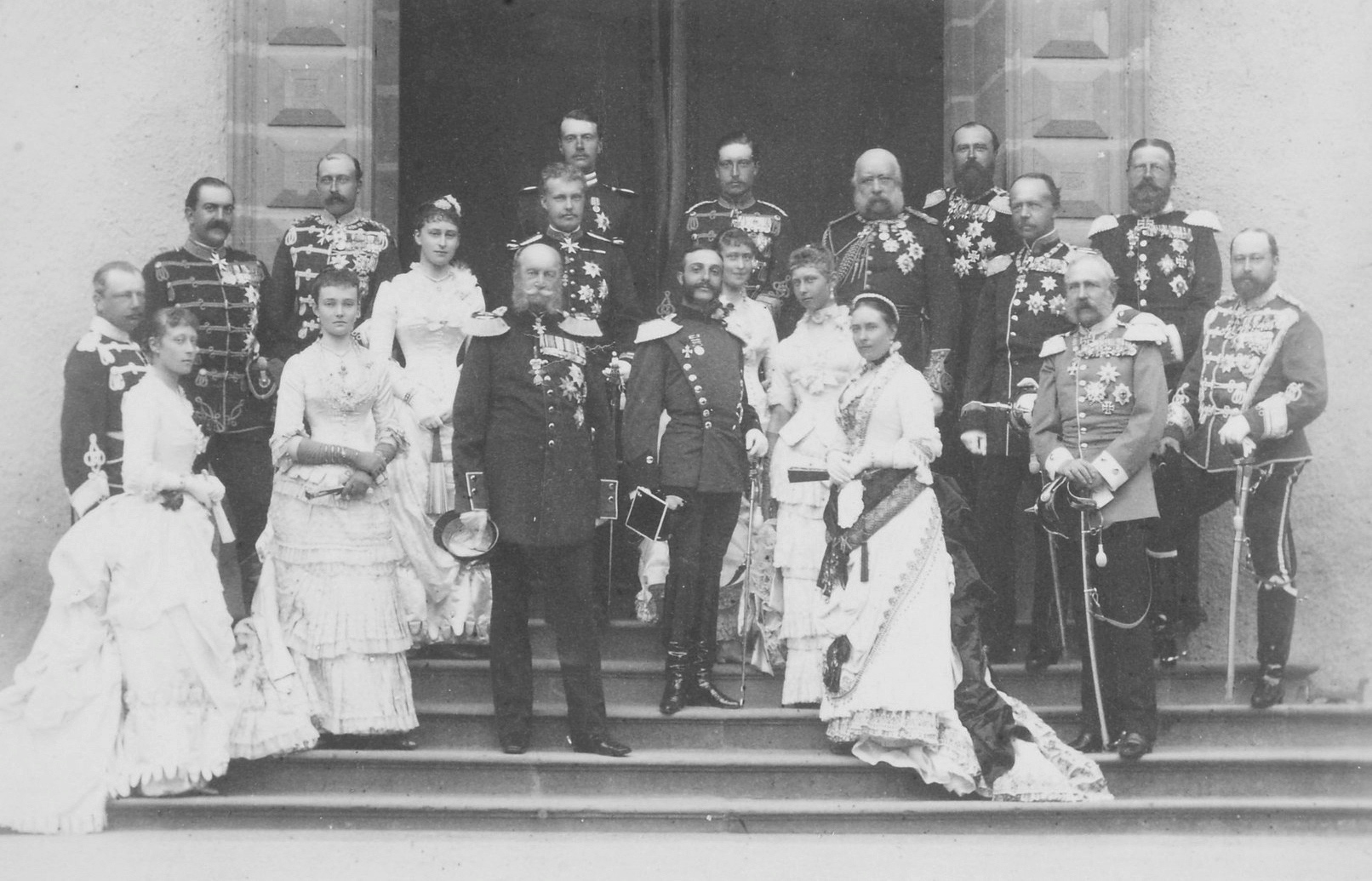
Reunión de los reyes y príncipes herederos europeos en el castillo de Homburgo invitados por el káiser Guillermo I. En el centro, el rey Alfonso XII vistiendo el uniforme de coronel del regimiento de hulanos destinado en Alsacia (arrebatada por Alemania a Francia tras su victoria en la guerra franco-prusiana de 1870) cuyo mando honorario le había conferido Guillermo I (situado a su derecha), lo que levantó las protestas de Francia.

La tercera (y definitiva) crisis fue el incidente diplomático entre España y Francia provocado por el viaje en septiembre del rey Alfonso XII al Imperio Alemán, durante el cual había vestido el uniforme de coronel de un regimiento de hulanos, del que el káiser Guillermo I le había conferido el mando honorario, y que estaba destinado en Alsacia (arrebatada por Alemania a Francia tras su victoria en la guerra franco-prusiana). Además en el banquete celebrado en Homburgo Alfonso XII hizo un brindis muy entusiasta en el que «en perfecto alemán» brindó «por el glorioso emperador de Alemania, tan amado de su pueblo, y por el admirable Ejército alemán». Asimismo ofreció el apoyo de España a Alemania en una futura guerra, lo que sobrepasaba sus poderes constitucionales, ya que se trataba de una iniciativa personal no respaldada por el gobierno. Carlos Dardé ha matizado que «aquella iniciativa personal del monarca, de la que ni siquiera informó a su ministro de Estado presente en Alemania ni, ya en Madrid, a Sagasta, Posada Herrera o Cánovas, constituye la única excepción importante del respeto del monarca por la Constitución».

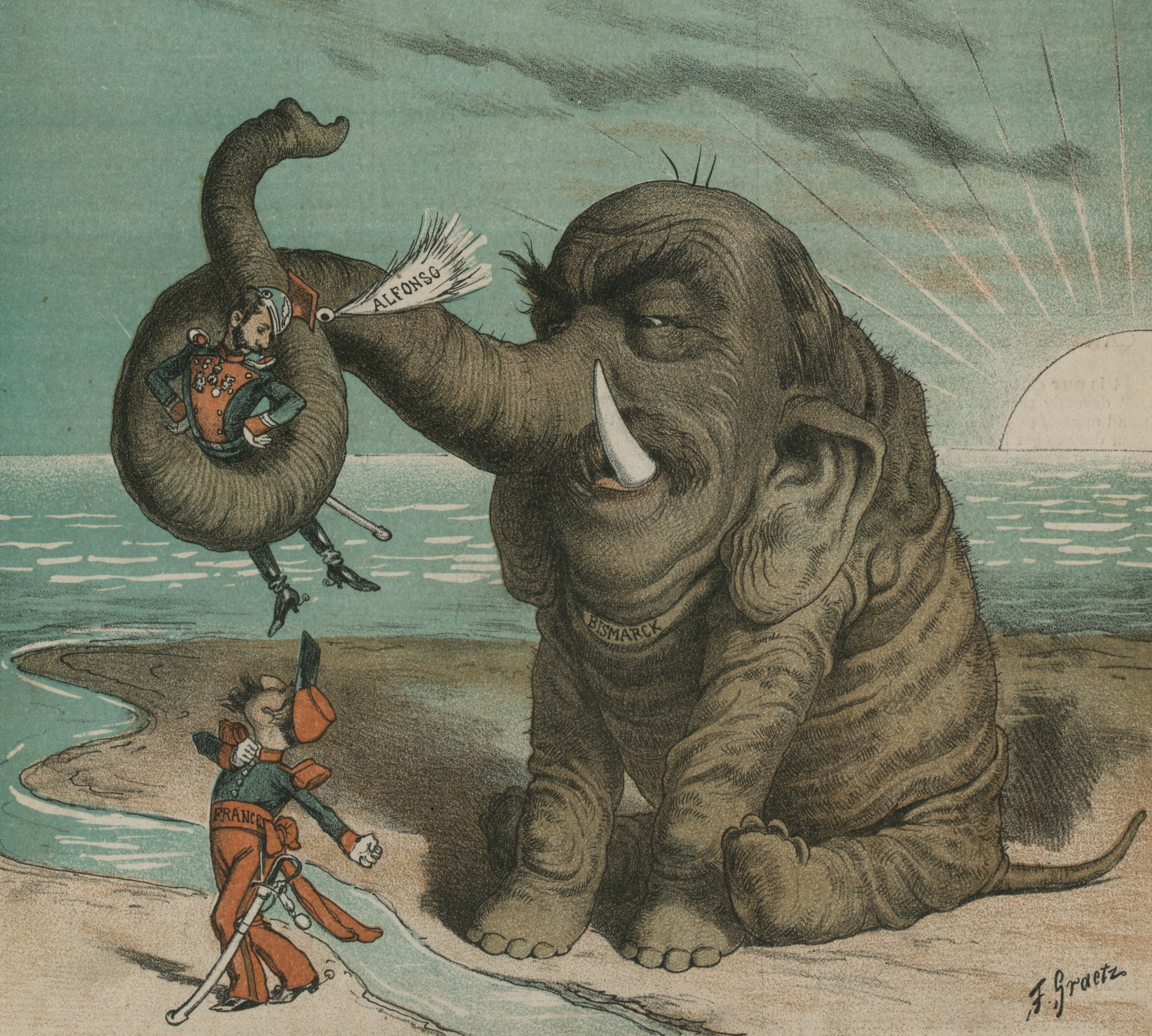
Caricatura publicada en la portada de la revista satírica estadounidense Puck el 28 de noviembre de 1883. Se titula El impulso de Bismarck (que aparece representado como un elefante con una enorme trompa) y la leyenda dice: «El rey hulano: “Soy más alto que tú, ahora”». El rey hulano es Alfonso XII que aparece vestido con el uniforme de coronel del regimiento de hulanos destinado en Alsacia y que desde la trompa del elefante (Bismarck) le dice fanfarrón a un soldado francés la frase del pie de la imagen: «Soy más alto que tú, ahora».

Cuando en la tarde del 29 de septiembre Alfonso XII llegó a París, en su viaje de vuelta a España, se encontró con una gran manifestación popular de rechazo delante de la estación del Norte donde había sido recibido de forma fría por el presidente de la República Jules Grévy. Las protestas y los alborotos continuaron ante la embajada de España donde se alojó el rey. Las disculpas del presidente de la República Grévy, que acudió personalmente a la embajada española, hicieron posible que el rey participara en el banquete oficial ofrecido en su honor en el palacio del Elíseo y que no adelantara el viaje de vuelta a España como inicialmente había decidido. El rey volvió a Madrid el 3 de octubre, siendo recibido por una multitud que le mostró su apoyo y al mismo tiempo el rechazo a Francia. El ministro de Estado, el Marqués de la Vega de Armijo, llegó a proponer la ruptura de relaciones con la República francesa, pero ni Sagasta ni el resto de ministros la aprobaron.

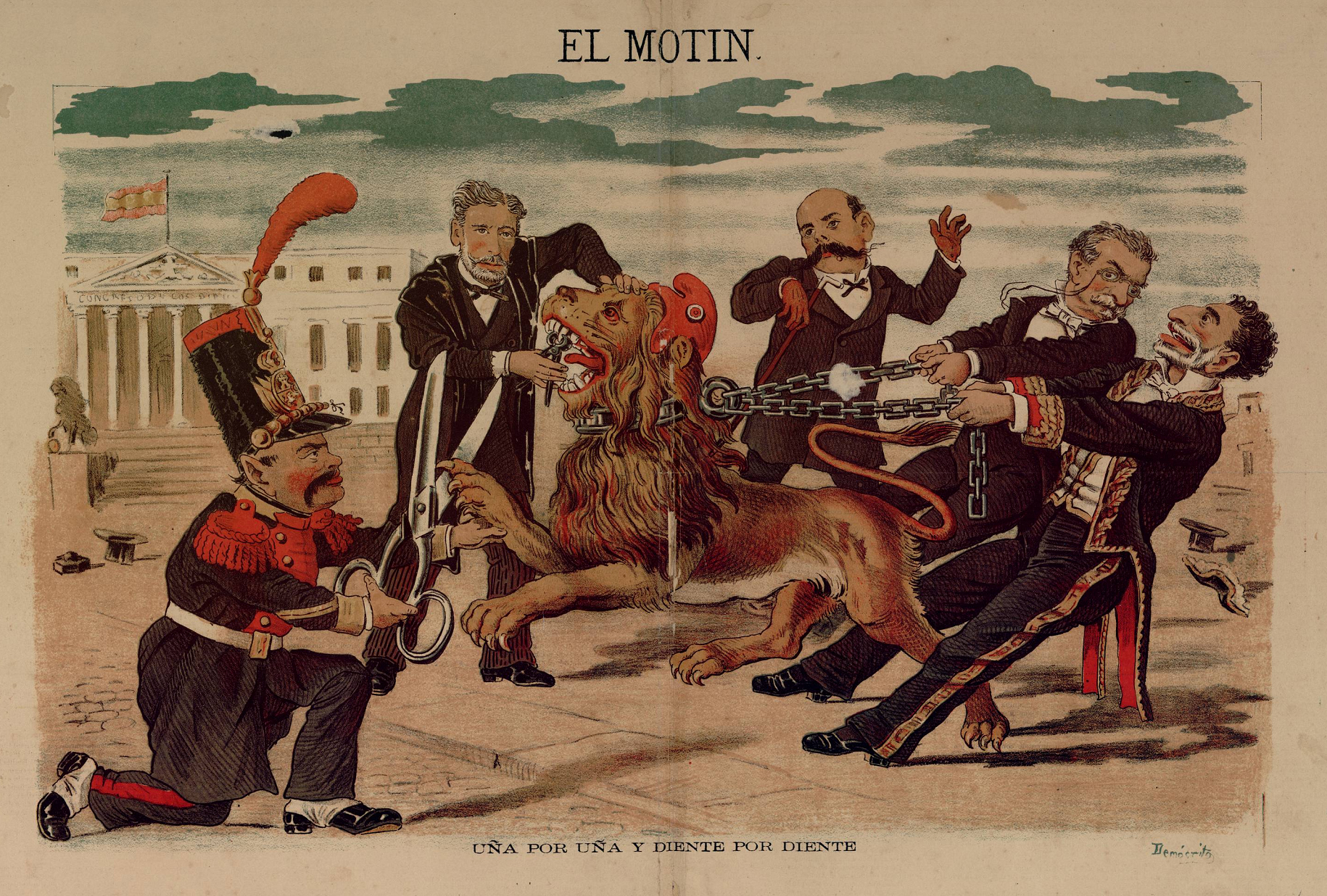
Caricatura de El Motín (16 de octubre de 1881) titulada «Uña por uña y diente por diente». Muestra a Cánovas y a Sagasta sujetando con unas cadenas al león que representa la República, mientras un civil (¿Eugenio Montero Ríos?) le arranca los dientes y un militar (¿ el general Manuel Becerra y Bermúdez?) le corta las uñas de las garras. Emilio Castelar en segundo plano parece hacer aspavientos. Al fondo la fachada del edificio del Congreso de los Diputados.

La sublevación republicana de agosto y la crisis diplomática con Francia de septiembre debilitaron al gobierno, especialmente a los dos principales ministros implicados, Arsenio Martínez Campos en Guerra, y el marqués de la Vega de Armijo, en Estado, lo que fue aprovechado por el Partido Conservador y por la Izquierda Dinástica para presionar a Sagasta e intentar conseguir que dimitiera. En unas declaraciones al periódico francés Le Figaro, publicadas a mediados de septiembre, Cánovas acusó al gobierno de negligencia por lo ocurrido en Badajoz y denunció que se dejase que los periódicos republicanos abrieran suscripciones en apoyo de los militares sublevados. Además la prensa conservadora utilizó el episodio de La Mano Negra como «prueba» de la supuesta incapacidad del Gobierno para asegurar el orden público.
Sagasta se propuso formar un nuevo gobierno más a la izquierda aprovechando la salida del mismo de Martínez Campos y de Vega de Armijo, los dos ministros más derechistas de su gabinete, e intentó, como ya había hecho en enero, atraerse a algún miembro destacado de la Izquierda Dinástica. Pero esta vez no lo consiguió y tuvo que aceptar la oferta que le hizo Cristino Martos de que se formara un gobierno de «conciliación» liberal (con una mitad de ministros fusionistas y otra de izquierdistas) presidido por José Posada Herrera, pasando Sagasta a presidir el Congreso de los Diputados. José Varela Ortega explica así que Sagasta transigiera con la propuesta de la Izquierda Dinástica: «Sagasta se vio acorralado, y no se sintió con fuerzas para contrarrestar el ataque de la Izquierda unida en las Cámaras... Si se atrincheraba en el gobierno corría el riesgo de que las oposiciones pidieran, y el Rey concediera, el decreto de disolución a Posada Herrera, o cualquier otro dirigente Liberal, como único medio de poner fin a las divisiones entre Liberales. Es decir, se jugaba la jefatura. Sagasta decidió una retirada estratégica. Puesto que no querían dejarle demostrar que la unidad con él era posible, demostraría que sin él era imposible».

## El interregno de la Izquierda Dinástica (octubre, 1883-enero, 1884)

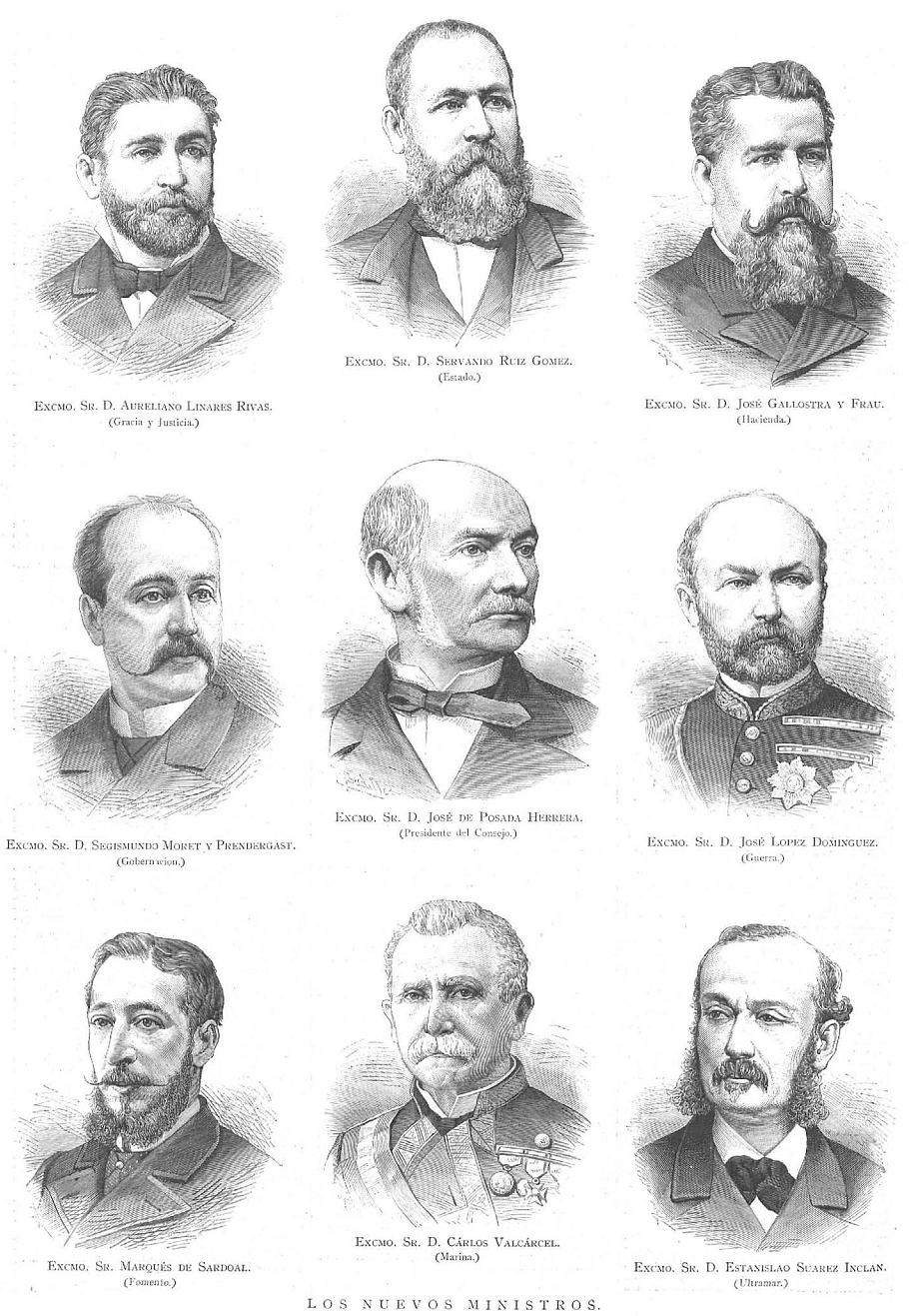
Miembros del gobierno de José Posada de Herrera (en el centro). A su derecha Segismundo Moret (Gobernación) y su izquierda el general José López Domínguez (Guerra).

Tras la dimisión de Sagasta el 11 de octubre, el rey, sin apertura de consultas, ofreció la presidencia del gobierno, tal como habían acordado los liberales y la Izquierda Dinástica, a José Posada de Herrera, que hacía pocos meses que se había unido a los izquierdistas. El gabinete que formó, de «conciliación» liberal, estuvo formado a partes iguales por liberales e izquierdistas, entre los que se encontraban los miembros más destacados del nuevo partido, con Segismundo Moret, en Gobernación; el marqués de Sardoal, en Fomento; y Cristino Martos, actuando como «una especie de jefe de gobierno en la sombra». El rey impuso al general José López Domínguez, también de la Izquierda Dinástica, como ministro de la Guerra. De acuerdo con lo pactado Sagasta ocupó la presidencia del Congreso de los Diputados, puesto desde el que «no dudó en confundir a sus rivales [de la Izquierda Dinástica] con vagas promesas de estar dispuesto a asumir su programa democrático...». La presidencia del Senado fue para el general Serrano.
El gobierno planteó un programa político reformista muy ambicioso, en el que destacó la creación de la Comisión de Reformas Sociales, a iniciativa del ministro de la gobernación Segismundo Moret, y la prohibición de los castigos corporales a los «patrocinados» (los antiguos esclavos que en Cuba seguían trabajando obligatoriamente para sus amos durante ocho años, tras haberse aprobado 1880 la abolición de la esclavitud en Cuba). Sin embargo, el gobierno no pudo sacar adelante la mayoría de sus propuestas ―como la ley de regionalización del país— porque, al no contar con el decreto de disolución de las Cortes que le hubiera permitido «fabricarse» una mayoría en la Cámara, tuvo que estar a expensas de la benevolencia del partido de Sagasta, que era el que la tenía. El propio Sagasta definió la situación con la frase: «lo que hay aquí es un Gobierno sin mayoría y una mayoría sin gobierno».
El choque entre fusionistas e izquierdistas se produjo cuando el Gobierno en el discurso de la Corona propuso la recuperación del sufragio universal (masculino) y la reforma de la Constitución de 1876. En el debate de contestación que tuvo lugar a continuación Sagasta hizo una encendida defensa, «con gran regocijo de Cánovas», del principio de la soberanía compartida rey/Cortes, pilar fundamental del régimen político de la Restauración, abandonando así definitivamente el principio de la soberanía nacional, una de las señas de identidad del liberalismo progresista. Como ha señalado José Varela Ortega en aquel momento el partido liberal se hace canovista y de esta forma, según Feliciano Montero, «el régimen político quedaba consolidado». Además, como ha indicado Carlos Dardé, Sagasta quiso demostrar que la unidad de los liberales sin él era imposible. Una valoración que comparte Manuel Suárez Cortina.
Dos diputados fusionistas presentaron entonces una moción en la que se proponía el aplazamiento de la implantación del sufragio universal y el gobierno perdió la votación, pues solo consiguió que 126 diputados rechazaran la propuesta, mientras que 221 diputados, todos ellos fusionistas, la apoyaron. Posada Herrera tuvo que dimitir. «Sagasta estaba radiante». Entonces el rey Alfonso XII llamó a formar gobierno al líder del Partido Conservador, Cánovas de Castillo, «como castigo a la desunión» de las familias liberales. «Los liberales aprendieron la lección: para gobernar debían unirse».

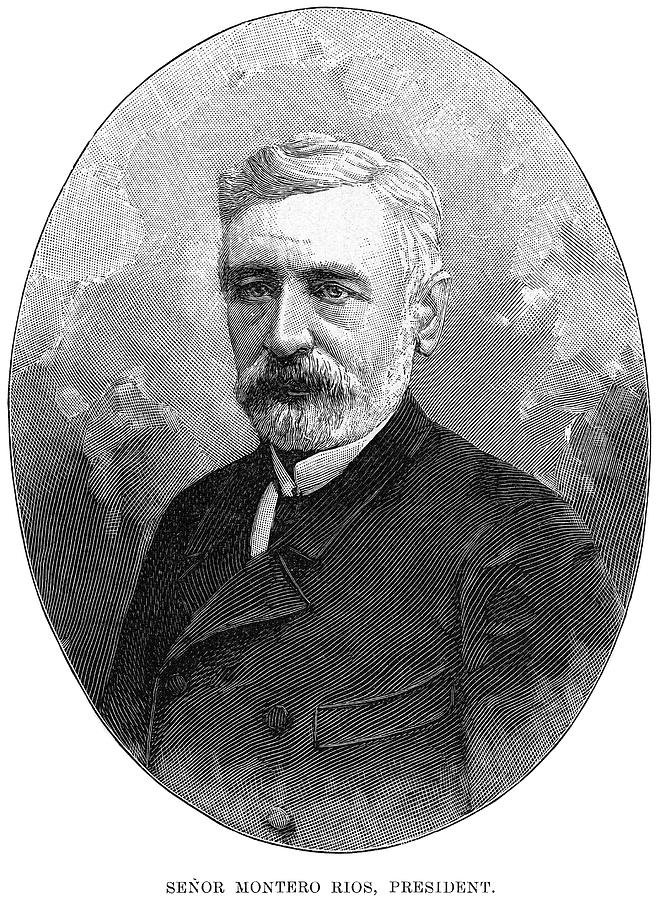
Eugenio Montero Ríos, redactor junto con Manuel Alonso Martínez de la «ley de garantías», el nuevo programa del partido liberal aprobado en 1885.

Casi todos los miembros de la Izquierda Dinástica acabarían integrándose en el partido de Sagasta. Las elecciones de 1884 fueron clave, ya que los fusionistas obtuvieron más de cuarenta diputados y la Izquierda Dinástica doce menos. «El desastre electoral precipitó el desenlace. Una tras otra, las facciones de la Izquierda fueron rindiendo pleitesía a la jefatura sagastina», ha destacado José Varela Ortega. En junio de 1885, año y medio después del fin de su brevísimo gobierno ―había durado 90 días―,, el grueso de la Izquierda Dinástica se integró en el Partido Liberal de Sagasta, gracias a la aprobación de una llamada «ley de garantías» elaborada por Manuel Alonso Martínez y Eugenio Montero Ríos. La «ley de garantías» era el nuevo programa del partido liberal en el que se recogía la protección para los derechos y libertades reconocidos en la Constitución, la extensión del sufragio a toda la población masculina y el juicio por jurado. Pero lo más importante de la «ley de garantías» estribaba en la renuncia al principio de la soberanía nacional, que siempre habían defendido los «revolucionarios de 1868», y en la aceptación de la soberanía compartida «de las Cortes con el Rey», principio doctrinario en el que se basaba el régimen político de la Restauración. Una minoría de la Izquierda Dinástica encabezada por el general José López Domínguez, no se integró en el partido de Sagasta al no conseguir que las propuestas de la «ley de garantías» se incluyeran en la Constitución. Pero, «el Partido Liberal unido estaba de nuevo en condiciones de exigir el poder».

## El segundo gobierno conservador de Cánovas (1884-1885)

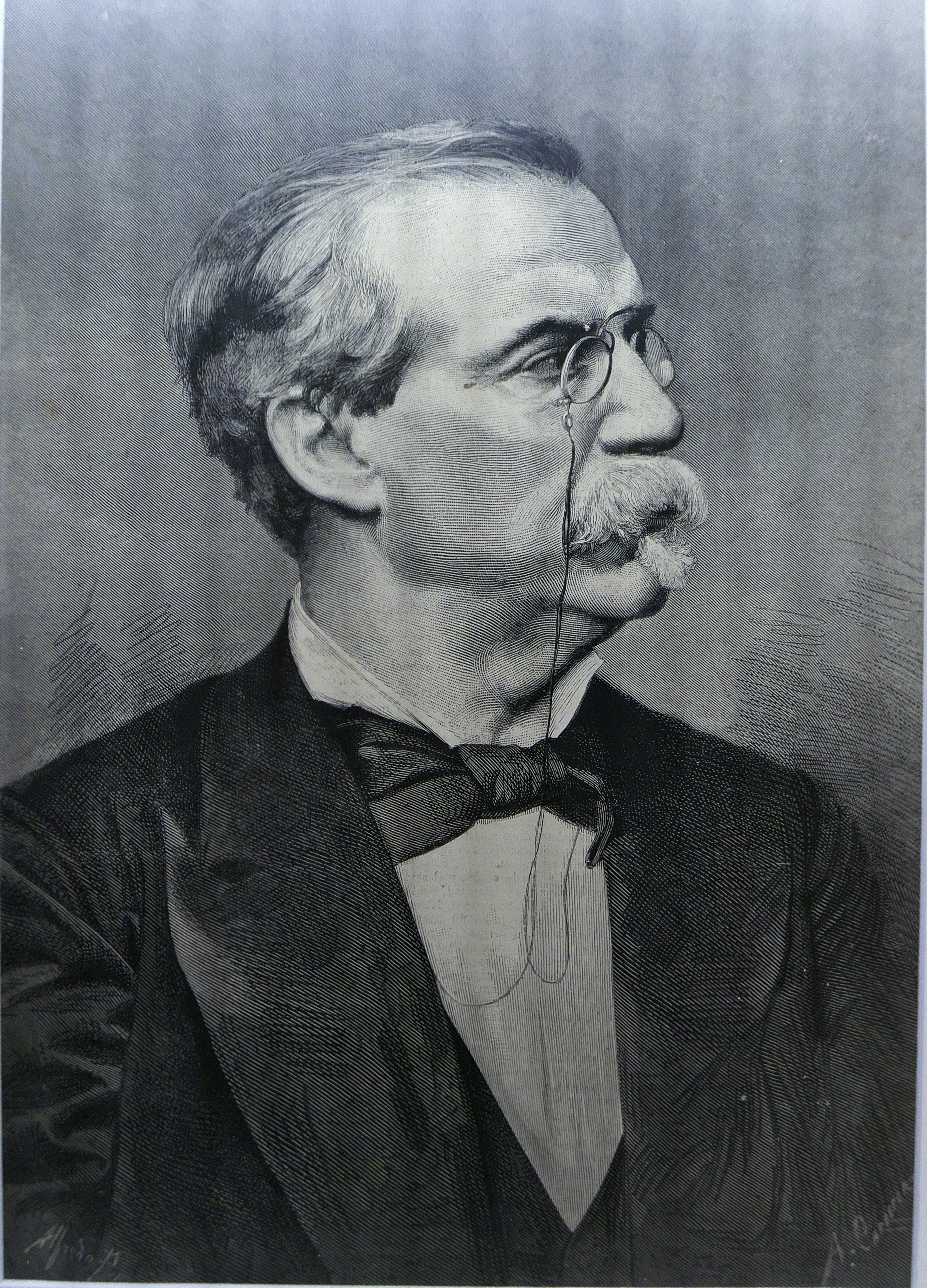
Antonio Cánovas del Castillo en 1884.

En enero de 1884 Cánovas del Castillo ―que no consiguió que la presidencia la ostentara Romero Robledo o algún otro líder conservador y así él podría retirarse temporalmente de la política, debido a la oposición de su partido y del propio monarca― formó gobierno. Romero Robledo volvería a ocupar la cartera de Gobernación, mientras que su «enemigo» Francisco Silvela se hizo cargo del Ministerio de Gracia y Justicia.

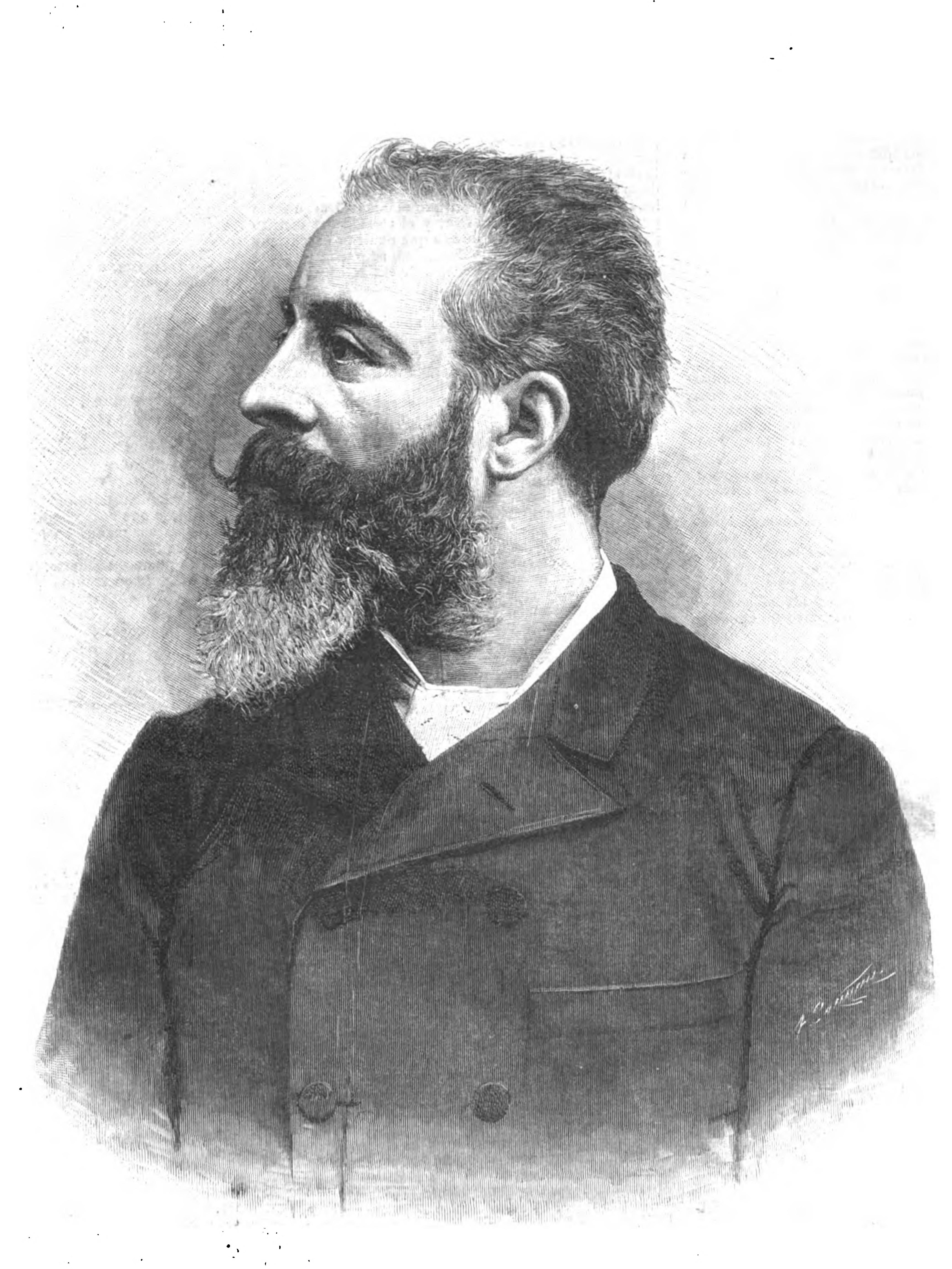
El neocatólico Alejandro Pidal y Mon, ministro de Fomento. «Para Cánovas significaba la ampliación por la derecha de la base del partido [conservador] y la integración en el régimen de una parte del electorado carlista».

El nuevo gobierno que formó Cánovas presentó una novedad muy importante: la presencia en el mismo del neocatólico Alejandro Pidal y Mon, como ministro de Fomento, al parecer «por expreso deseo del rey». Pidal y Mon había destacado durante el debate de la Constitución de 1876 por su férrea defensa de la unidad católica, pero en 1880 había aceptado la legalidad vigente e hizo un sonado llamamiento a «las honradas masas que, arrojadas al campo por los excesos de la revolución, formaron el partido carlista» para que se unieran al campo conservador. Para alcanzar ese objetivo Pidal y Mon había fundado en 1881 el partido Unión Católica, que seguía la posición más posibilista respecto del Estado Liberal del nuevo papa León XIII ―este había aconsejado a los neocatólicos españoles que se sometieran «respetuosamente a los poderes constituidos… para trabajar unidos… por la reforma en sentido católico» y que fueran a «engrosar el partido más afín»―. Por su parte la jerarquía eclesiástica española se dividió entre los obispos que siguieron condenando el liberalismo ―«El liberalismo es pecado», se titulaba el opúsculo del sacerdote Félix Sardá y Salvany― y continuaron alineándose con el carlismo y los que aceptaron la nueva orientación pontificia y siguieron las directrices del recién nombrado nuncio del papa en España Mariano Rampolla del Tindaro.
Entre los liberales y los republicanos la entrada de Pidal y Mon en el Gobierno causó una honda preocupación porque temían una aplicación restrictiva del artículo 11 de la Constitución. Lo cierto fue que Pidal y Mon aprobó en 1885 un real decreto por el que se reconocían oficialmente las enseñanzas impartidas por los colegios privados religiosos (calificados como «asimilados» si cumplían unas condiciones mínimas) lo que provocó que a partir de entonces estos cobraran un enorme impulso, mientras que el Estado seguía sin invertir en la enseñanza pública. Por su parte los carlistas y los integristas de El Siglo Futuro se mostraron indignados: «¡Ahí tienen ustedes en lo que ha venido a parar la Unión Católica! ¡Pidal, para ser ministro, se ha entregado al liberalismo canovista!».
Feliciano Montero ha destacado que para Cánovas la entrada en el gobierno de Pidal y Mon «significaba la ampliación por la derecha de la base del partido [conservador] y la integración en el régimen de una parte del electorado carlista» y «para una parte de los católicos suponía poner en práctica la táctica posibilista del mal menor».

Accidente ferroviario conocido como la catástrofe del puente de Alcudia en la que fallecieron 53 personas (La Ilustración Española y Americana, 8 de mayo de 1884).

El 27 de abril de 1884 ―ese día tuvo lugar el grave accidente ferroviario conocido como la catástrofe del puente de Alcudia en la que fallecieron 53 personas― se celebraron elecciones, de nuevo por sufragio censitario, que como era previsible proporcionaron una amplia mayoría al Partido Liberal-Conservador (318 diputados) gracias al «buen hacer» de Romero Robledo desde el Ministerio de la Gobernación. El Partido Republicano Progresista de Manuel Ruiz Zorrilla, exiliado en Londres, optó por el retraimiento y no se presentó a las elecciones, previendo los «manejos» de Romero Robledo. En cambio, los republicanos posibilistas de Emilio Castelar, sí se presentaron y fueron recompensados con cinco escaños. La arbitraria política electoral de Romero Robledo a favor de los conservadores, que incluso obligó a intervenir al propio Cánovas, provocaría su salida del Gobierno al año siguiente. De hecho sus «maniobras» electorales habían provocado que los liberales, a los que se habían sumado las facciones de la Izquierda Dinástica encabezadas por Moret y por Montero Ríos, se unieran con los republicanos para formar candidaturas conjuntas para las elecciones municipales de mayo 1885, en las que el gobierno resultó derrotado en Madrid y en otras 27 ciudades. Sagasta había calificado a las Cortes salidas de las elecciones de abril de 1884 de «deshonradas antes de nacidas». La razón inmediata de la forzada dimisión de Romero Robledo fue su controvertida actuación frente a la epidemia de cólera del verano de 1885.
La alianza de los conservadores con los católicos sellada con la entrada en el gobierno de Pidal y Mon no estuvo exenta de tensiones. En el verano de 1884 unas declaraciones parlamentarias de este sobre el Reino de Italia, no reconocido por la Santa Sede, y que fueron explotadas por los liberales, provocaron un serio problema diplomático de difícil solución, porque un desmentido ante el gobierno italiano causaría una gran indignación en el Vaticano y la movilización de los católicos en contra el Gobierno. Pocos meses después, el 1 de octubre, tenía lugar un nuevo incidente con motivo del discurso inaugural del curso académico 84-85 en la Universidad Central de Madrid pronunciado por el catedrático masón y republicano Miguel Morayta en presencia del ministro Pidal y Mon que presidía el acto. El discurso de Morayta trataba sobre el Antiguo Egipto, pero en él puso en cuestión la fiabilidad histórica de la Biblia e hizo una defensa apasionada de la libertad de cátedra. Pidal y Mon le respondió en el discurso de clausura del acto que la libertad de cátedra se debía ejercer «dentro de las leyes y la órbita que señala a la enseñanza la Constitución de la monarquía católica y constitucional».

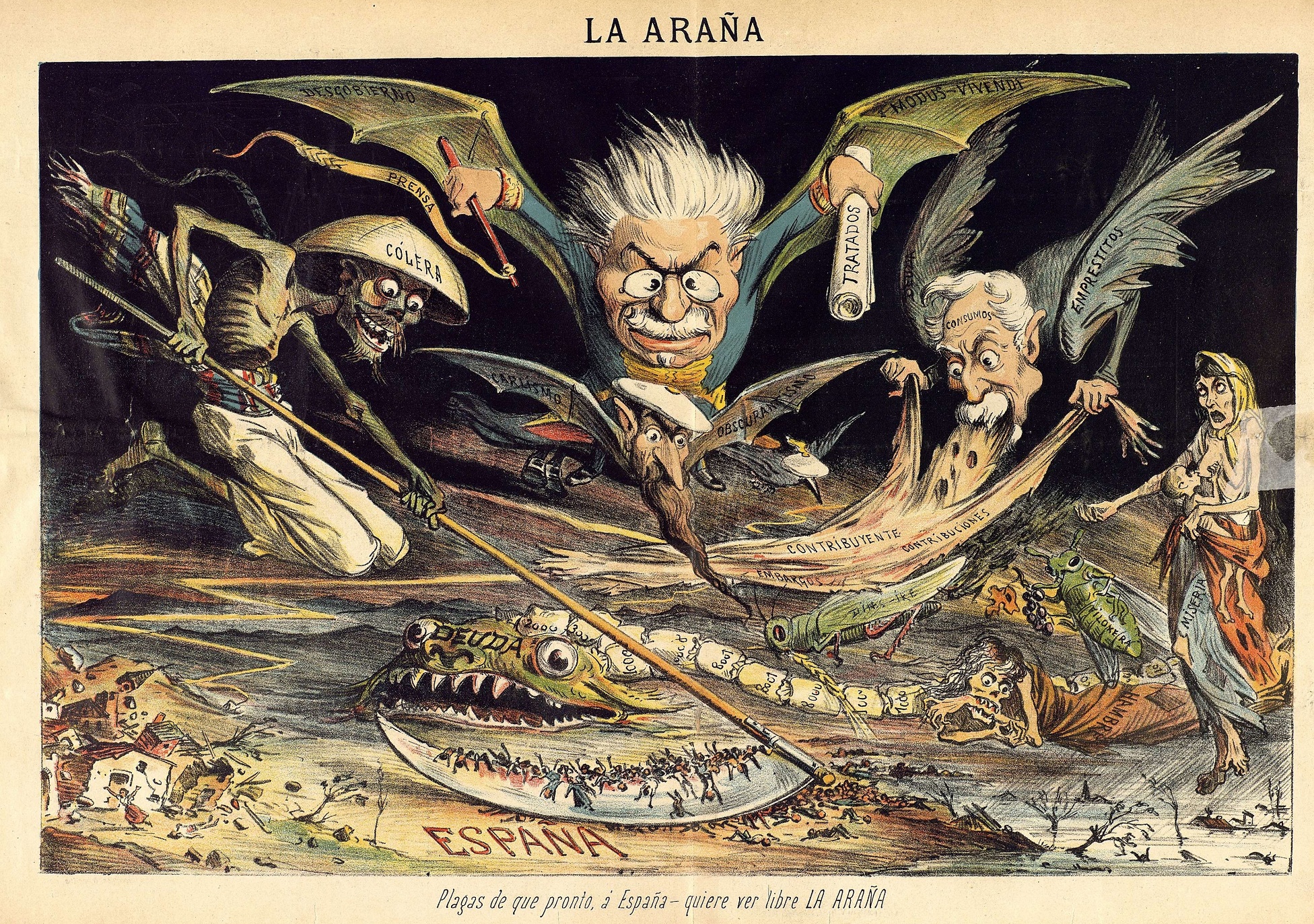
Caricatura de La Araña sobre las plagas que azotan a España (15 de agosto de 1885). Arriba Cánovas desplegando dos alas (Desgobierno, Modus vivendi). En el centro el pretendiente carlista Carlos VII con cuerpo de murciélago y en las alas las palabras Carlismo y Oscurantismo. Alrededor el resto de plagas: cólera, deuda, filoxera, hambre, miseria, empréstitos, contribuciones, embargos...

La reacción de la jerarquía católica más ultramontana al discurso de Morayta fue inmediata y varios obispos publicaron pastorales condenando el liberalismo, la masonería y las escuelas laicas. Por su parte la prensa católica integrista pidió la salida del gobierno de Pidal y Mon. El Siglo Futuro lo acusó de había autorizado y aplaudido un discurso anticristiano. Quien fue más lejos en su ataque fue el obispo de Palencia, ya que en una pastoral hecha pública en enero de 1885 llegó a cuestionar la legitimidad del régimen constitucional, lo que provocó que el Gobierno presentara una protesta formal ante el Vaticano, consiguiendo que este rectificara los criterios defendidos por el prelado. Los mayoría de los estudiantes de la Universidad Central se pusieron de parte del catedrático Morayta y sus protestas fueron duramente reprimidas por las fuerzas de orden público.
La crisis provocada por el discurso de Morayta acentuó la división de los católicos españoles hasta el punto de que el sector integrista llegó a discutir la autoridad del nuncio Rampolla, que había intervenido en el conflicto apoyando las posiciones posibilistas. Como ha destacado Feliciano Montero, «la ofensiva integrista, al poner en cuestión la autoridad del nuncio sobre los obispos, atacaba los fundamentos de la política conciliadora que por vía diplomática estaban desarrollando, respectivamente, el Gobierno de Cánovas y la Santa Sede. Se imponía, pues, una reacción urgente y contundente por parte de ésta. El 15 de abril, el secretario de Estado, Jacobini, desautorizaba expresamente un artículo del órgano integrista El Siglo Futuro (de 9 de marzo de 1885), y le exigía una rectificación pública».

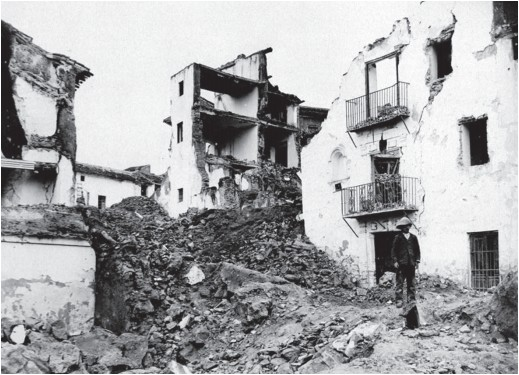
Casas derruidas en Alhama de Granada como consecuencia del terremoto de Granada de 1884.

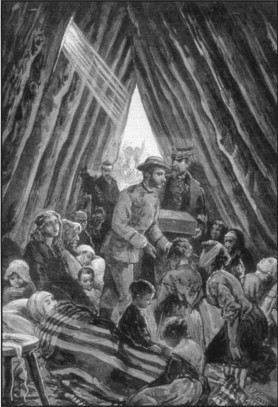
Visita del rey Alfonso XII a las víctimas del terremoto de Granada de 1884.

En la Navidad de 1884 se produjo un terremoto con epicentro en Granada que asoló esta provincia y la de Málaga y también, aunque en menor medida, las de Jaén, Córdoba y Sevilla. Hubo centenares de muertos, miles de personas se vieron afectadas y se produjeron escenas de pánico tras las réplicas del seísmo ―el 31 de diciembre unas 10 000 huyeron de la ciudad de Granada―, todo ello agravado por una intensa ola de frío y las inclemencias del tiempo. El rey visitó la zona en enero de 1885, a pesar de su precario estado de salud ―en el otoño de 1883 había padecido unas «fiebres intermitentes» que se habían vuelto a reproducir doce meses después―. El 10 de enero llegó a Granada. Por las cartas que escribió a su hermana Paz se conocen las duras condiciones de su estancia allí. Tras su vuelta a Madrid desde Málaga el 22 de enero Alfonso XII comentó: «la administración de aquellas regiones es todavía peor que los terremotos».

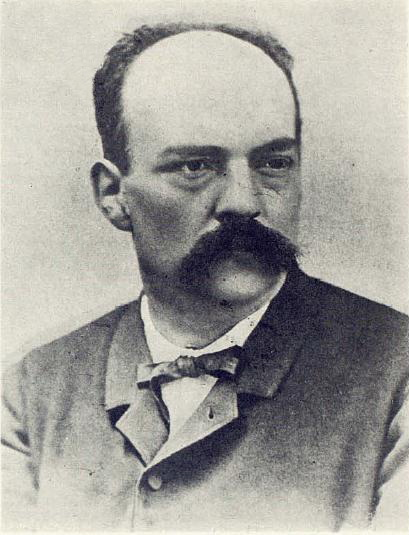
Valentí Almirall, uno de los principales impulsores y redactores del Memorial de greuges (‘Memorial de agravios’). Al año siguiente publicaría Lo catalanisme, una obra clave en la historia del catalanismo político.

En marzo de 1885 se le abrió un nuevo frente al gobierno en Cataluña. El día 15 de ese mes se presentó directamente al rey Alfonso XII —saltándose al Parlamento y al Gobierno― un Memorial de greuges (‘Memorial de agravios’) en el que se denunciaban los tratados comerciales que se iban a firmar —en especial el de Gran Bretaña, que amenazaba a la industria catalana— y las propuestas unificadoras del Código Civil que ponían en peligro la existencia del derecho civil catalán. El primer paso para su elaboración había sido la celebración en enero en la Llotja de Mar de Barcelona de un gran mitin convocado por el Centre Catalá, la primera entidad catalanista claramente reivindicativa que había surgido en 1882 tras la celebración el año anterior del Primer Congreso Catalanista. Su promotor era Valentí Almirall, un antiguo republicano federal que, tras el fracaso de la Primera República, había dado un «giro catalanista» y había roto con el grueso del Partido Federal, que dirigía Pi y Margall. De hecho Almirall había participado en la redacción del Memorial (al año siguiente publicaría Lo catalanisme, una obra clave en la historia del catalanismo político).
Aunque el rey se mostró cordial y receptivo ante la delegación catalana que había viajado a Madrid para entregarle el manifiesto, presidida por Mariano Maspons y Labrós, el recibimiento en la capital por parte de la clase política y de la prensa fue bastante hostil. Lo contrario de lo que sucedió a su vuelta a Barcelona donde los miembros de la delegación fueron aclamados y se imprimieron miles de ejemplares del Memorial, lo que contribuyó a difundir las ideas catalanistas entre la población. En la conclusión del documento se decía:

¿Cómo salir de tal estado? Solo hay un camino justo y conveniente a un tiempo. El que se desprende de todas las páginas de esta Memoria: abandonar la vía de la absorción y entrar de lleno en la de la verdadera libertad. Dejar de aspirar a la uniformidad para procurar la armonía de la igualdad con la variedad, o sea la perfecta Unión entre las varias regiones españolas [...]
 Cuando existen en el país grupos o razas de distinto carácter, cuya variedad casualmente se demuestra en la existencia de legislaciones distintas y aún diversas, la unificación, lejos de ser útil, es perjudicial a la misión civilizadora del Estado.

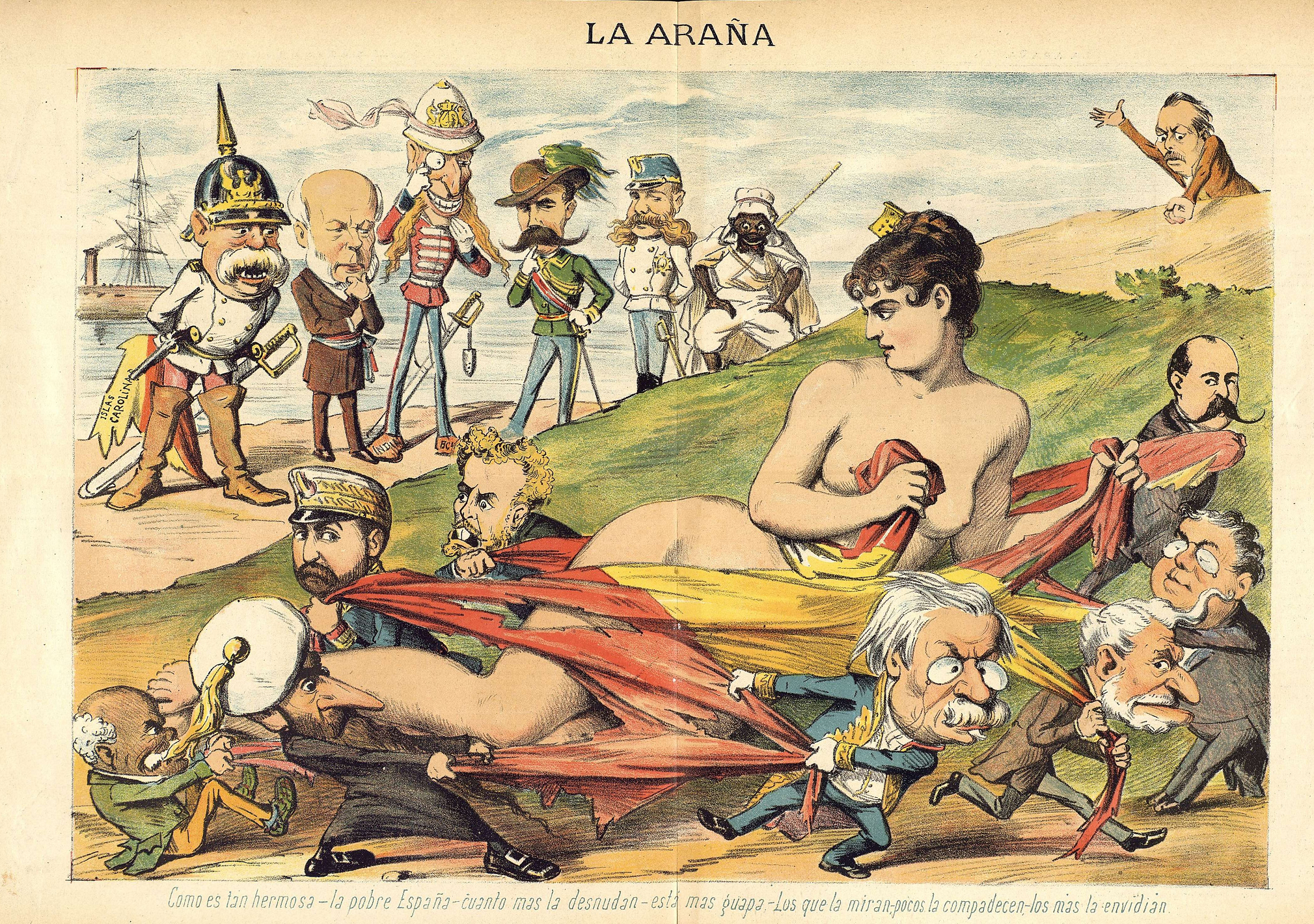
Caricatura de La Araña publicada el 22 de agosto de 1885, en plena crisis de las Carolinas. El pie de imagen dice: «Como es tan hermosa - la pobre España - cuanto más la desnudan - está más guapa - Los que la miran - pocos la compadecen - los más la envidian». Desnudando a la mujer que representa España aparecen Cánovas, Sagasta, Segismundo Moret, el pretendiente carlista Carlos VII, Francisco Romero Robledo y el general José López Domínguez. En la lejanía se escandaliza Manuel Ruiz Zorrilla. Contemplan la escena el canciller alemán Otto von Bismarck, el presidente de la República Francesa Jules Grévy y el rey de Italia, entre otros mandatarios extranjeros.

A los problemas con los católicos y con los «catalanistas» se sumó la crisis de las Carolinas del verano de 1885. En el marco de la Conferencia de Berlín, que selló el reparto colonial de África por parte de las potencias europeas, el Imperio alemán impugnó el 11 agosto la soberanía española sobre las islas Carolinas, situadas en el Pacífico, aplicando uno de los criterios acordados en Berlín: que España no había ocupado el archipiélago. En efecto, en el archipiélago no residía autoridad española alguna. Sus asuntos los llevaba el cónsul español en Hong Kong, situado a miles de kilómetros. La respuesta del gobierno de Cánovas fue establecer en la isla de Yap un gobierno político-militar encabezado por el teniente de navío Enrique Capriles que llegó a la isla el 21 de agosto. Pero sólo seis días después se presentó en Yap un cañonero alemán con fuerzas de desembarco que izaron allí la bandera del imperio. El gobierno español presentó una enérgica protesta acompañada de un memorándum en el que refería «los títulos y razones de todo género que abonan y sustentan la soberanía de España».

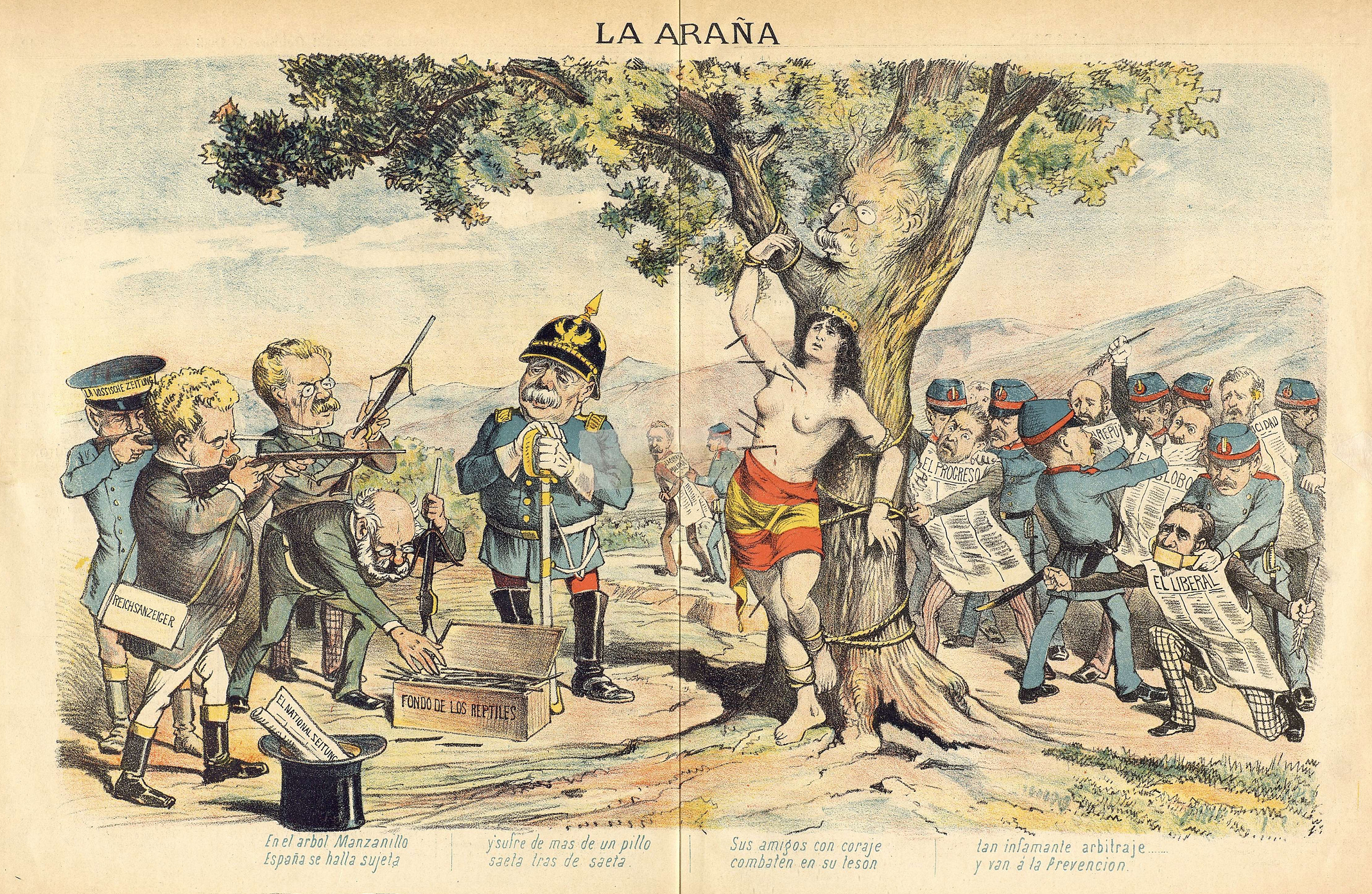
Caricatura de La Araña publicada el 2 de octubre de 1885 en plena crisis de las Carolinas. El pie de imagen dice: «En el árbol Manzanillo / España se haya sujeta / y sufre de más de un pillo / saeta tras saeta. / Sus amigos con coraje / combaten en su tesón / tan infamante arbitraje / y van a la Prevención». Representa los ataques de la prensa alemana, pagada por el canciller Bismarck, hacia España, representada por una joven semidesnuda atada a un árbol que encarna al presidente del Gobierno español Cánovas, mientras que la prensa española que intenta defenderla es censurada y sus responsables detenidos.

La actuación alemana provocó una fuerte reacción popular y se produjeron manifestaciones de protesta en varias ciudades ―en Barcelona, Valencia, Sevilla, Granada― que culminaron el 4 de septiembre con una gran concentración ante la embajada alemana en Madrid, que corrió el riesgo de ser asaltada ―el escudo y el asta de la bandera fueron arrancados de la fachada y quemados en la Puerta del Sol, muy cercana a la sede diplomática―. Algunos generales y sociedades colonialistas pidieron la ruptura de relaciones diplomáticas con el Imperio Alemán, lo que ponía en peligro las negociaciones que ya había iniciado Cánovas —con el total respaldo del rey que le ratificó su confianza— con el canciller alemán Otto von Bismarck. Este, conocedor de la gravedad de la enfermedad del rey, cuya muerte podía desestabilizar España, propuso el 2 de octubre que el papa León XIII actuara como mediador del conflicto, lo que el gobierno español aceptó. El 22 octubre se hizo pública su resolución por la que se reconocía la soberanía española sobre el archipiélago siempre que procediera a su ocupación militar y administrativa y se reconociera la libertad de comercio y de explotación agrícola para Alemania.

1.º. Se afirma la soberanía de España sobre las islas Carolinas y Palaos. 2.º. El Gobierno español, para hacer efectiva la soberanía, se obliga a establecer, lo más pronto posible, en dicho archipiélago, una administración regular, con fuerza suficiente para garantizar el orden y los derechos adquiridos. 3.º. España ofrece a Alemania plena y entera libertad de comercio, de navegación y de pesca en esas mismas islas, como asimismo el derecho de establecer en ellas una estación naval y un depósito de carbón. 4.º. Se asegura igualmente a Alemania la libertad de hacer plantaciones en dichas islas y de fundar en ellas establecimientos agrícolas del mismo modo que los súbditos españoles.

Coincidiendo con la crisis de las Carolinas, se extendió una epidemia de cólera, que llegó a través de Francia y que inicialmente afectó al este del país y después se extendió al resto. Acabaría provocando la obligada dimisión del ministro de la Gobernación Francisco Romero Robledo por la equivocada política que aplicó para controlar la epidemia basada casi únicamente en el aislamiento y la cuarentena, resistiéndose a utilizar la vacuna del doctor Ferrán. El detonante fue su precipitada declaración oficial de cólera en Madrid cuando sólo se habían producido cinco casos, lo que provocó la alarma general y la ausencia de clientes en los comercios.

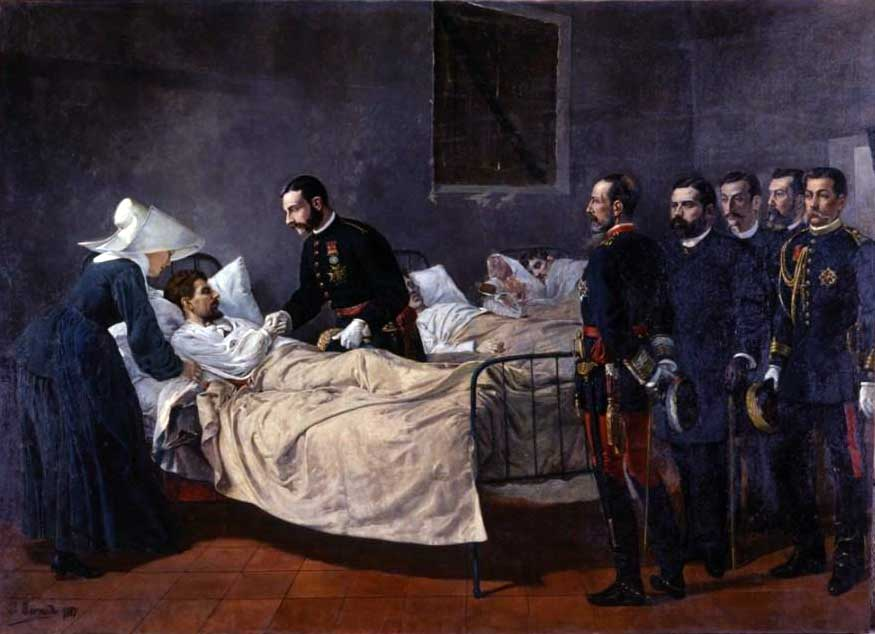
Cuadro de José Bermudo Mateos que representa la visita que hizo Alfonso XII a un hospital de Aranjuez donde estaban ingresados los enfermos de cólera. No contó con la aprobación del gobierno porque temía por su salud.

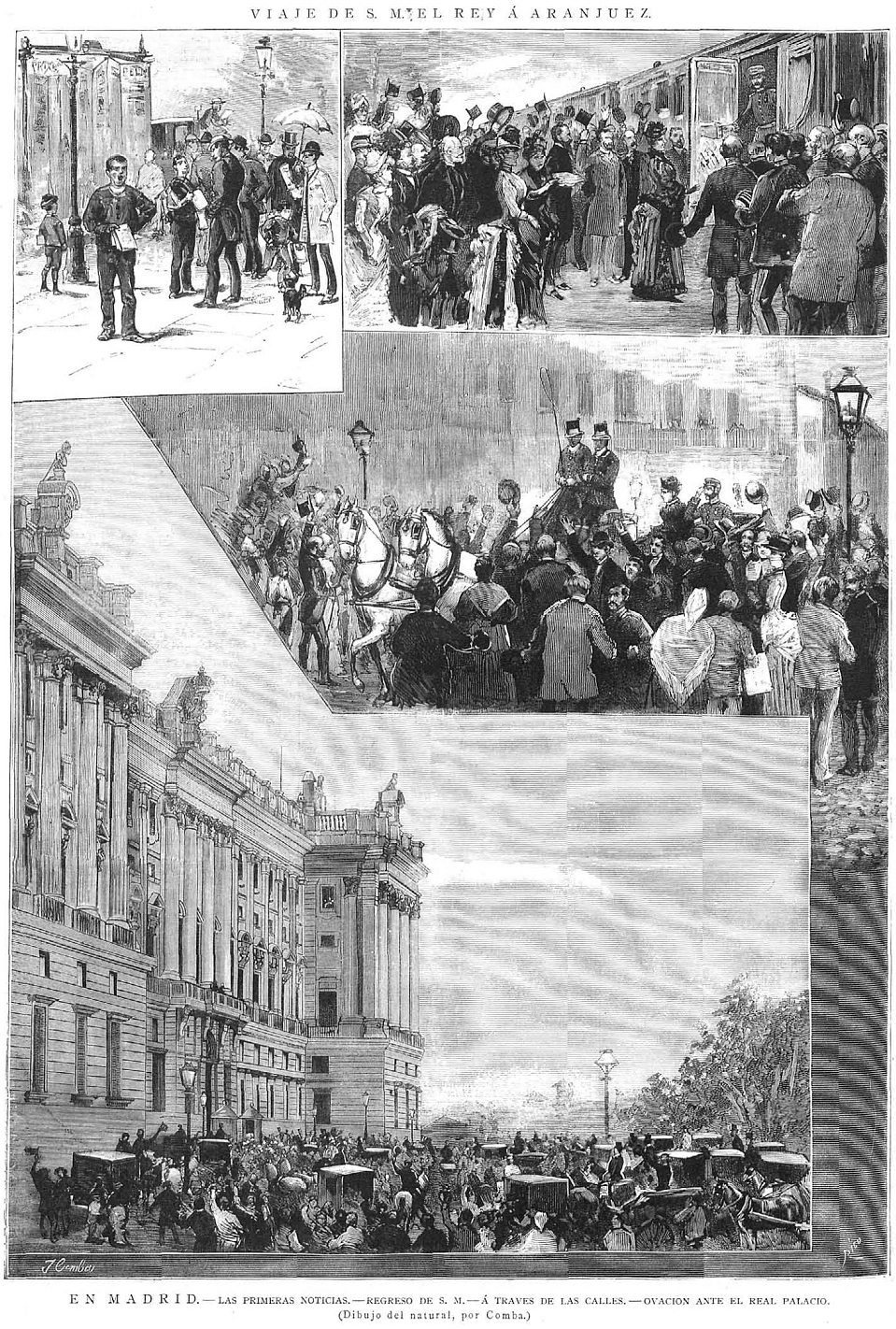
Grabados publicados por La Ilustración Española y Americana que muestran el viaje de Alfonso XII a Aranjuez para visitar a los enfermos de cólera y el enorme impacto que tuvo entre la población que lo aclamó cuando volvió a Madrid.

A pesar de que su estado de salud estaba empeorando ―«como hombre valeroso, resiste bien y oculta los progresos de la dolencia a la Reina y a los médicos, pero pierde fuerzas cada día», comentó en privado Cánovas del Castillo―, el rey realizó una escapada de incógnito a Aranjuez para visitar a los enfermos de cólera de la localidad, lo que provocó una crisis constitucional, ya que lo hizo contra la prohibición expresa del gobierno. El rey era consciente de lo que hacía, ya que antes de coger el tren en la Estación del Mediodía al amanecer del 2 de julio le había escrito una carta a Cánovas ―otra a la reina― en la que le decía: «Perdone usted, querido don Antonio, que por una sola vez falte a la consideración que le debo…». Sin embargo, al conocerse la noticia el entusiasmo popular se desbordó y hasta el Congreso de los Diputados y el Senado levantaron sus sesiones dando vivas al rey para que los miembros de las dos cámaras pudieran acudir a recibirle a su regreso esa misma tarde.

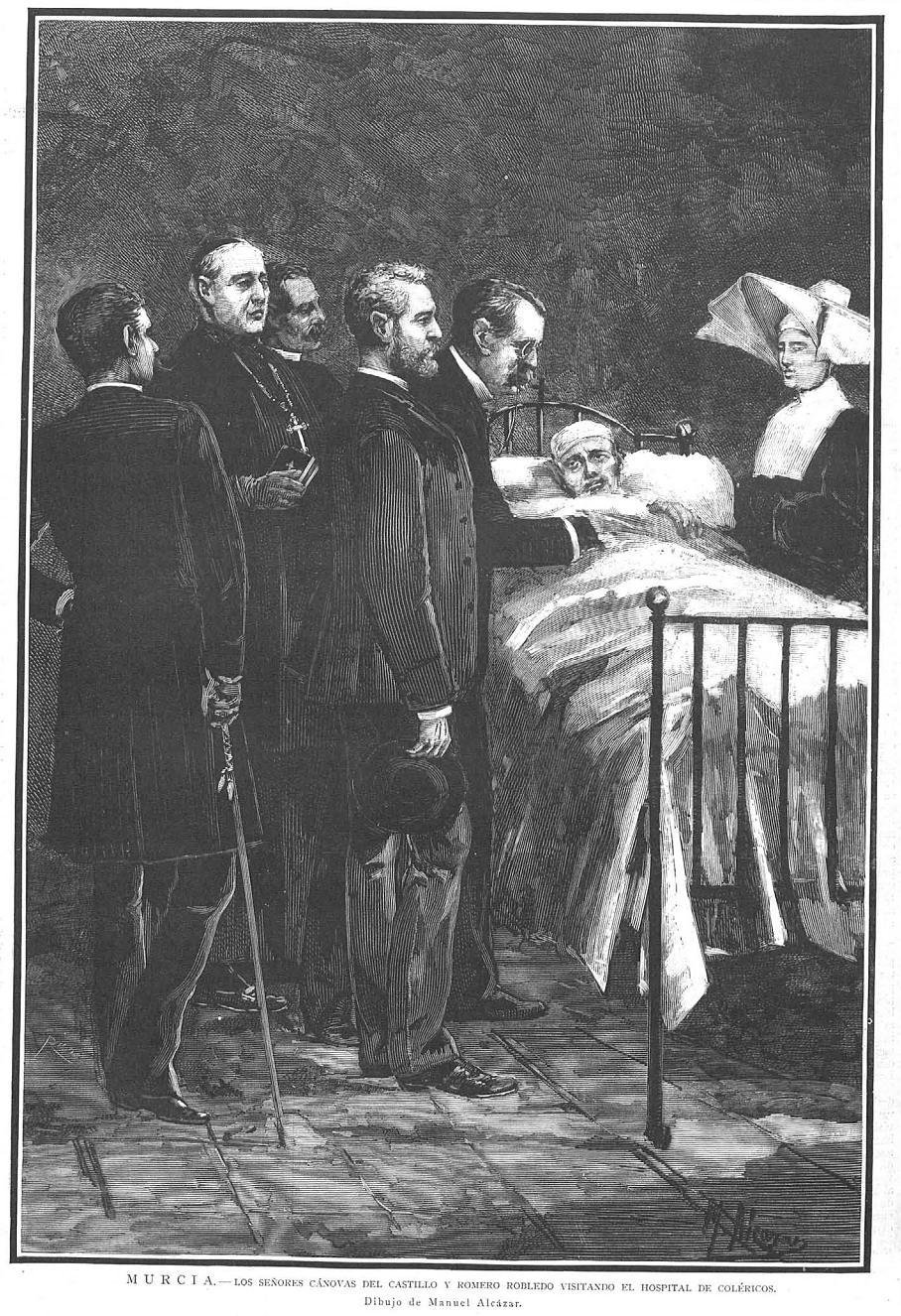
Cánovas, presidente del Gobierno, y Romero Robledo, ministro de la Gobernación, visitando a enfermos de cólera en Murcia. La Ilustración Española y Americana, 8 de julio de 1885.

La epidemia del cólera puso en evidencia las deficiencias sanitarias e higiénicas que padecía España ―muchas ciudades seguían careciendo de alcantarillado y de un sistema de abastecimiento de agua potable―, su bajo nivel científico ―como lo demostró la resistencia mostrada a aplicar la vacuna Ferrán―, las enormes desigualdades sociales que existían ―la tasa de mortalidad fue mucho mayor entre las clases bajas que entre las altas, ya que estas, entre otras cosas, pudieron huir al norte donde no había epidemia― y el peso que mantenía el catolicismo en España ―en sentido negativo, por las predicaciones que presentaban la epidemia como un castigo moral; en sentido positivo, por la actuación de las instituciones de beneficencia católicas que suplieron las deficiencias de las públicas, prácticamente inexistentes―.

## La muerte del rey Alfonso XII y el «Pacto de El Pardo»: el inicio del «turno» (pactado)
A partir de agosto de 1885 la salud del rey fue un tema recurrente de las conversaciones en todos los círculos de la capital. Alfonso XII padecía tuberculosis ―«con foco de infección en su infancia, con manifestaciones efímeras y en estado latente hasta su juventud», que no se manifestaría claramente hasta finales de 1883― y se encontraba cada vez más débil. Su «ajetreada vida nocturna ―unida al intenso trabajo diurno―» habían agravado su enfermedad.

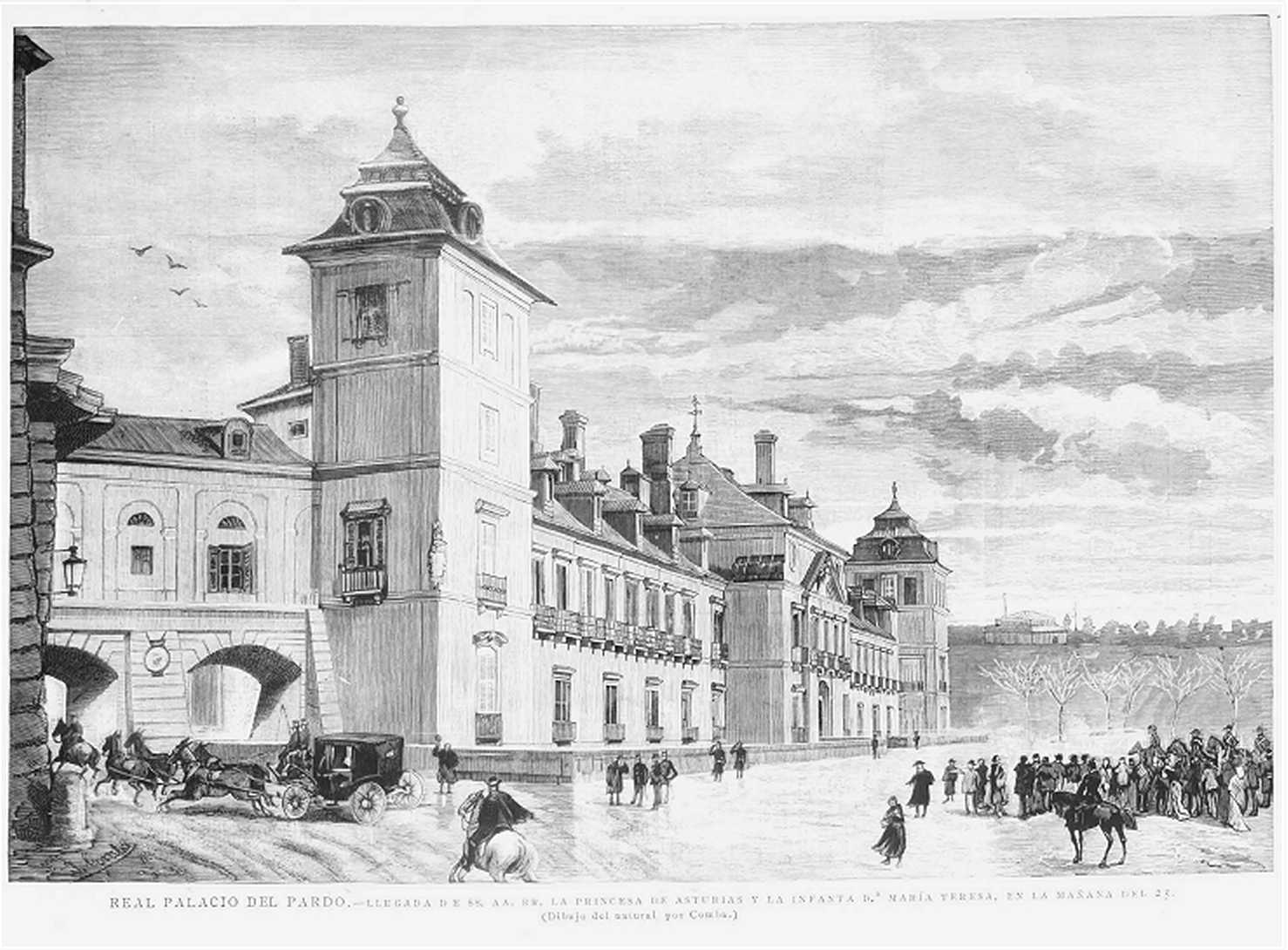
El Palacio de El Pardo en 1885. El 31 de octubre Alfonso XII se trasladó allí por recomendación de los médicos. Allí fallecería el 25 de noviembre.

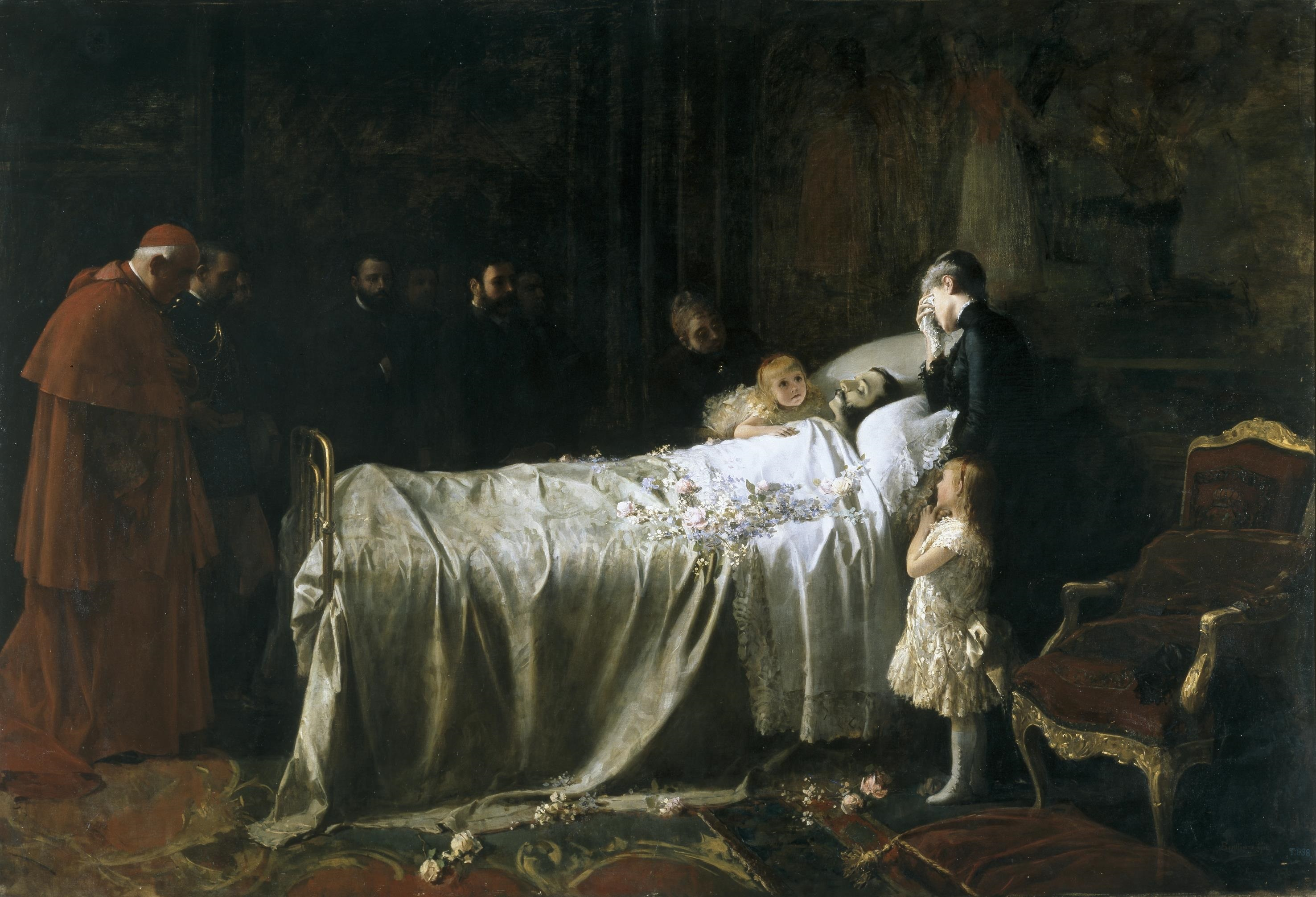
Muerte de Alfonso XII o el Último Beso (1887) de Juan Antonio Benlliure. Junto al lecho la reina María Cristina de Habsburgo y las dos hijas de los monarcas.

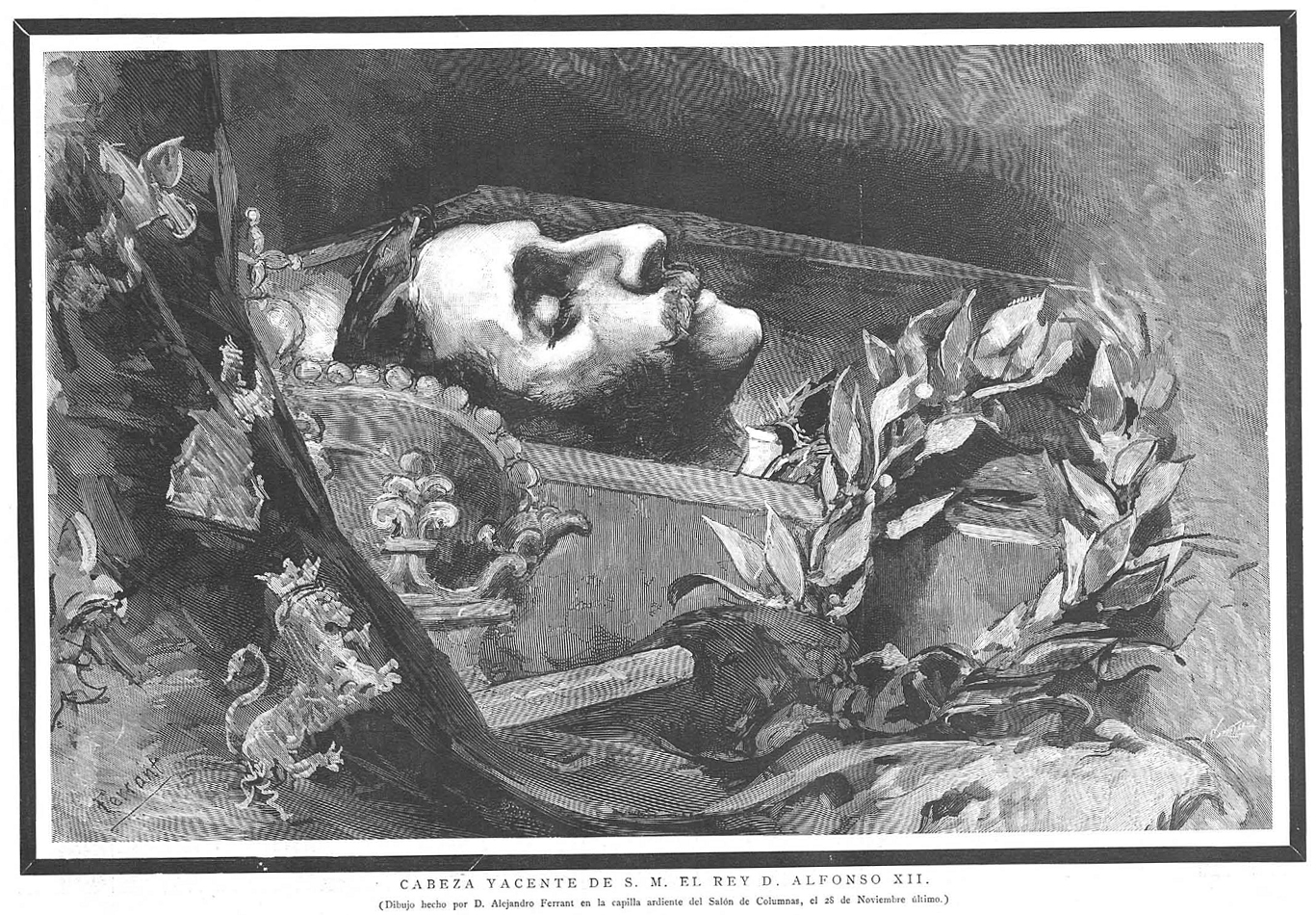
Grabado publicado el 8 de diciembre de 1885, trece días después de la muerte del rey.

El 28 de septiembre de 1885 Laureano García Camisón, médico de cabecera del monarca, le comunicó al presidente del gobierno Cánovas del Castillo que al rey le quedaban pocas semanas de vida y que aconsejaba que se trasladara al Palacio de El Pardo con la esperanza de que allí mejorara. Sin embargo, el rey siguió cumpliendo con sus obligaciones y no se marchó a El Pardo hasta el 31 de octubre. El 23 de noviembre allí le visitó el embajador alemán que lo encontró con la cara «completamente blanca y sin sangre, sus labios azules, la boca a medio cerrar y sus ojos sin ninguna vida, lo mismo que su voz y toda su apariencia». El rey le dijo: «Pensaba que era físicamente muy fuerte… He quemado la vela por los dos extremos. He descubierto demasiado tarde que no es posible trabajar durante todo el día y divertirse toda la noche. No lo volveré a hacer en el futuro». Ese mismo día tuvo un ataque de disnea. Al día siguiente, 24 de noviembre, los doctores le diagnosticaron que padecía «una tuberculosis aguda, que pone al augusto enfermo en grave peligro». A las nueve menos cuarto de la mañana del 25 de noviembre fallecía. Estaban junto a él la reina María Cristina, la exreina Isabel II, que había viajado desde París nada más conocer la gravedad de la enfermedad de su hijo, y sus hermanas Isabel y Eulalia. El doctor García Camisón precisó la causa inmediata de la muerte en un artículo publicado en El Liberal: don Alfonso «murió de una bronquitis capilar aguda, desarrollada en el curso de una tuberculosis lenta; el rey no ha muerto, por consiguiente, de tuberculosis; esta se desarrollaba lentamente y hubiera podido prolongarse la vida del monarca todavía muchos meses, y tal vez años».

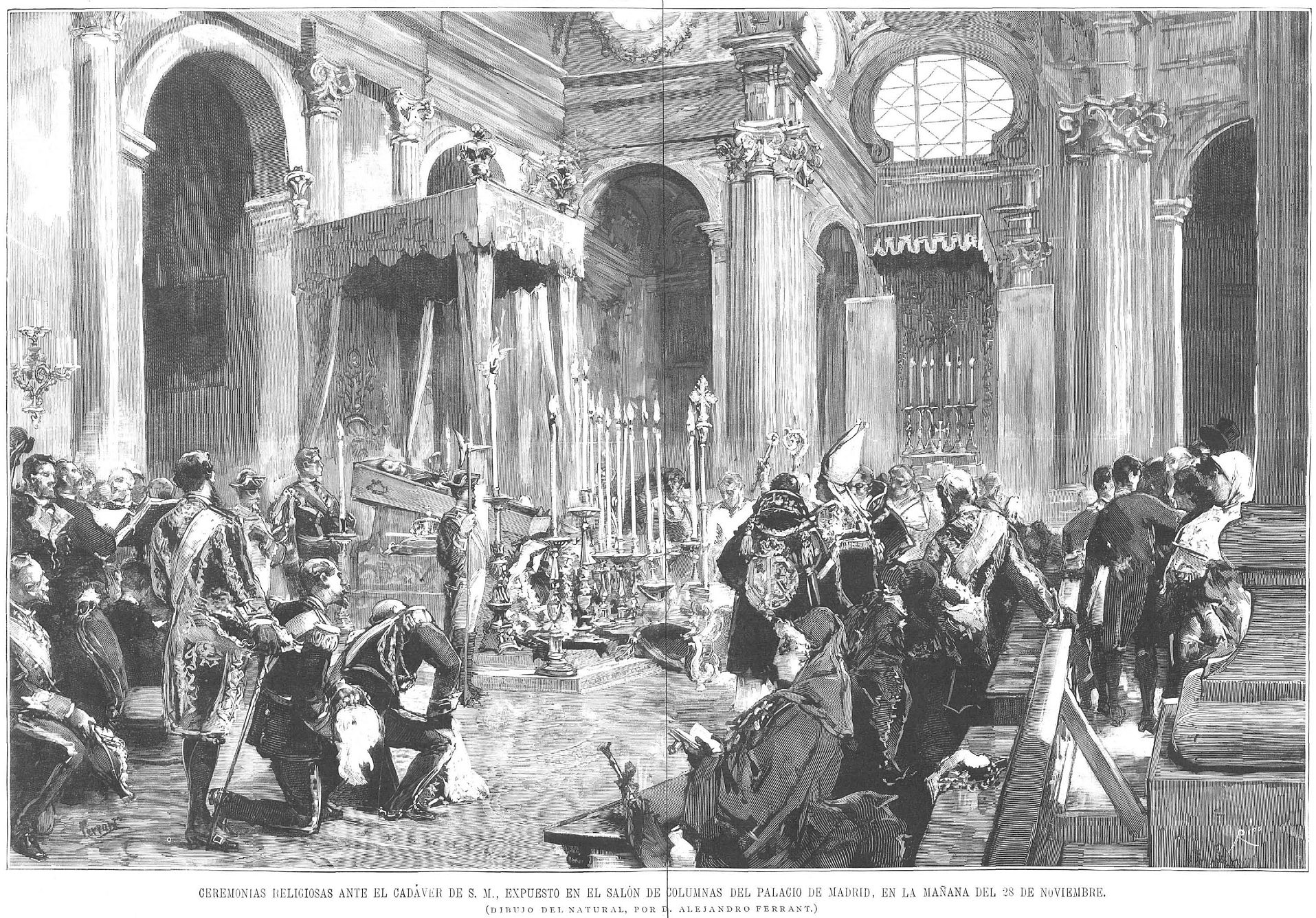
Capilla ardiente de Alfonso XII instalada en el salón de columnas del Palacio de Oriente de Madrid el 28 de noviembre de 1885. Miles de personas la visitaron.

La muerte del rey Alfonso XII provocó una honda conmoción en el país. «Las calles [de Madrid] estaban intransitables… Miles de carruajes cruzaban en todas direcciones tomando el camino de El Pardo», relató una crónica contemporánea. El féretro fue trasladado al Palacio Real donde se instaló la capilla ardiente que fue visitada por miles de personas. El día 29 fue llevado al Monasterio de El Escorial, «nuevamente en medio de un gran gentío», donde fue enterrado.
La muerte del rey causó una gran preocupación —«un terror apocalíptico», según José Varela Ortega— entre las elites políticas ante la perspectiva de la regencia de la joven e inexperta esposa del rey María Cristina de Habsburgo, que estaba embarazada (su hijo, un varón, nacería en mayo de 1886). «La muerte del rey ha producido aquí un singular estupor e incertidumbre. Nadie puede adivinar lo que acontecerá», le escribió Marcelino Menéndez Pelayo a Juan Valera, entonces embajador español en Estados Unidos. El gobierno temía una pronunciamiento republicano o un levantamiento carlista, o los dos al mismo tiempo por lo que las tropas fueron puestas en estado de alerta. La Bolsa se desplomó.

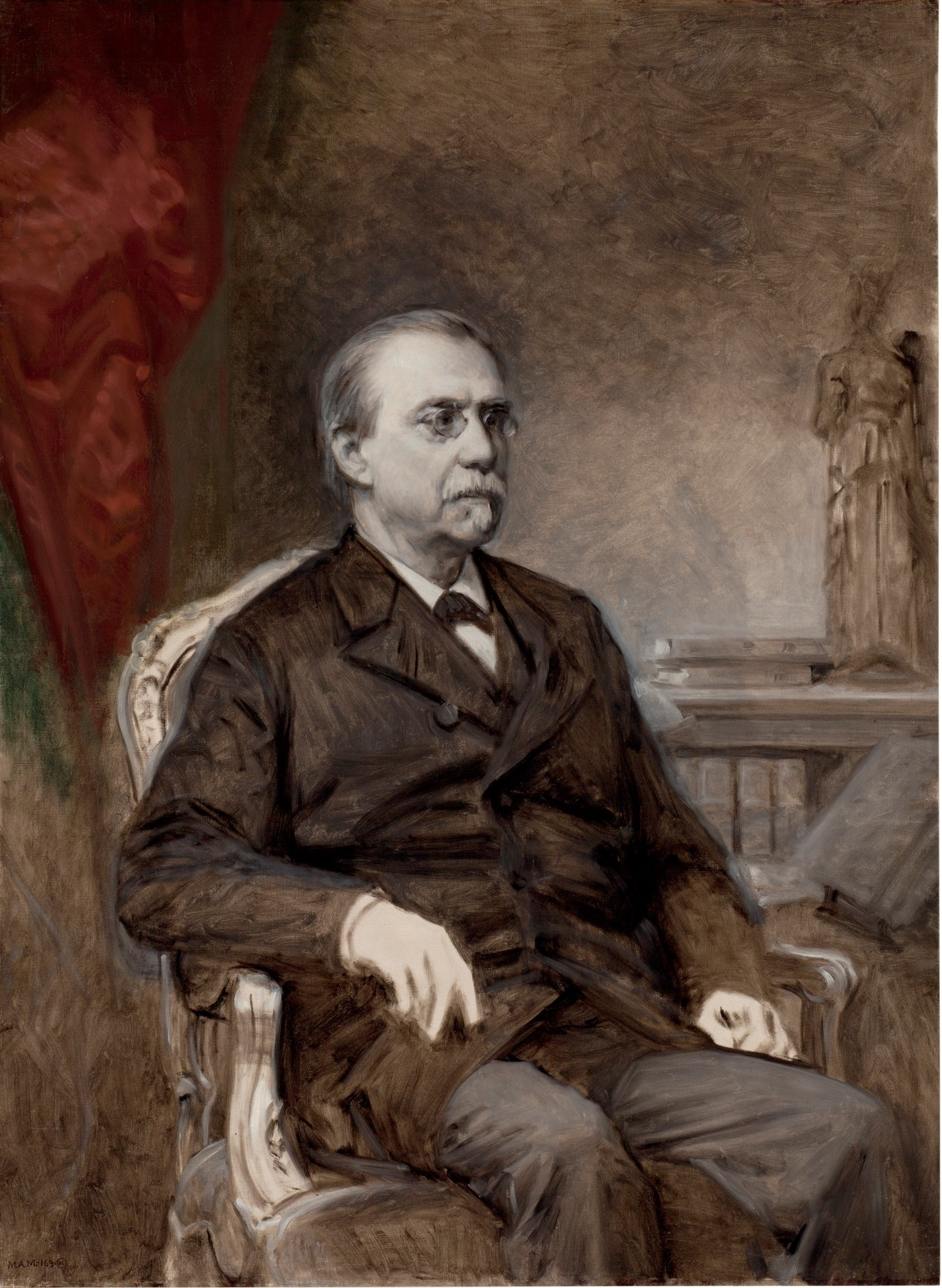
Antonio Cánovas del Castillo en 1889. El impropiamente denominado Pacto de El Pardo acordado entre él y Sagasta supuso la consolidación del régimen político de la Restauración.

Ante esta situación Cánovas, que habló de la necesidad de una «segunda Restauración» que sería «más difícil que la primera» y ante el temor de que los liberales se unieran a los republicanos si no accedían al poder (la crisis del miedo, la llamó el conservador Francisco Silvela), decidió dimitir y aconsejar a la regente que llamara al gobierno a Sagasta. Cánovas comunicó su decisión al líder liberal y este aceptó en una reunión que mantuvieron en la presidencia del Gobierno por mediación del general Martínez Campos y que sería conocida equivocadamente como el «Pacto de El Pardo». El 27 de noviembre por la noche en el Palacio Real, la regente María Cristina recibió el juramento del nuevo gobierno presidido por Sagasta y ante el mismo juró la Constitución. Así explicaría Cánovas su decisión en el Congreso de Diputados, tiempo después:

Nació en mí el convencimiento de que era preciso que la lucha ardiente en que nos encontrábamos a la sazón los partidos monárquicos… cesara de todos modos y cesara por bastante tiempo. Pensé que era indispensable una tregua y que todos los monárquicos nos reuniéramos alrededor de la Monarquía… Y una vez pensado esto… ¿qué me tocaba a mí hacer? ¿es que después de llevar entonces cerca de dos años en el gobierno y de haber gobernado la mayor parte del reinado de Alfonso XII, me tocaba a mí dirigir la voz a los partidos y decirles: ‘porque el país se encuentra en esta crisis no me combatáis más; hagamos la paz alrededor del trono; dejadme que me pueda defender y sostener? Eso hubiera sido absurdo y, además de poco generoso y honrado, hubiera sido ridículo. Pues yo me levantaba a proponer la concordia y a pedir la tregua, no había otra manera de hacer creer mi sinceridad sino apartarme yo mismo del poder.

Como ha señalado Ramón Villares, «la muerte del rey Alfonso XII y el acuerdo o pacto de 1885 (el impropiamente llamado pacto del Pardo) marcan de forma definitiva la consolidación del régimen» de la Restauración. Por su parte Feliciano Montero ha señalado que «el vacío político que provocó la muerte de Alfonso XII puso a prueba la solidez del edificio canovista. El acceso al poder del partido liberal, definitivamente constituido, y su larga gestión gubernamental (“el Parlamento largo”) contribuyó a consolidar el sistema político».

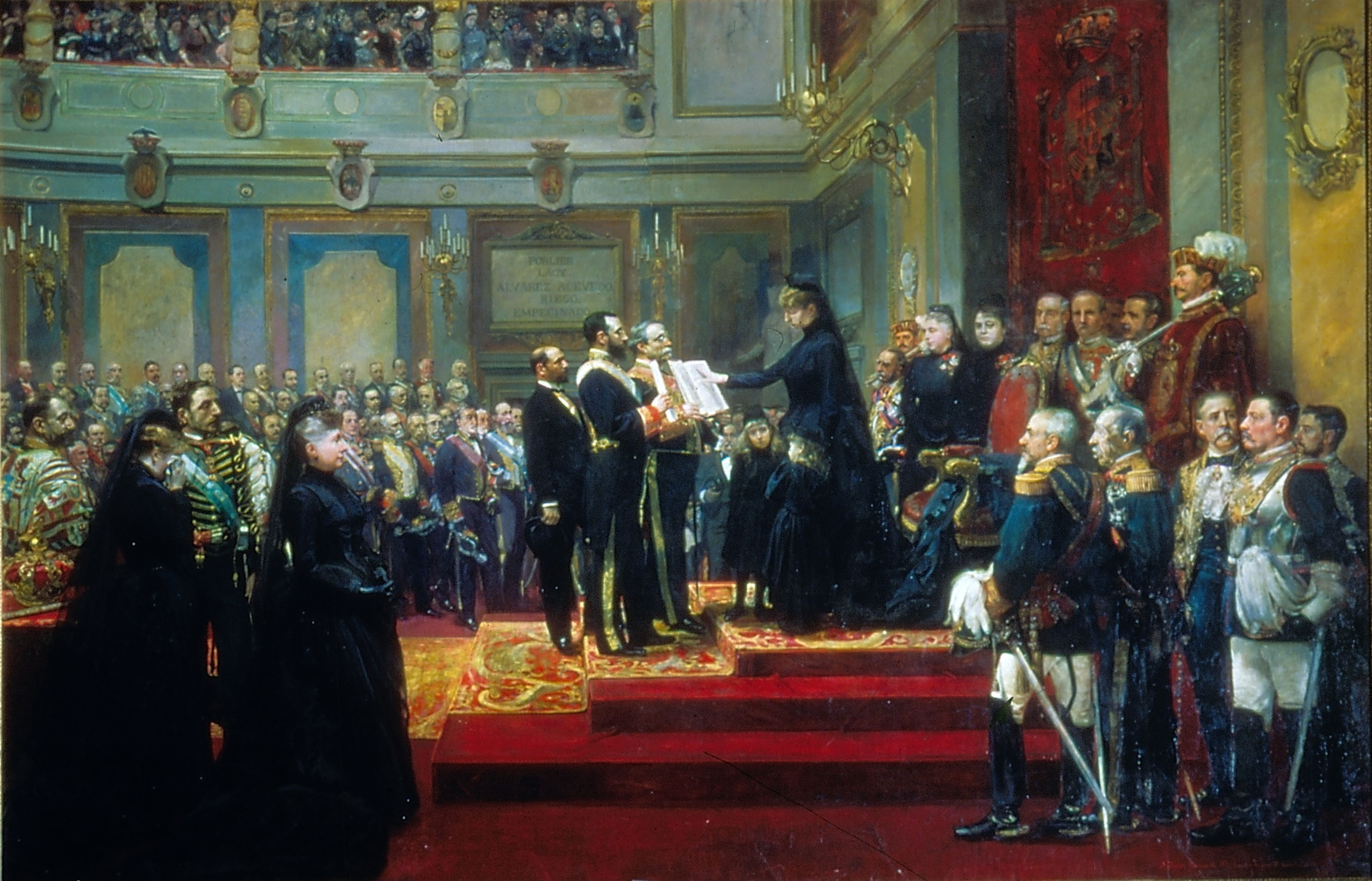
Jura de la Constitución por María Cristina (Palacio de las Cortes, 30 de diciembre de 1885) de Francisco Jover y Casanova y Joaquín Sorolla (1897). Cánovas es quien sostiene el ejemplar de la Constitución sobre el que jura la regente María Cristina de Habsburgo. Abajo a la derecha se encuentra el general Arsenio Martínez Campos.

Buena parte de la jerarquía eclesiástica católica, con el nuncio Rampolla al frente, también desempeñó un papel importante en la consolidación del régimen al hacer pública el 14 de diciembre de 1855 una declaración de apoyo a la Regencia aplicando los principios de la encíclica Immortale Dei sobre las relaciones entre la Iglesia y el Estado que el papa León XIII acababa de dar a conocer. En la declaración se defendía un cierto relativismo político («sobre la mejor clase de gobierno, sobre tal o cual forma de constituir los Estados, puede haber sobre ello una honesta diversidad de opiniones») y una cierta libertad de expresión («honesta libertad de escribir con la amplitud que convenga a los respectivos fines y propósitos»), lo que suponía una clara descalificación de los postulados integristas.
Ángeles Lario ha destacado que el acuerdo político a que se llegó tras la muerte del rey «convirtió a los dos grandes partidos en los verdaderos directores de la vida política, controlando consensuadamente hacia arriba la prerrogativa regia y hacia abajo la construcción de las necesarias mayorías parlamentarias; definiendo así la vida de este importante periodo de nuestro liberalismo y siendo origen a su vez de sus más graves limitaciones. Se puede diagnosticar ―permítaseme la expresión― que el sistema político de la Restauración sufrió de la enfermedad producida por su propio éxito».

## Los grupos políticos excluidos del sistema: carlistas, republicanos, socialistas y anarquistas
Para que el sistema político funcionara se necesitaba que los dos grandes partidos (el Partido Liberal-Conservador, encabezado por el propio Cánovas; y el Partido Liberal-Fusionista, liderado por Sagasta) recogieran todas las tendencias políticas que existieran en la sociedad, quedando «autoexcluidas» las que no aceptaran la forma de Estado de la Monarquía constitucional (carlistas y republicanos) y las que además rechazaran los principios de libertad y propiedad en que se fundamentaba la «sociedad burguesa» (socialistas y anarquistas).

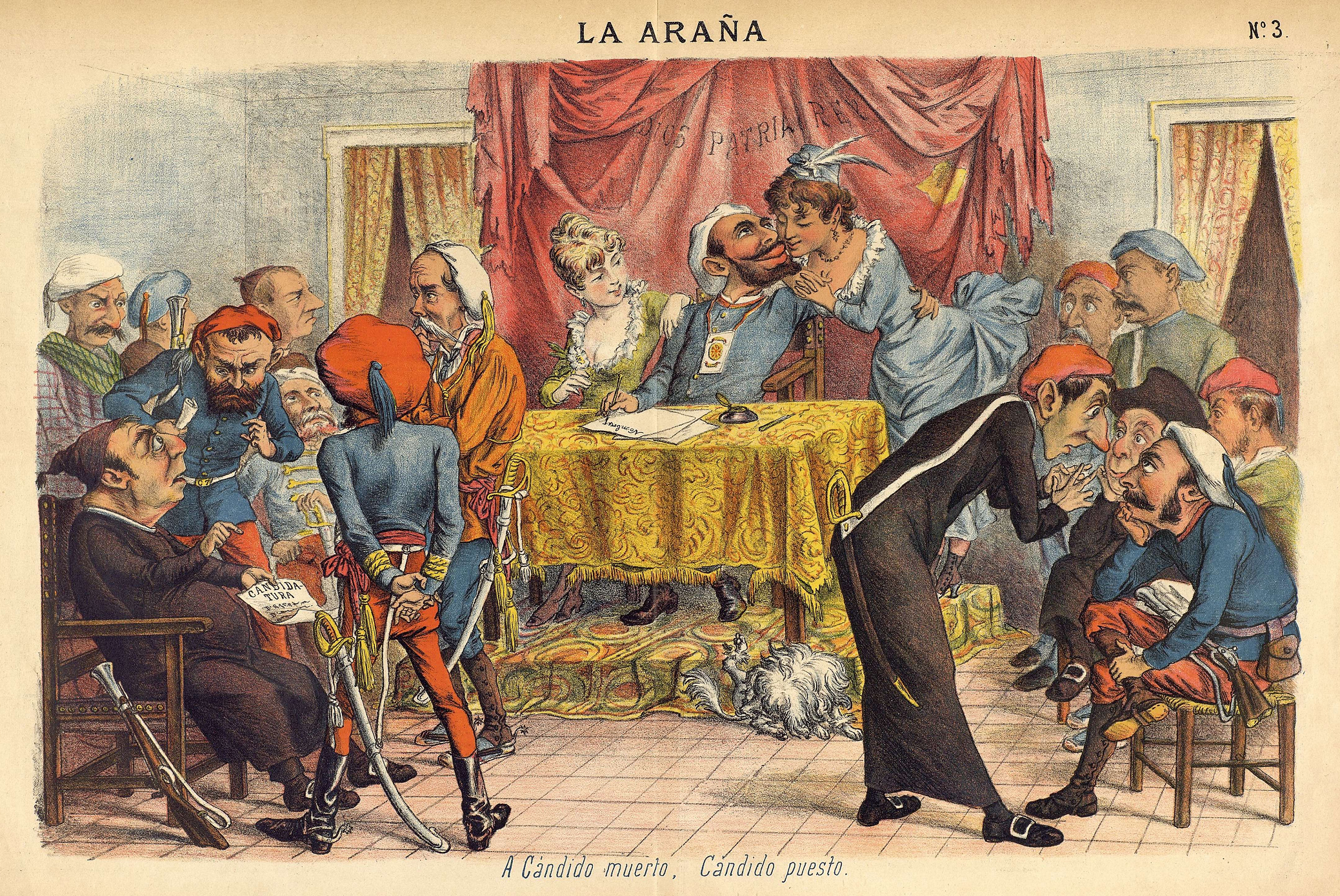
Caricatura de La Araña publicada el 15 de agosto de 1885 con el título «A Cándido muerto, Cándido puesto». Representa el nombramiento por el pretendiente exiliado Carlos VII como nuevo jefe del carlismo en el interior de España de Ramón Nocedal, tras la muerte de su padre Cándido Nocedal.

En cuanto a los carlistas, el pretendiente Carlos VII, en el exilio tras su derrota en la guerra al igual que otros muchos dirigentes, decidió en 1878 abandonar la vía insurreccional y nombró a Cándido Nocedal su representante en España ―su órgano de prensa sería El Siglo Futuro―, que impuso la identificación entre carlismo y catolicismo. Pronto surgieron los enfrentamientos internos entre los partidarios y los contrarios a la integración en el sistema de la Restauración, que también afectó a la jerarquía eclesiástica, como se pudo comprobar en la peregrinación a Roma de 1882. En este sentido el Vaticano se desligó del carlismo, porque, según escribió un cardenal en enero de 1882 al nuncio en España, «el interés de la Religión en España demanda que la suerte de la Yglesia no esté identificada con la de ningún partido», señalando además que el carlismo se había caracterizado por «explotar el sentimiento católico nacional en provecho de su causa política». A pesar de que Nocedal se encontró con la creciente oposición del sector del carlismo encabezado por el marqués de Cerralbo, el pretendiente le mantuvo su apoyo hasta su muerte en julio de 1885. Tres años después el hijo de Cándido Nocedal, Ramón Nocedal, que sucedió a su padre en la dirección de El Siglo Futuro, encabezó la escisión integrista fundando el partido del mismo nombre. El marqués de Cerralbo pasó a ser el representante del pretendiente en España.

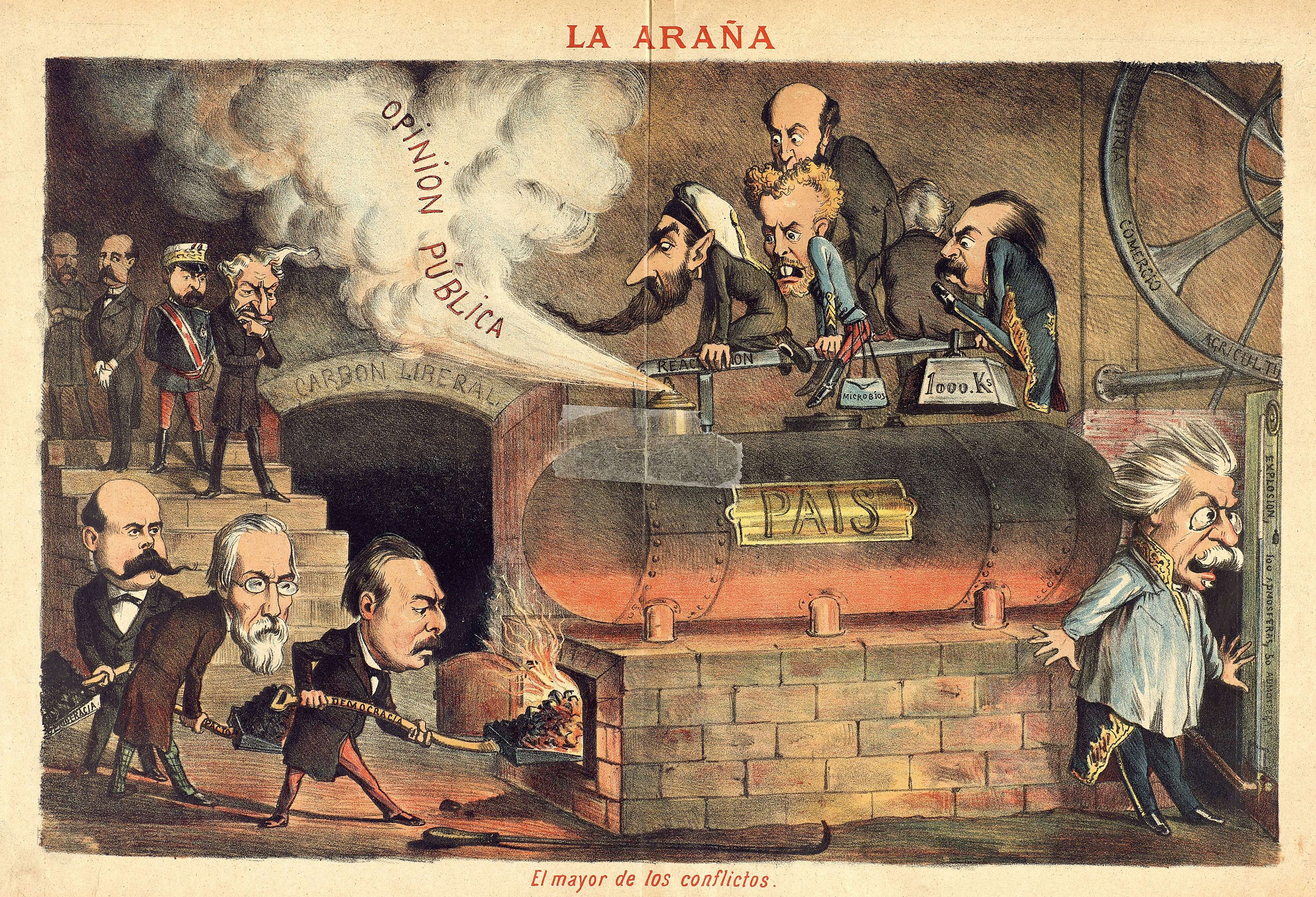
Caricatura de La Araña (18 de julio de 1885) titulada «El mayor de los conflictos» en la que aparecen los líderes republicanos Manuel Ruiz Zorrilla, Francisco Pi i Margall y Emilio Castelar alimentando con carbón la caldera que representa al país y que está a punto de reventar. Lo intentan evitar los ministros conservadores Francisco Romero Robledo y Francisco Silvela, mientras el presidente del Gobierno Cánovas se teme lo peor. En segundo plano el líder liberal Sagasta contemplando meditabundo la escena.

Por su parte, los republicanos estaban divididos en tres partidos políticos que discrepaban no sólo sobre el régimen republicano (federal o unitario), sino también sobre la forma de conseguir el retorno de la República. Se trataba del Partido Republicano Federal con Francisco Pi y Margall y Estanislao Figueras al frente (este último murió en 1882); el Partido Republicano Progresista de Manuel Ruiz Zorrilla, al que se unió inicialmente Nicolás Salmerón; y el Partido Republicano Posibilista de Emilio Castelar. En cuanto a la estrategia a seguir frente al régimen de la Restauración las mayores divergencias se dieron entre Emilio Castelar, partidario de colaborar con el Partido Liberal-Fusionista de Sagasta si este asumía los postulados democráticos (juicio por jurado, sufragio universal,…), postura próxima a la de Nicolás Salmerón que defendía los procedimientos legales y el fortalecimiento del régimen parlamentario (y acabaría fundando el Partido Republicano Centralista que se presentaría a las elecciones), y Manuel Ruiz Zorrilla, el principal valedor, desde su exilio en París, del retraimiento electoral y de la vía insurreccional, para lo que propició la clandestina Asociación Republicana Militar.
Entre 1875 y 1881 hubo numerosas conspiraciones republicanas, pero ninguna de ellas llegó a lograr sus objetivos. Todas terminaron con la detención de los civiles y los militares implicados que en su mayoría fueron deportados a islas africanas o al extranjero. A partir de la llegada al poder de los liberales de Sagasta en 1881 el activismo republicano cambió de signo, y algunos de sus políticos más destacados se integraron en el régimen canovista, por lo que el protagonismo de los militares aumentó. Así en el verano de 1883 se produjo el intento más importante de acceder al poder por la vía insurreccional con la sublevación de las guarniciones de Badajoz, Santo Domingo de la Calzada y La Seo de Urgel que no prosperó por la falta de apoyos militares entre el resto del Ejército.
En cuanto a los anarquistas, hasta la apertura política que trajo consigo la llegada al poder de los liberales de Sagasta en 1881, la Federación Regional Española de la AIT se desenvolvió en la clandestinidad. En ese año la sustituyó la Federación de Trabajadores de la Región Española (FTRE) fundada en el Congreso Obrero de Barcelona de 1881 y preparada para actuar en la legalidad. La FTRE llegó a alcanzar los 60 000 afiliados, con una inmensa mayoría de ellos concentrada en Andalucía y, en menor medida, en Cataluña. Su decadencia se inició a partir del juicio de la clandestina, y presuntamente anarquista, La Mano Negra, disolviéndose en 1888 (siendo sustituida por la Organización Anarquista de la Región Española).
Por su parte, el reducido núcleo socialista marxista español expulsado de la AIT había fundado en mayo de 1879, en una taberna madrileña, el Partido Socialista Obrero Español, pero tras salir de la clandestinidad en 1881 —entonces se constituyó el primer Comité Central del partido— su primer Congreso no lo celebraría hasta el 23-25 de agosto de 1888 en Barcelona. Pocos días antes se había reunido el Congreso Obrero de Barcelona de 1888 del que nació el sindicato hermano Unión General de Trabajadores (UGT). En el Congreso se acordó que «el ideal de Partido Socialista Obrero es la completa emancipación de la clase trabajadora; es decir, la abolición de todas las clases sociales y su conversión en una sola de trabajadores dueños del fruto de su trabajo, libres, iguales, honrados e inteligentes». Sin embargo, el movimiento socialista seguía siendo muy minoritario. En el momento de su fundación la UGT sólo contaba con 3355 afiliados.